# 速霸陸Impreza
速霸陸Impreza（日语：スバル・インプレッサ）為日本富士重工業於1992年起发行的緊湊型轎車，中國大陸的官方翻譯名稱為翼豹:207，臺灣的車迷則習稱硬皮鯊，自推出以來即為速霸陸汽車的主力車種之一，搭載了該公司向來標榜的水平對臥引擎及全時四輪驅動系統，並衍生出速霸陸Forester、速霸陸XV、速霸陸WRX等車款。車名「Impreza」取自于英語“Impresa（意为箴言、徽章）”

## 歷史與概要
自1992年問世以來，原廠替該車款推出許多衍生車型，本條目一併記敘下列：
1. 四門轎車型：Sedan WRX、Anesis、B4。
2. 五門旅行車型：Sports Wagon、Sports Wagon WRX。
3. 五門掀背車型：Gravel EX、Sports、XV（另請參照速霸陸XV）。
4. 雙門轎跑車型。

身為緊湊型轎車級的「世界戰略車」而推出，目標特別鎖定歐洲市場。不過真正打響Impreza名號的卻是其性能表現，以及自1995年至1997年連續三年在世界拉力錦標賽（World Rally Championship，以下簡稱WRC）賽場上奪得車隊冠軍。尤其這部車和對手三菱Lancer Evolution不論在賽場上的過招，抑或是現實生活中銷售的競爭，一直都是車迷們津津樂道的話題。「Impreza WRX STI」乃由速霸陸技術國際以Impreza WRX車型為藍本，加以改裝調校出的高性能四門跑車。速霸陸車隊使用此車的賽車版來參加世界拉力錦標賽，並且在賽車手科林·麥克雷、理查德·伯恩斯、皮特·索伯格等人的努力下連續3屆蟬聯車隊冠軍。
1992年第一輛速霸陸Impreza WRX STI問世後，原本只限日本國內市場；因同為右駕，另有代理商意美汽車以及平行進口車行導入香港和新加坡；1999年起開始出口至澳大利亞，2001年銷入歐洲，直到2003年夏季才正式進駐北美洲市場。加上富士重工業的產能有限，每年的生產數量極為有限，其中某些限量版本更為罕見，例如SPEC-C型的限量版本每年僅生產800輛，而S204型限量版總共只有600輛。
2000年代由於美國通用汽車分別握有富士重工業和瑞典紳寶汽車的股份，在通用汽車的主導下，紳寶汽車以第一代Impreza為基礎，修改車身外觀、懸吊系統和內裝後推出紳寶9-2X（由富士重工業的太田市工廠代工製造），成為相當罕見的兄弟車款。後來通用汽車將持股出售給豐田汽車，才結束這段合作關係。
2010年代後富士重工業調整行銷策略，高性能版本獨立成WRX；而Impreza車系則轉型為家庭用車之定位。

### 第一代GC/GF系（1992年-2000年）
1992年 - 11月2日正式發售四門轎車、五門旅行車與WRX等三種車型，其中旅行車（station wagon）刻意命名為「sports wagon」，乃為了強調其運動化性能。而「WRX」之名來自先前運動化設定的Leone RX，故WRX車型也搭載馬力達240ps的2.0L水平對臥四缸DOHC EJ20G型渦輪增壓引擎。底盤以第一代Legacy的底盤作基礎，全長200mm、軸距縮短60mm、高度增加10mm，故車身重量比第一代Legacy減輕80公斤。
關於動力來源，此代車款全部採用水平對臥四缸構造的|EJ族引擎，日本市場計有1.5L、1.6L、1.8L、2.0L等四種排氣量選擇；其他國家則隨著市場特性與道路環境的不同，另有2.2L和2.5L可供選擇；共同搭配的變速箱則有四速自動排檔、五速手動排檔等二種。前輪的懸吊為L型下臂式麥花臣懸吊，後輪則為六連桿式麥花臣懸吊。此外WRX車型的手排版為了輕量化，前輪懸吊的下臂改用鋁合金鍛造材質。
1993年 - 9月改良某些缺失，並追加WRX車型的五門旅行車。本來WRX車型僅有五速手排之設定，現追加四速自排。

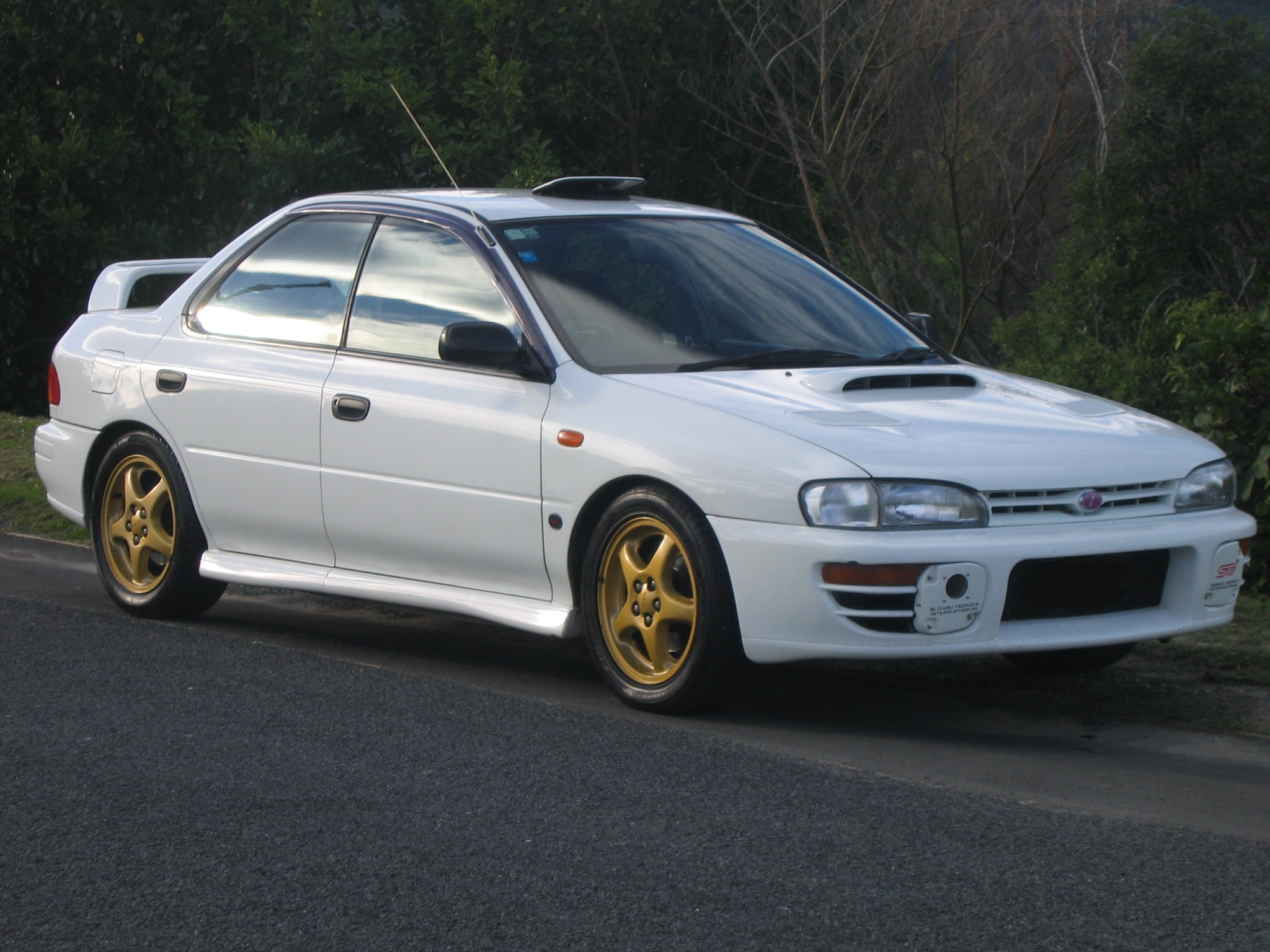
1995年WRX RA STi

1994年 - 1月推出原廠代號「GC8A/B」的「WRX STi」性能車，所搭載的EJ20G型單渦輪增壓引擎可輸出最大馬力250ps / 6,500rpm、最大扭力31.5kg·m / 3,500rpm。屬於第一版的該款車車重為1,230公斤，先由太田工廠生產出WRX車型後再讓STI升級換裝，不過自第二版起改由STI之獨立生產線負責製造。10月「WRX RA STi」上市，最大馬力達270ps / 6,500rpm，並具備DCCD駕駛者可控式中央差速器。該款接單生產的限量車大量使用賽車部件，且不裝備空調、音響等，主要針對各拉力賽車隊發售，而非個人消費者。

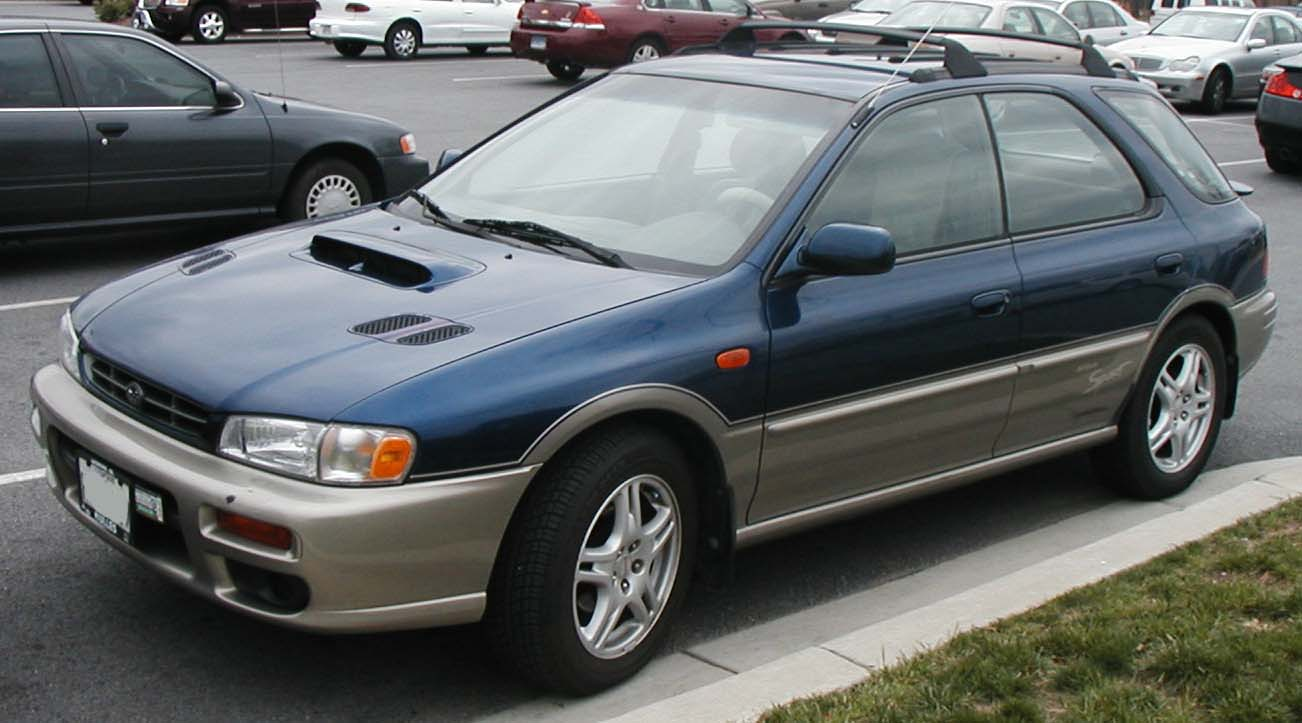
2001年式Impreza Outback Sport

原廠另針對北美洲市場推出名為「Impreza Outback Sport」的衍生車款，以五門旅行車為基礎，搭載2.2L水平對臥四缸SOHC EJ221/EJ222型引擎，車身塗裝採上下雙色之方式，並配置車頂行李架等具有休旅風味的部件。
1995年 - 1月原本只有外銷的雙門轎跑車車型以「Impreza Retna」（（日語）インプレッサリトナ）之名回鍋日本市場，共有1.5L水平對臥四缸SOHC EJ15型、1.6L水平對臥四缸SOHC EJ16型兩種引擎動力可選購。10月日本市場推出具有濃厚休旅味道的「Gravel EX」車型，配置防撞桿和車尾備胎（備胎殼罩寫有「Gravel Express」字樣）。此款車即為美規版的「Impreza Outback Sport」，但是換裝成2.5L水平對臥四缸DOHC EJ25D型引擎。雖然總生產數量僅有1,313部，卻是速霸陸Forester的濫觴。隨後原廠代號「GC8C」的「STi Version2 555」上市，車身塗裝同為馳騁WRC比賽用車的寶藍色、輪轂為金色，其中四門轎車限量555部、五門旅行車限量100部。自此版起，STI將進氣岐管漆成紅色，車迷俗稱為紅頭引擎。

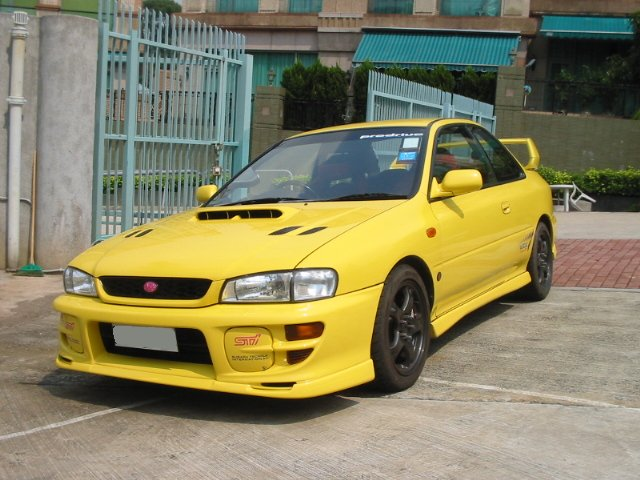
WRX type R STi

1996年 - 1月為了紀念奪下1995年WRC賽車手、廠商車隊的雙料冠軍，發售限定版的「V-Limited」，限量1,000輛並以拉力賽車隊的經典藍色作為內飾的主色調。另外「STi Version2 555」同樣限定555輛，乃紀念主要贊助商555牌香菸。9月發表小改款（中期型），變更前防撞桿設計，尾燈之方向燈改為清澈狀，輪轂也換上新造型。WRX車型之引擎為了追求高轉速、高出力，改為馬力高達280ps / 6,500rpm的EJ20K型；而EJ15型和EJ18型也經過重新調校。雙門轎跑車在日本市場不受歡迎，故停止發售，但外銷版仍可見到。原廠代號「GC8D」的第三版WRX STi除了EJ20K型引擎外，前輪剎車系統升級成對向四活塞卡鉗，車重比前一版再增加10公斤，達到1,250公斤。同時也增加了「WRX STI Type R」雙門車型，由於1,190公斤的車重比四門車型輕盈，被英國著名賽車改裝團隊Prodrive選用參加WRC。除了DCCD駕駛者可控式中央差速器之外，並配備新開發的密齒比變速箱，加大的中冷器更增加水霧噴嘴，以強化其工作效率。
1997年 - 9月將駕駛座安全氣囊列為標準配備，助手席氣囊則為選配；內裝大幅變更成與第一代Forester共用。原廠代號「GC8E」的第四版WRX STi同時推出，其中「WRX RA STi」、「WRX R STi」的後輪煞車也升級成對向四活塞卡鉗。10月舉辦的第32屆東京車展上，富士重工業展出以Impreza為基礎所打造的復古車「Casa Blanca（（日語）カサブランカ）」。

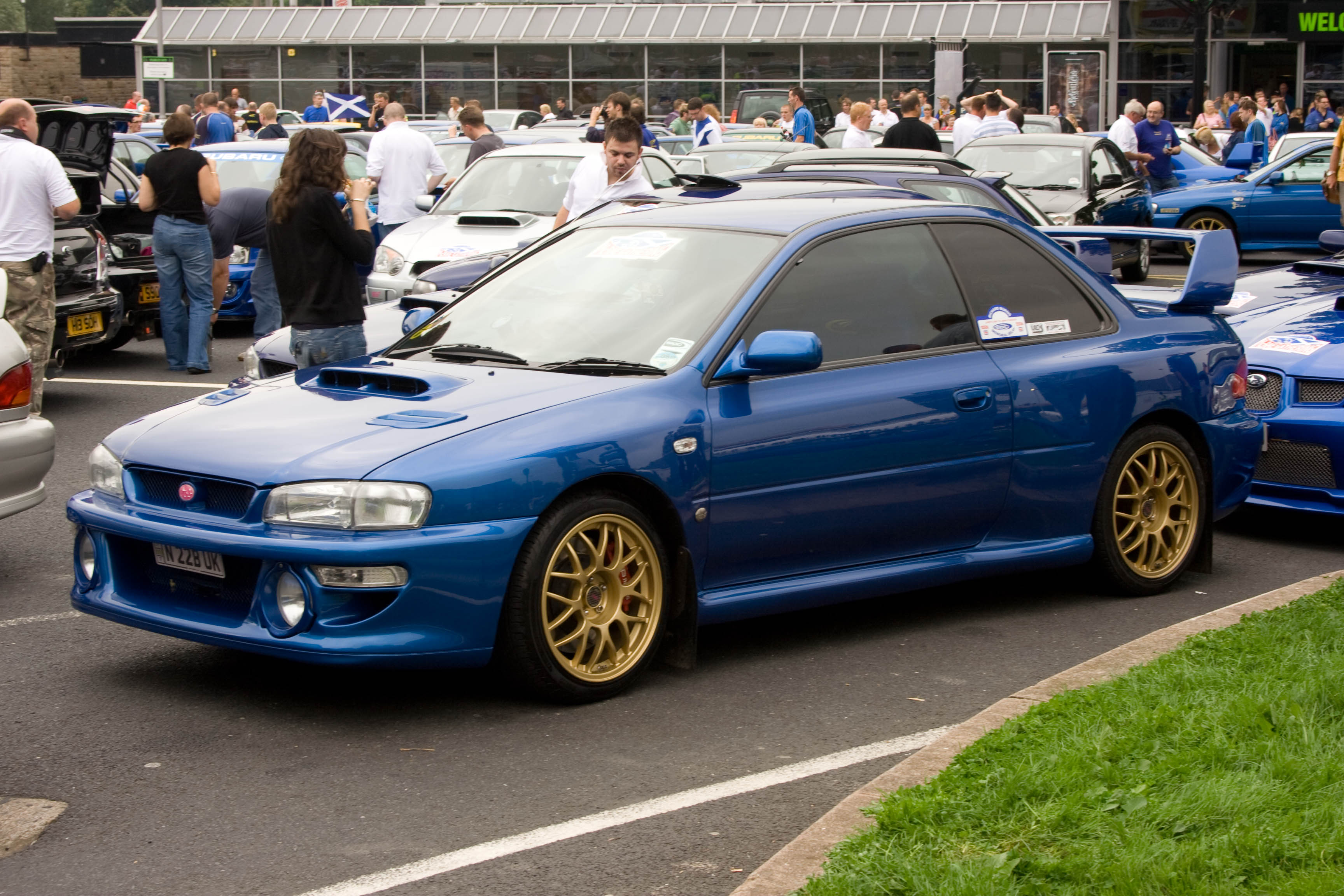
22B-STi Version

1998年 - 3月原廠為了紀念成立40週年及連續蟬聯三屆WRC車隊冠軍，在日本市場推出寬車體、雙門的「22B-STi Version」，限量399部，且車輛識別號碼含有「GC8E2SD」的字樣。此限定車款搭載EJ22G型引擎，搭配石川島播磨重工業的VF23型滾珠軸承渦輪增壓器，可分別輸出280ps / 6,000rpm、37.0kg·m / 3,200rpm的馬力和扭力。車體特別加寬至1,770mm，車重則為1,270公斤。避震系統由倍適登（Bilstein）承製，輪轂則為BBS製17吋鋁合金輪圈，輪胎升級成倍耐力的235/40 ZR17 P Zeros，離合器也升級為雙盤式並配備陶瓷離合片，前後剎車卡鉗均為白色，並加上紅色「Subaru」字樣。關於「22B」的命名緣由一直眾說紛紜：有人認為22代表2.2L的排氣量，而B代表配備了Bilstein避震器；有人則認為555（速霸陸車隊的主要贊助商）的十六進制剛好是22B；更有人認為22B代表2.2 Boxer。
同年9月進行後期型（「F」型）的小改款，全車系的車頭燈改為多折射式，WRX車型的前保桿造型也再度變更；另外新增搭載自然進氣EJ204型引擎的「SRX」車型，附有AVCS主動閥門控制系統。原廠代號「GC8F」的第五版WRX STi改搭載全新研發的EJ207型渦輪增壓引擎，雖然最大馬力280ps / 6,500rpm、最大扭力36.0kg·m / 4,000rpm，但其工作效率及排放標準相對提高，且改善低轉速域扭矩的輸出表現，使其爆發更加線性。此版之內裝重新設計過，包括賽車座椅、方向盤、KYB工業製倒立式麥花臣懸吊系統等。12月則正式推出復古外觀的「Casa Blanca」車型，限量5,000部。
同年年底速霸陸英國分公司進口16輛「22B-STi Version」，並委託著名賽車改裝團隊Prodrive加以改造。這批被命名為「22B Type UK」的特仕車和坊間水貨商進口的22B不同，不僅提供3年原廠保固，齒輪比也重新調整以適應英國的道路狀況，因為Prodrive將最終傳動比從3.90改成4.44。在外觀上和「22B-STi Version」並無二致，但車尾多了「Type UK」及「Prodrive」的銘牌。此款特仕車的售價為39,950英鎊，且登記牌照的年份為1999年，因為前一年的50輛進口額度已經被水貨商捷足先登。此外，這16輛車並不符合歐盟認證的噪音及廢氣排放標準。
1999年 - 9月小改款成「G」型，「WRX STi」和「STi Type R」二種車型則追加前下巴；「WRX STi」五門和「WRX」車型的鋁合金鋼圈造型改成六幅式；。「WRX type RA STi」和「WRX type RA」可選購砲彈型後照鏡。原廠代號「GC8G」的第六版WRX STi在性能上沒有重大改變，不過變更了大型尾翼的斷面形狀，藉由提升下壓力使高速行駛更為穩定。此版共生產了2千輛四門轎車、5百輛五門掀背車，而「Type R」雙門轎跑車則為1千輛、「Type RA」發售2千輛。

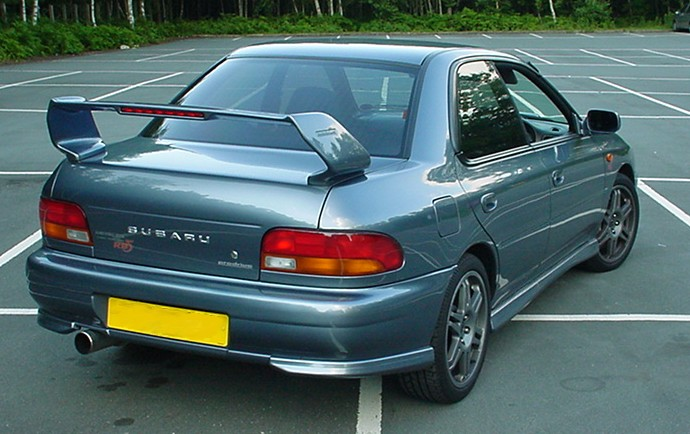
WRX RB5

同年為了慶祝英籍賽車手理查德·伯恩斯回到速霸陸車隊，英國市場推出限量444部的「WRX RB5」特仕車，這批車具有專屬的鐵灰色塗裝，並可加價選購專用ECU、排氣系統，以及Prodrive打造的懸吊系統。
2000年 - STI限量發售300輛「S201 STi Version」，引擎搭配石川島播磨重工業的VF28型渦輪增壓器，最高增壓值可達到1.2bar，搭配STI調校的ECU、大口徑強化進氣導管、強化進氣歧管、120mm大口徑排氣尾管等，最大馬力達300ps / 6,500rpm（已超越日本車廠自主馬力280ps上限），最大扭力則是36.0kg·m / 4,000rpm。全車大量使用STI自行研發生產的改裝部件，並移除了大型尾翼，改用平板小尾翼。
同年3月速霸陸英國分公司同樣委託Prodrive改造一批特仕車「Impreza P1」，以便適合當地的道路環境。「Impreza P1」外觀為雙門轎跑車，取消日規的DCCD駕駛者可控式中央差速器系統，加裝Hella H4頭燈組、Recaro賽車桶椅、OZ製10幅式18吋輪轂等配備。

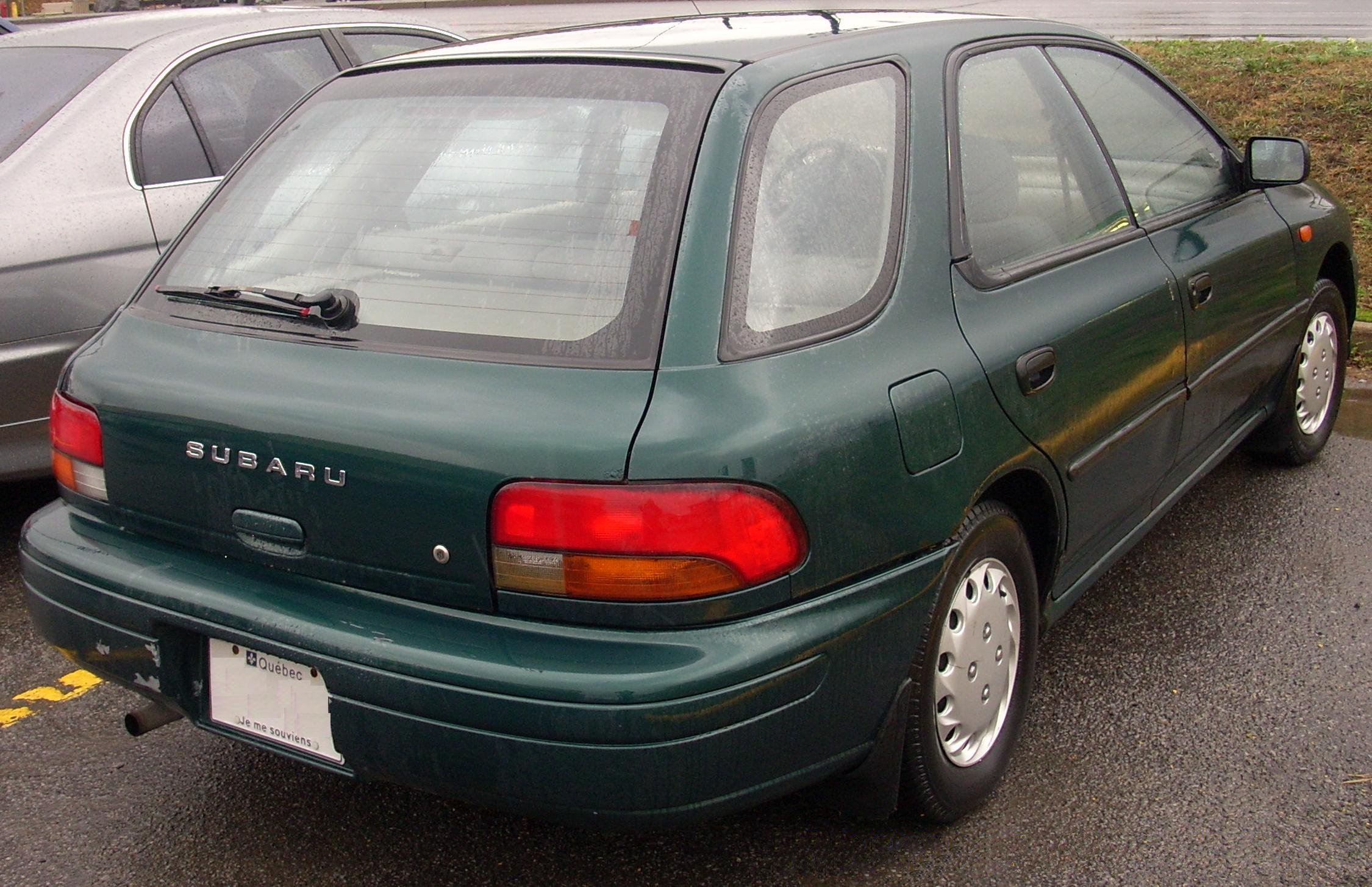
五門旅行車車尾
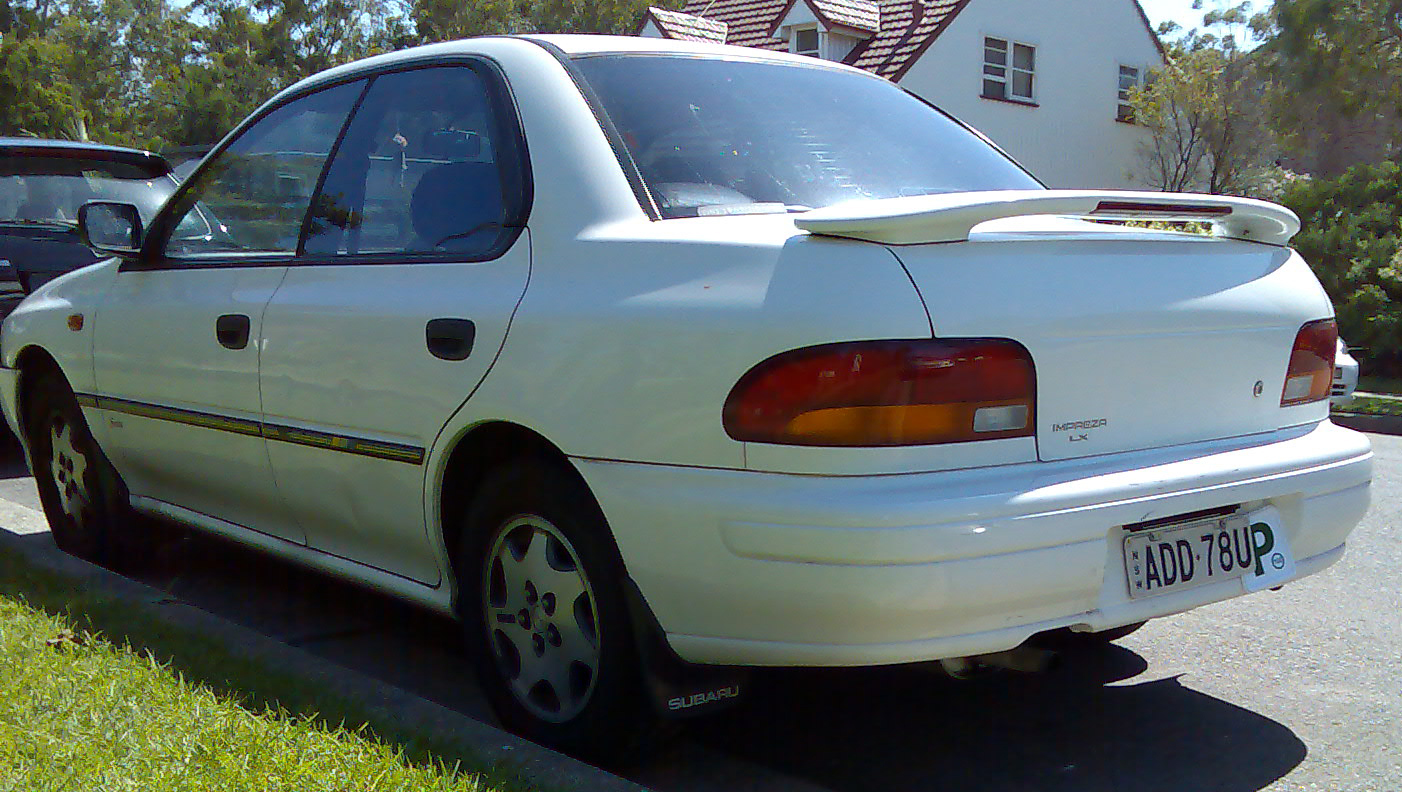
四門轎車車尾
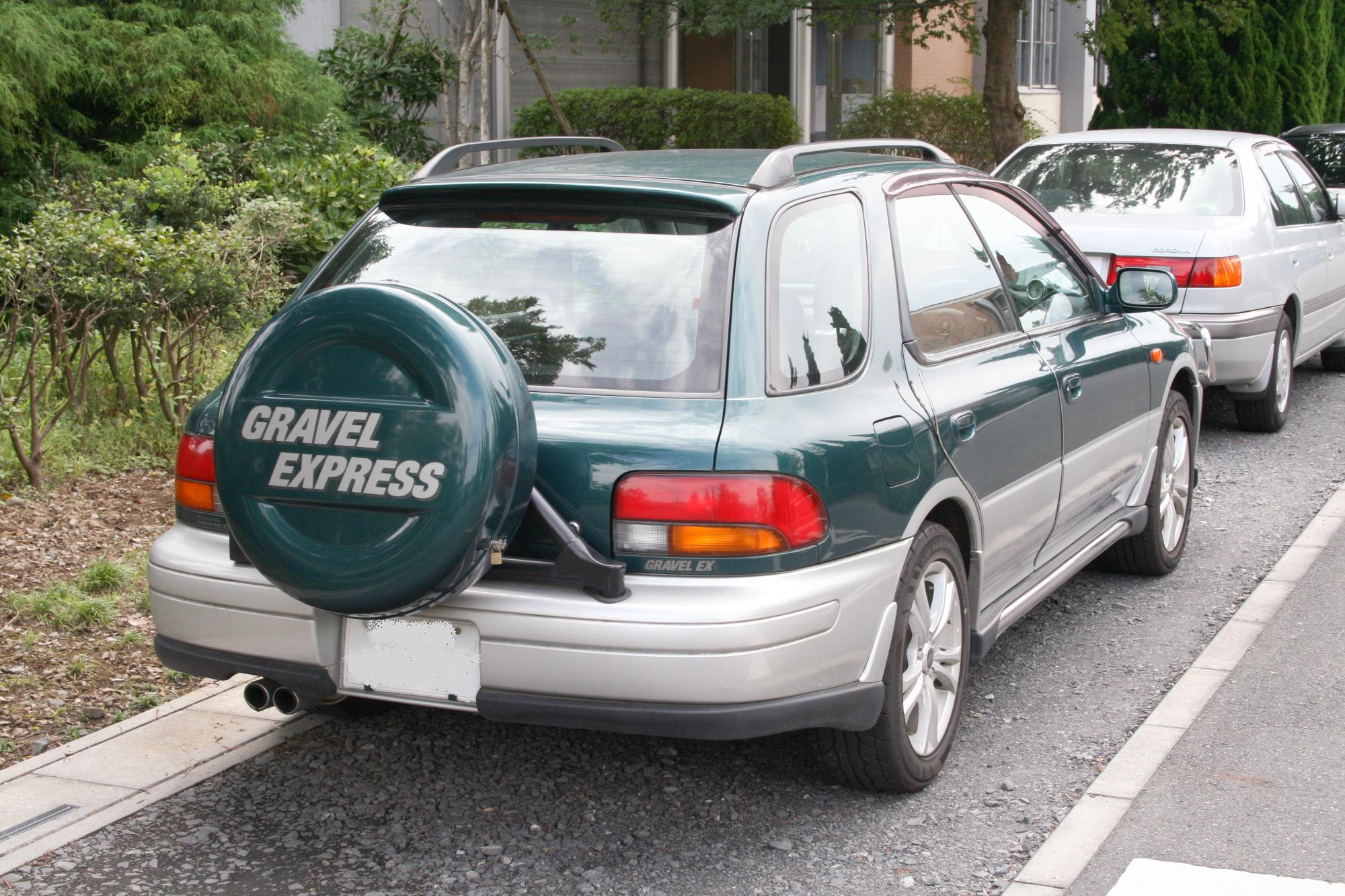
Gravel EX車型
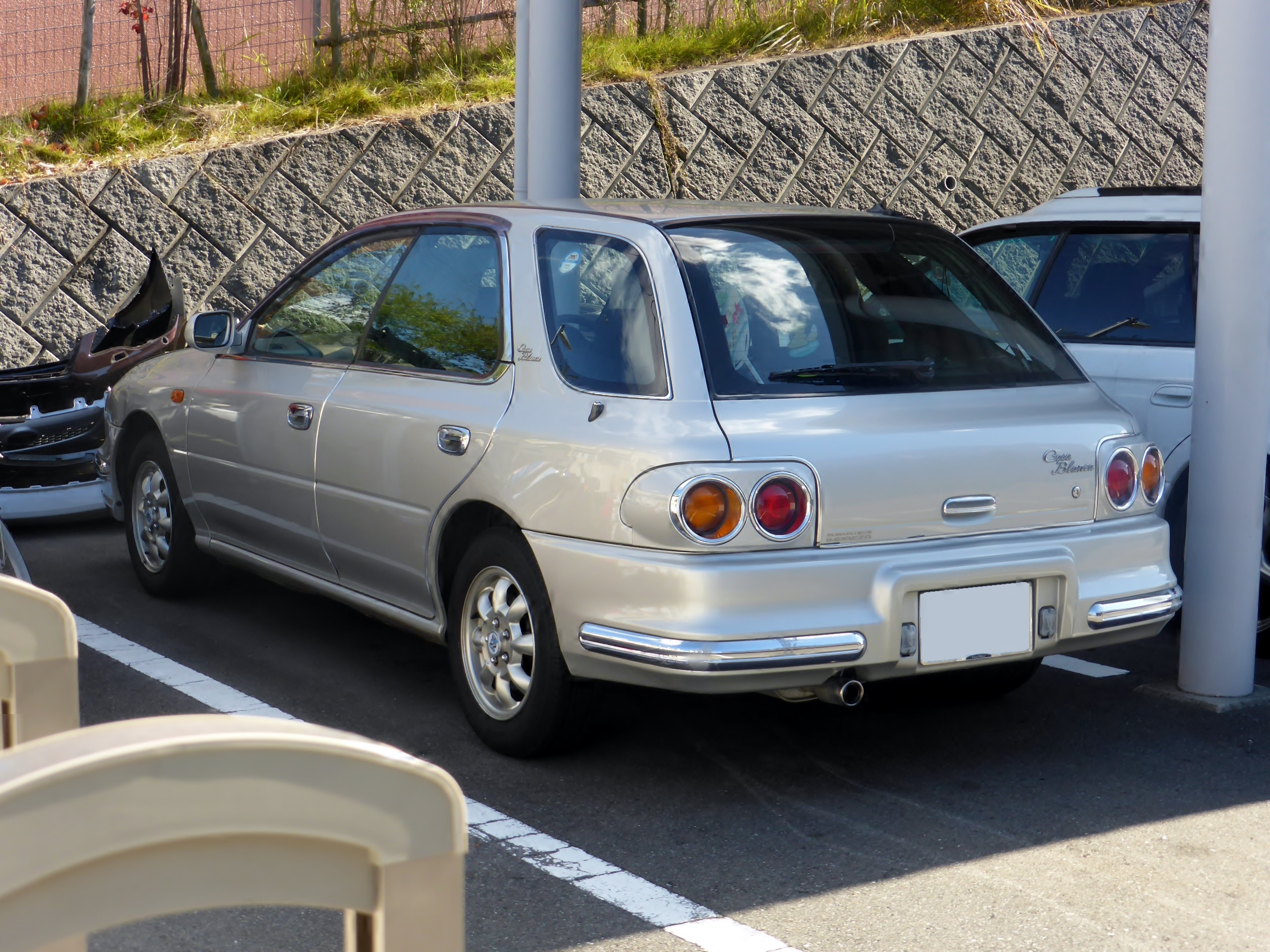
Casa Blanca車尾
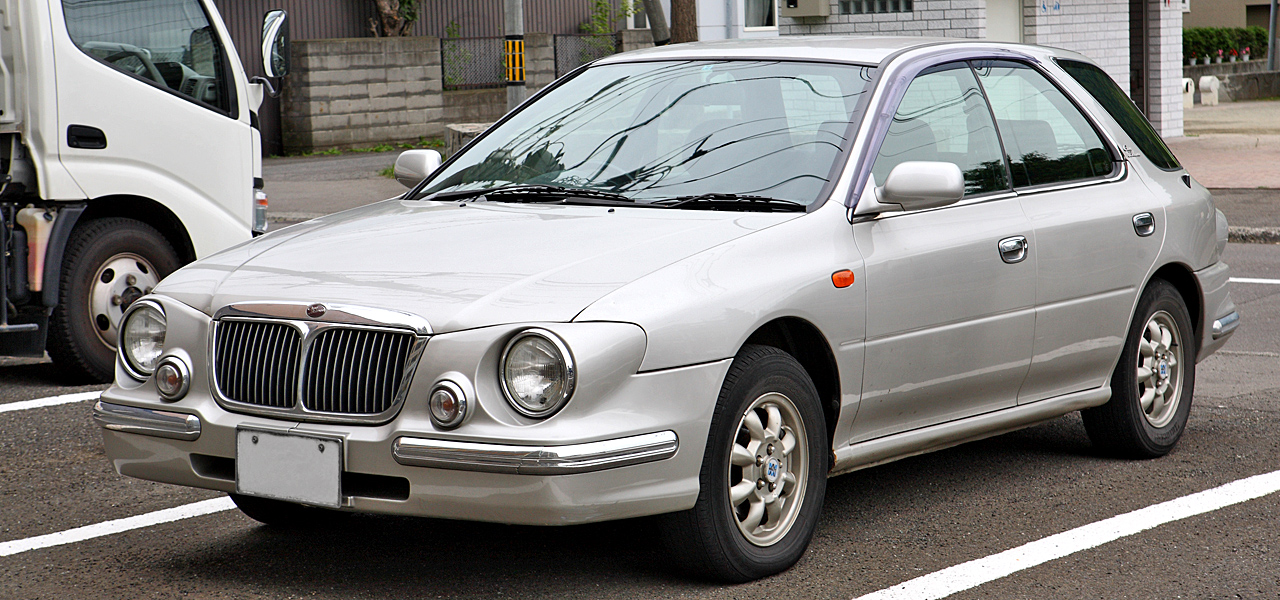
Casa Blanca車頭
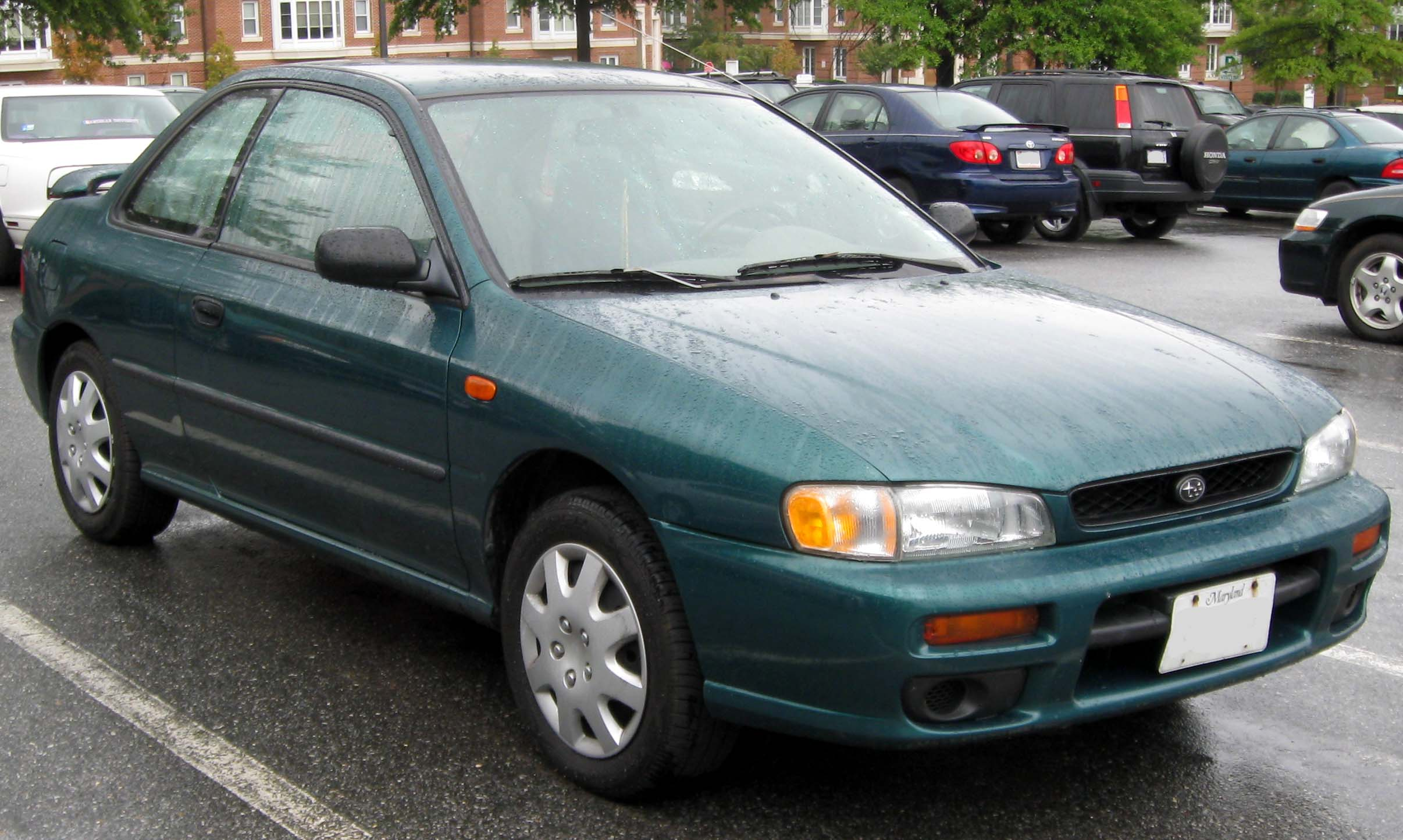
雙門轎跑車

#### 臺灣大慶Impreza
1997年11月臺灣大慶汽車正式將第一代Impreza國產化，動力區分成1.6L和1.8L，並請來知名導演吳念真拍攝電視廣告「一台車凸規台灣（台羅拼音：Tsı̍t-tâi tshia thuh kui Tâi-uân，「一部車跑遍全臺灣」之意）」，打響其名號。同時該公司也將性能車款Impreza GT國產化，以平實的價格和突破200ps馬力的性能表現獲得年輕車主的青睞，席捲臺灣車壇。2000年6月除了邀請孫燕姿擔任產品代言人，以刺激銷售量的增長，另仿效裕隆汽車的復古懷舊小車Verita，推出限量100部的衍生車款Casa Blanca，具備復古造型外觀、米色皮製內裝、電動摺疊後視鏡、防眩式藍色鏡面等，車色塗裝則有寶藍色和香檳金二種。翌年2月推出限量的「Impreza RX」，具備尾翼、側裙、後下巴等空力套件、桶型賽車座椅、MOMO真皮方向盤、2-DIN高傳真音響系統、車用通訊系統、感應式晶片防盜器、白色儀表板、真皮包覆排檔桿與手煞車、黑光燻膜中控飾板、黑色車門內飾板等。同年5月推出限量60部的「Impreza 2.0 GT Turbo STi Version」，外觀部分包含前下巴、霧燈罩、尾翼、側裙、水箱護罩徽飾、16吋金色六爪鋁圈、快速排檔系統、鋁合金L型下控制臂、引擎室碳纖維防傾拉桿、倒立式支柱懸吊系統等，內裝部分則含桶型跑車座椅、MOMO真皮方向盤、真皮排檔桿、鋁合金踏板等配備。

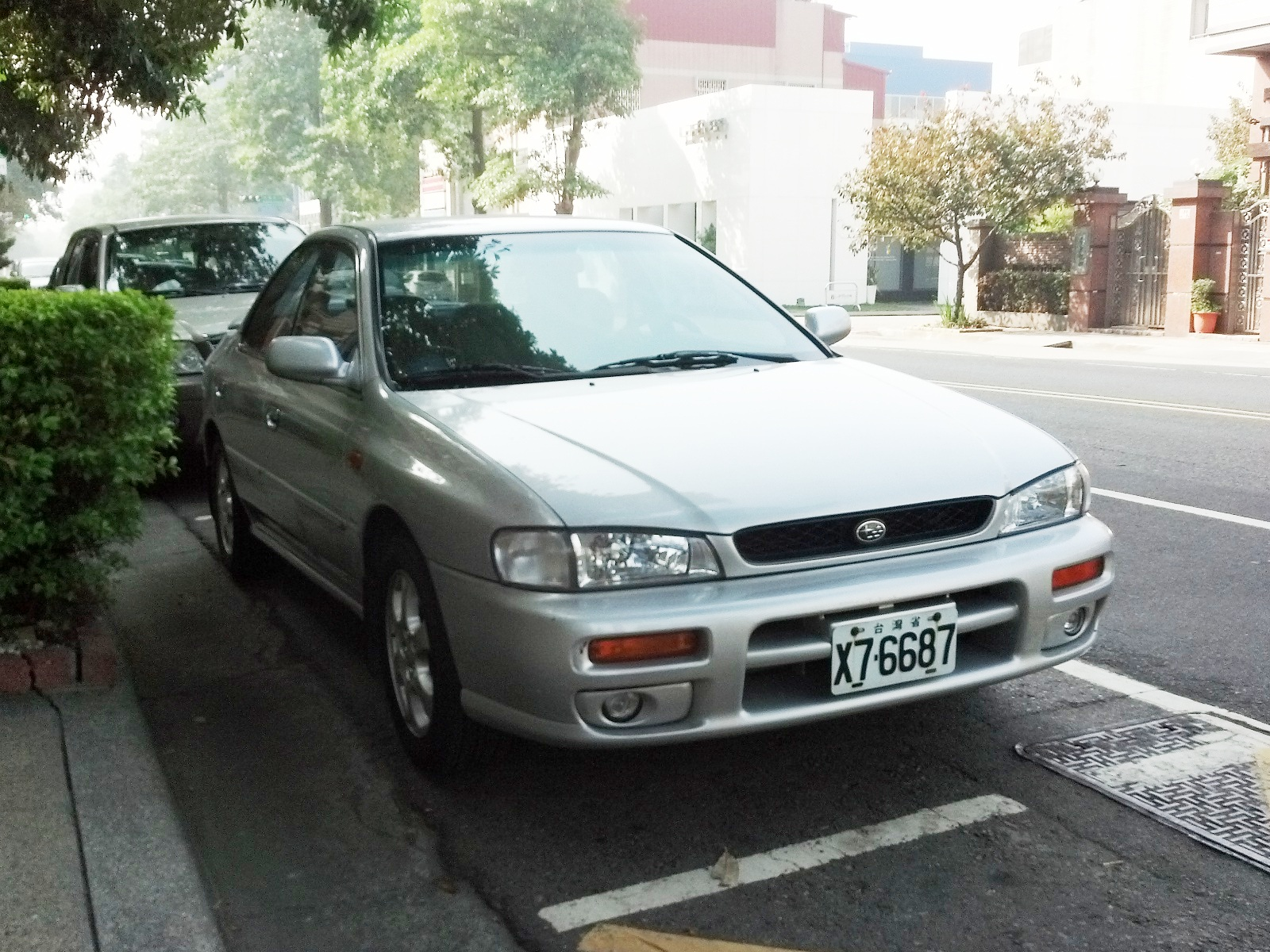
四門轎車車頭
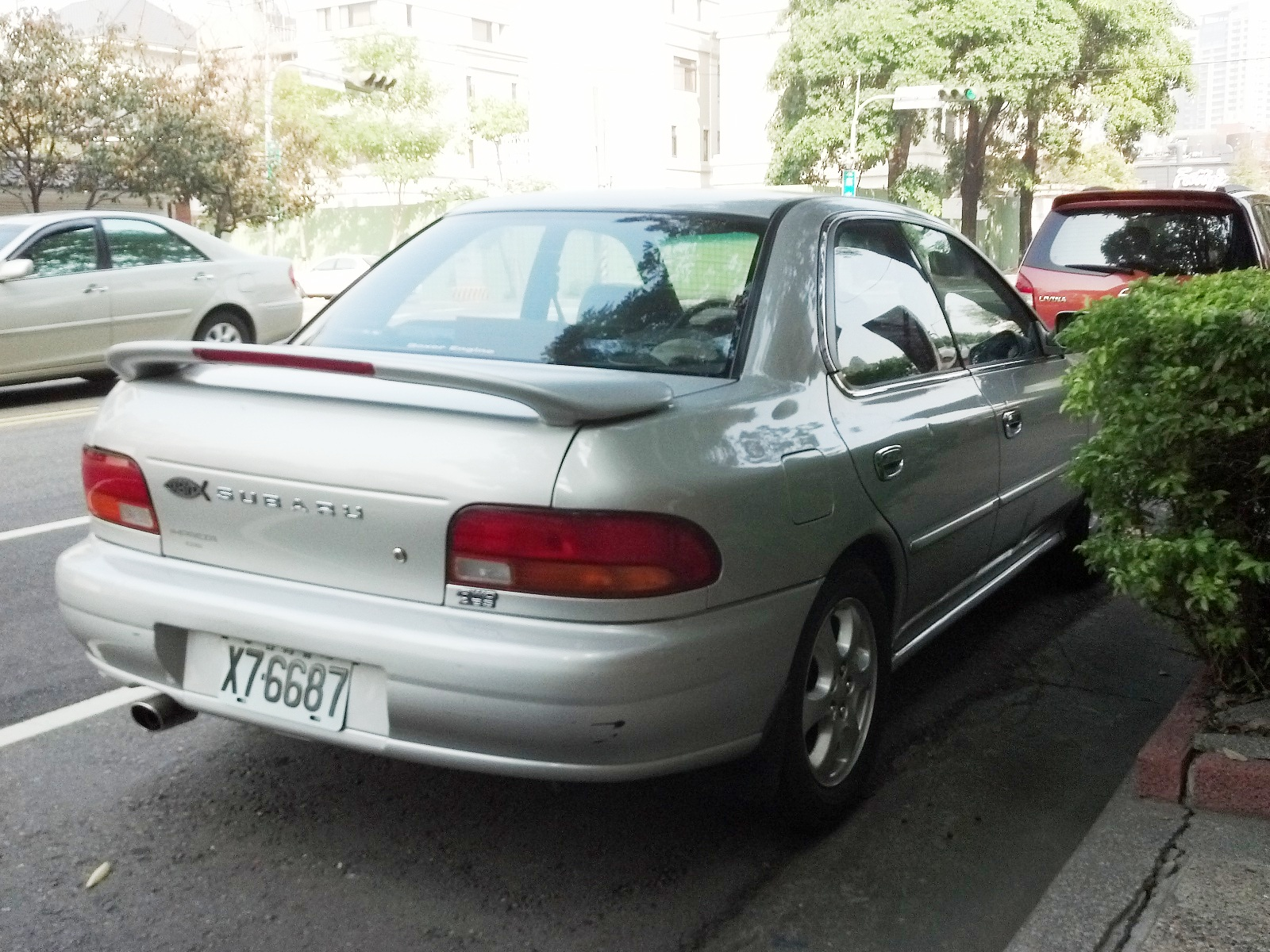
四門轎車車尾
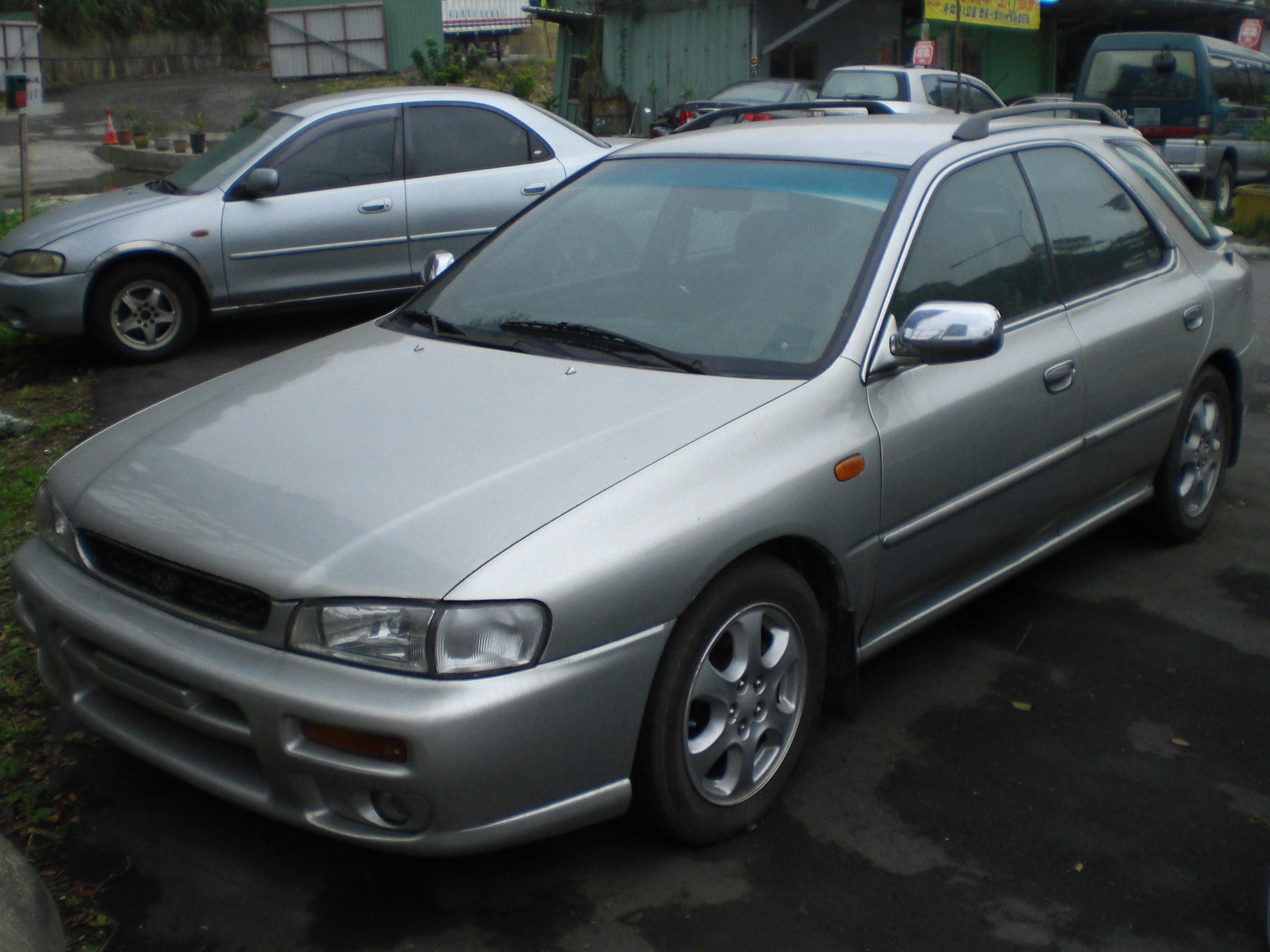
五門旅行車車頭
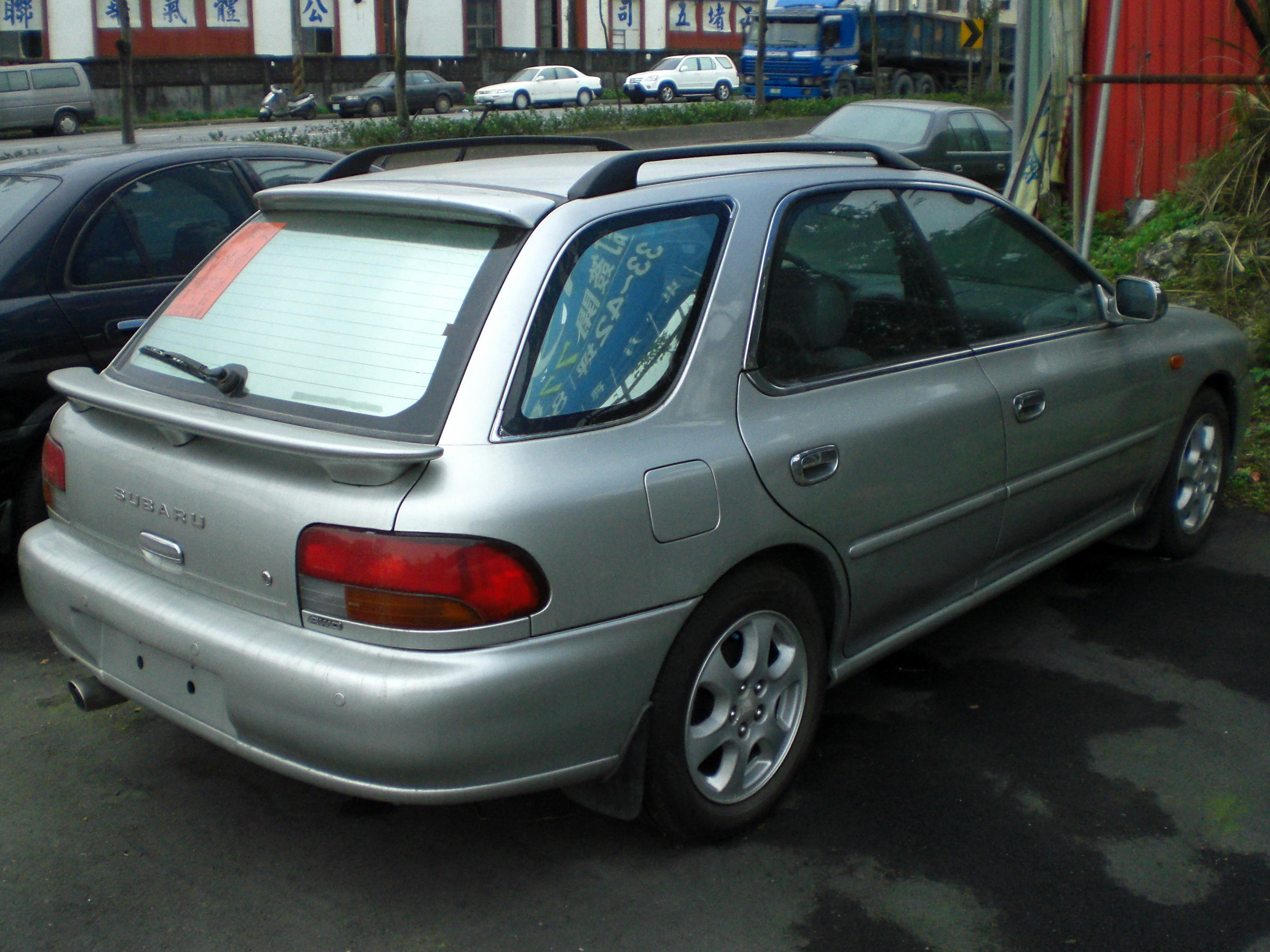
五門旅行車車尾
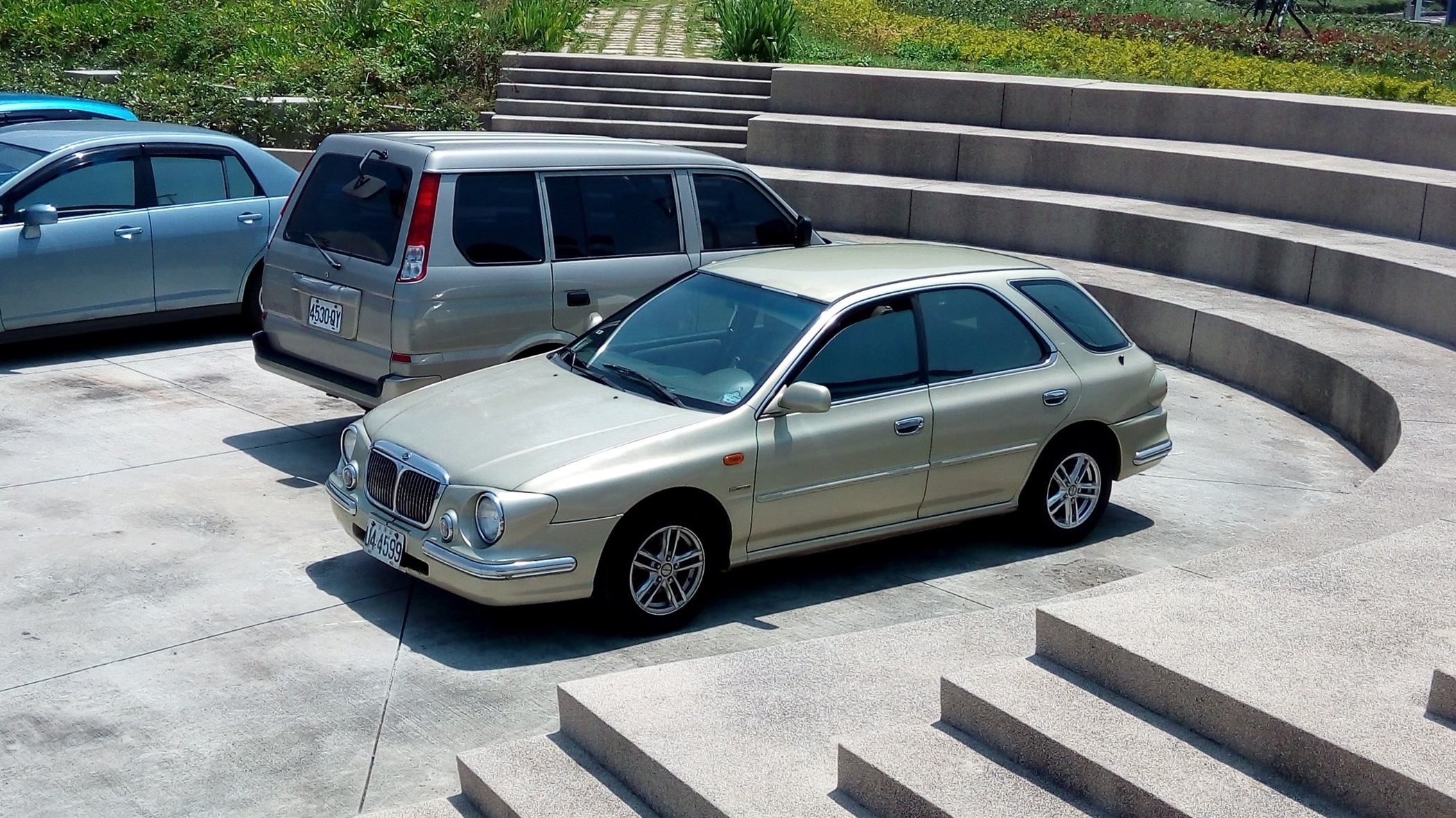
Casa Blanca車頭
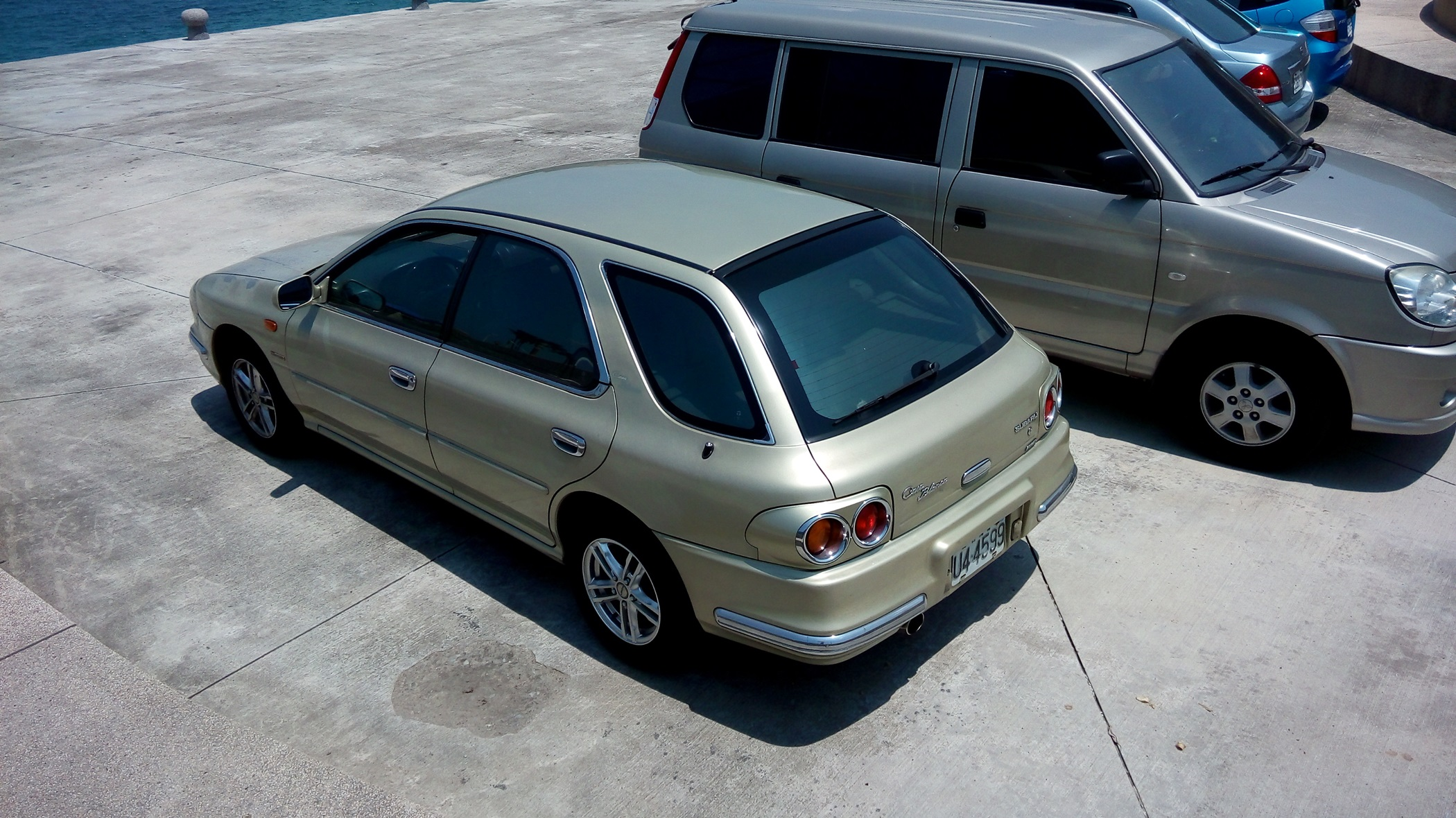
Casa Blanca車尾

### 第二代GD/GG系（2000年-2007年）
2000年 - 8月23日日本市場率先發表大改款的第二代Impreza，區分成四門轎車（此代起統一名稱為「WRX」）和五門旅行車二種外型，前者搭載2.0L水平對臥四缸DOHC EJ204型引擎，配合四輪傳動；後者則搭載1.5L水平對臥四缸SOHC EJ15型引擎，為前置前驅之方式。2000年代車壇興起一股「車體撞擊安全」的概念，此款車亦強調「新環狀力骨車體」，在車體前方加設副車架以吸收迎面而來的衝擊力道。也因為此點，雖然底盤剛性比起前一代提升148%，車重卻多了近200公斤。
關於動力心臟部分，四門轎車「WRX」車型搭載2.0L自然進氣版與渦輪增壓版，其中EJ205型渦輪增壓引擎導入TGV進氣控制系統（Tumble Generated Valve），提升燃燒效率、降低廢氣含碳量；且在進氣側加裝AVCS主動閥門控制系統，加強馬力輸出。五門旅行車（原廠稱「Sport Wagon」）除了前述二種2.0L引擎外，另有1.5L水平對臥四缸SOHC EJ15型引擎，可選擇FF或4WD。不論四門或五門，變速系統皆為四速自排、五速手排兩種設定。在外觀設計上，改為圓形的車頭燈和強調性能表現的WRX及STi特仕車相互組合下，顯得相當突兀。非但引起車迷愛好者的反彈，也連帶影響到銷售成績與人氣。
同年10月24日推出「WRX STi」（原廠代號GD Rev. A）特仕車，且改用英文字母來區分出產年份。由於這種官方命名方式不易區別版本，眾多車迷改以車頭燈樣式來命名：2000年至2003年的被稱為「蟲眼（臺灣則稱作圓燈）」、2004年至2005年的被稱為「淚眼」、2006年至2007年的則被稱為「鷹眼」。比起上一代的WRX STi，此代GD平台的底盤增加了120%的抗扭剛性，輪轂尺寸升級至17" x 7.5"，五速手排變速箱也升級為六速手排。在內裝方面，座椅及方向盤等處加上了STi標誌，轉速表新設紅色換檔提示燈；剎車制動系統改良成Brembo製前四活塞、後對向活塞的卡鉗。除了加大引擎蓋進氣口外，DCCD駕駛者可控式中央差速器亦改成可以在ABS防鎖死煞車系統作動時自動切換成解鎖模式。此版五門旅行車型的引擎輸出較小，峰值馬力下調為275ps。雖然2000年起WRX STi開始陸續投放至亞洲、大洋洲及歐洲市場，雖搭載2.0L EJ207型渦輪增壓引擎，但動力輸出略有所調降，以符合各國的廢氣排放標準，最大馬力從261ps至280ps不等。
2001年 - 11月小改良成「B」型，包括調整各等級之配備和價格、新增車色塗裝、進氣壩造型等。同年12月6日發表「WRX STi type RA spec C」（原廠代號GD Rev. B），由名汽車設計師彼特·史蒂芬斯（Peter Stevens）操刀重新設計進氣壩及車體，霧燈燈罩開始使用粉紅色STi標誌。避震器的硬度進一步強化，重新調校EJ257型引擎，使扭矩輸出獲得小幅度提升。此款特仕車取消了前防撞內鐵、駕駛座及助手席安全氣囊、安全帶緊縮器等元件，車身更為輕量化。此外延長15mm的軸距及使用不同的控制臂，使得車輪的後傾角從原先的3.5度上調至5度，以提升操控性能。同時自此版起，終止生產WRX STi五門休旅車型。
2002年 - 6月發售STI操刀改造的「S202 STi Version」，透過重新編寫行車電腦程式、修改進氣系統、更換高轉速取向的排氣系統等，最大馬力一舉推至320ps / 6,400rpm，扭力峰值也達39.2kg·m / 4,400rpm；其他尚包含黃色桶型賽車座椅、輕量化的空調壓縮機、劃線剎車碟、Rays Volk製輪圈等配備。
同年11月1日宣布小改款，是為「C」型。最大的改變是車頭造型，將俗稱「蟲眼」的圓形車頭燈改成圓潤的倒三角形（俗成「淚眼」），進氣壩的開口也加大，不論四門轎車或五門旅行車皆換成17吋輪框。內裝部分沒有太大變動，僅更換MOMO製三幅式真皮方向盤、內裝飾板與配色。進氣歧管改成等長化，所以引擎怠速時特有的「吱哆哆哆」聲響變得較小聲。原廠代號「GD Rev. C」的WRX STi特仕車改變幅度不大，仍沿用上一版大部分的設計。
2003年 - 7月19日臺灣速霸陸（Subaru of Taiwan，縮寫成SOT）引進Impreza WRX STi，除最大馬力265ps / 6,000rpm、最高扭力35.0kg·m / 4,000rpm的引擎外，額外加裝油壓計/油溫計/增壓計之三連表、碳纖維中控台面板、STi車室腳踏墊等配備。9月3日小改良成「D」型，新增1.5L水平對臥四缸SOHC EJ15型引擎。

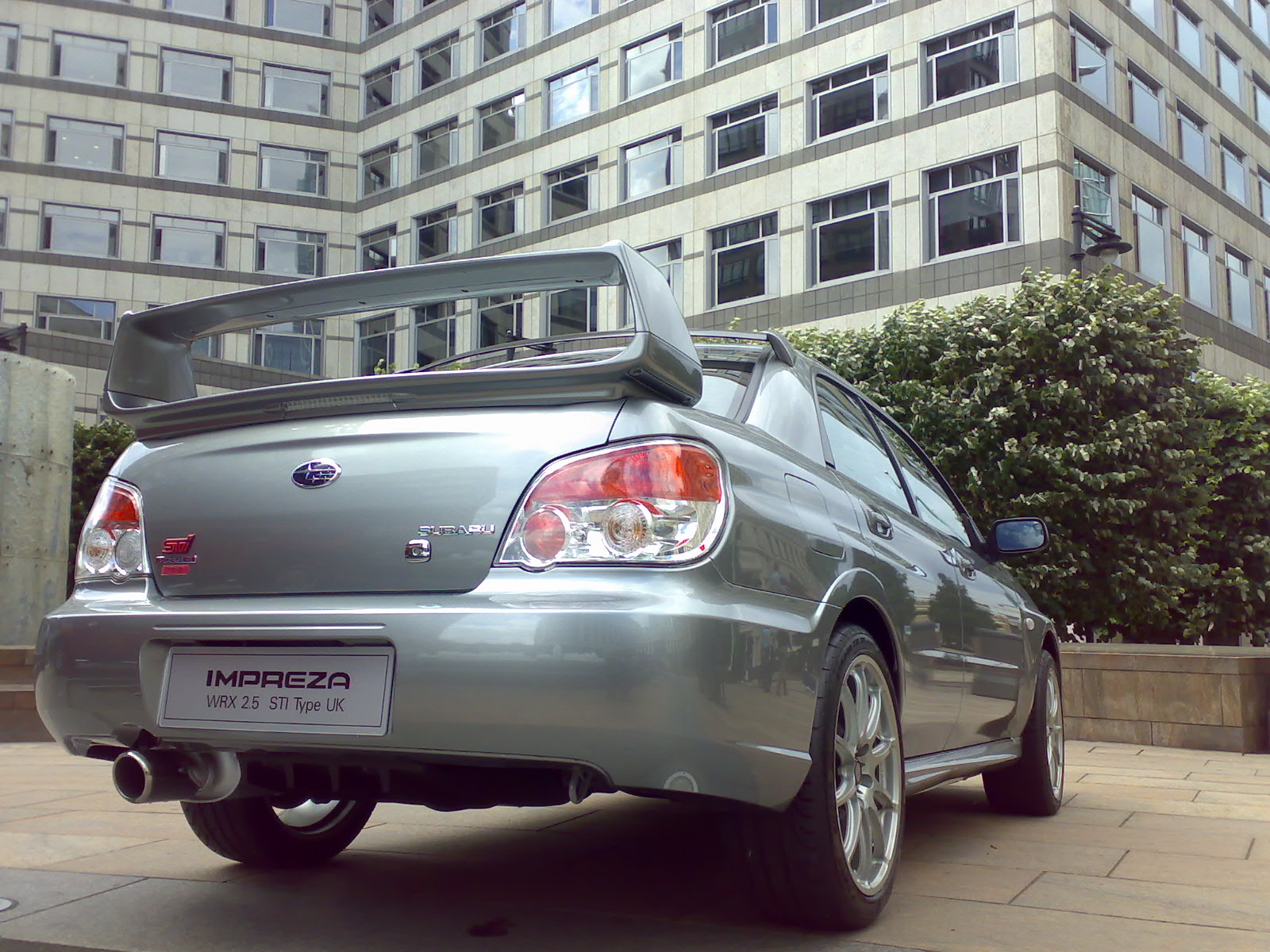
2007年英規Impreza WRX STi

2004年 - 3月英國發售限量500部的「Impreza WRX STi WR1」特仕車，以「GD Rev. D」為基礎而改裝，以紀念挪威籍賽車手皮特·索伯格獲得2003年度世界拉力錦標賽車手冠軍，另有500部再次出口至歐洲、澳大利亞、南非等地。該款特仕車售價為29,995英鎊，最大馬力320hp / 5,800rpm、峰值扭力42.8kg·m / 4,000rpm。原廠公佈從0加速至100mph僅需10.67秒，安全極速也有225km/hr。無獨有偶，同年英國進口車商李治菲貿易公司（（英文）Litchfield Imports）推出一款「Impreza Litchfield Type-25」。這是一部非官方出品的英規版，該公司鍾情於美規EJ257型渦輪增壓引擎，實質上此部車乃以日規WRX STi Spec-C搭載EJ257型渦輪增壓引擎而成，並委由動力站公司（（英文）PowerStation UK Ltd）進行調校，故最大馬力輸出達350hp。英國汽車雜誌《EVO Magazine》在2004年5月將此車評為「有史以來最好的Impreza」。
WRX STi車型於2004年正式進入美國市場，美規版本質上為日規版的「WRX STI Spec-C」，譬如兩者的前擋玻璃及避震系統皆相同。當然針對美國的道路狀況及消費者使用習性，原廠重新調校2.5L EJ257型渦輪增壓引擎取代排氣量較小的2.0L EJ207型渦輪增壓引擎，最大馬力在6,000轉時達到300ps，最大扭矩在4,000轉時達到406牛頓米；配備密齒比的六速手動變速箱，可在4.9秒內加速至100公里。不過在轉向比方面，美規版保留了15.2：1，並非日規版的13：1。

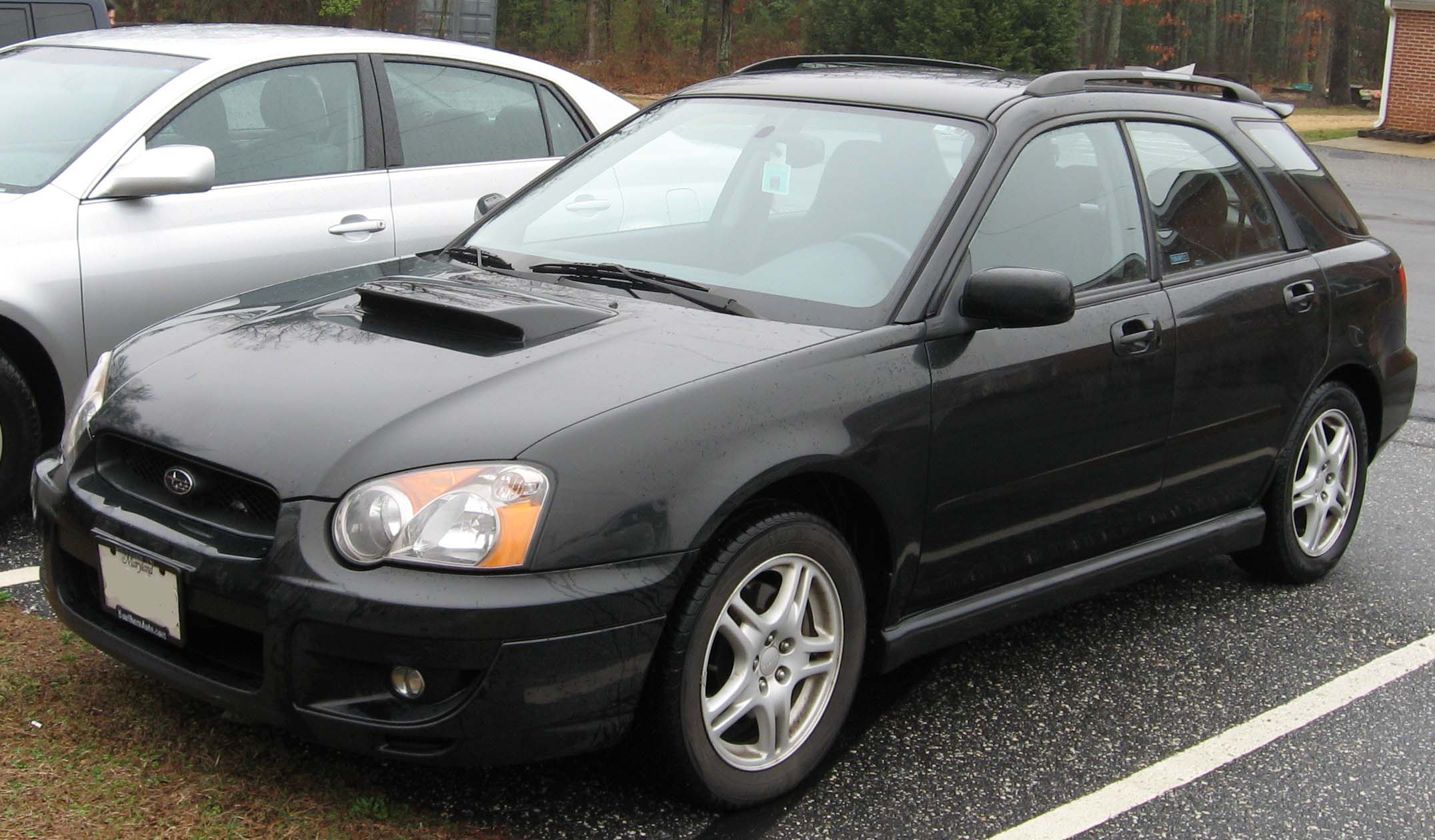
Impreza WRX STI Spec C Type RA

同年6月日本市場發售再度小改款的「E」型，內裝飾板改成和紳寶9-2X一致，Impreza STi的輪圈PCD從100mm擴大成114.3mm，DCCD駕駛者可控式中央差速器新增可調整前、後輪驅動比例之功能。10月20日發布限量300輛的「WRX STi Spec C Type RA」特仕車，包含前下擾流板、前保險桿雙側多了增加下壓力的小翼、大型碳纖維尾翼、STi製12幅17吋鋁圈等配備。引擎可輸出280hp / 6,400rpm之最大馬力與42.0kg·m / 4,400rpm之最大扭力，並搭配六速手排變速系統；新增火紅色的車身塗裝。同年12月24日日本當地發售一款「WRX2004V Limited」特別仕樣車，動力與機械結構並未調整，但是加上Rays製鍛造17吋金色輪圈、STi前下擾流翼、空力側裙、大型後擾流尾翼、藍黑雙色門飾板、藍黑雙色桶型賽車座椅及後座座椅等配備。
2005年 - 1月推出由STI操刀的「S203」特仕車，3個月內限定555輛。除動力心臟針對活塞控制的平衡性重新調校之外，四段可調式後輪懸吊系統、碳纖維前保險桿、專屬尾翼、BBS製18吋鍛造鋁合金輪圈、Recaro製灰色麂皮及碳纖維材質賽車座椅、專屬行車電腦等皆為標準配備。其中Recaro賽車座椅一張要價55萬日元，此特仕車配置了二張前座給車主。
至於澳洲市場也在同年同月推出「WRX WRP10」特仕車，限量200部，具有專屬的銀灰色車身塗裝。「WR」代表世界拉力錦標賽，「P」代表此款車專屬的倍耐力P Zero Nero系列輪胎（規格為215/45 ZR17），「10」則代表Impreza WRX發表10週年紀念。2.0L水平對臥四缸渦輪增壓引擎經過調校，最大馬力提升至238hp / 6,000rpm、峰值扭力也升至30.7kg·m / 4,000rpm。在懸吊系統方面，採用碳纖維元件並經運動化設定，車身高度比一般WRX降低約15mm，並換上全新設計的17吋鍛造鋁圈。同年3月澳洲速霸陸復推出另一特仕車「WRX Club Spec Evo 8」，限量300輛。專屬車色為珍珠白與晶鑽灰二種，包括手排與自排二種版本，具有四具安全氣囊、真皮內裝、原廠電動天窗等配備。
同年5月英國市場發行限量300部的「WRX300」特仕車，具有Prodrive提供的動力升級套件，最大馬力提升到265hp，峰值扭力也達到35.53kg·m，原廠表示這部車的起步加速0-100km/hr僅需4.8秒，安全極速更可達233km/hr。其專屬塗裝為藍色，標準配備有17吋鋁合金鍛造輪圈、長毛地毯、RAC Trackstar防盜系統、運動化懸吊系統等。
2005年6月16日日本當地發表第二度小改款的「F」型，最大的改變是車頭燈，從「淚眼」造型改成「鷹眼」。其次是水箱罩造型沿用速霸陸R1、速霸陸R2、速霸陸Tribeca等的梯形設計，尾燈組也改成柱狀。最受矚目的WRX STi Spec C（原廠代號GD Rev. F）除全車空力套件外，後窗玻璃更增加一片能增加下壓力的擾流翼；此外速度表從180km/hr改成260km/hr。車底新增一片能導流的防護板，保護油箱和變速箱。引擎蓋進氣口墊高，有助於提升中冷器的效率。避震系統重新調校，後避震器改設可調式塔頂（俗稱波子塔頂）以取代橡膠塔頂，新裝直徑21mm的前防傾桿，先前的金屬引擎腳更換成液壓塑膠引擎腳。DCCD駕駛者可控式中央差速器經過升級，預設（中央差速器未作動）的傳動比例改為前軸41%、後軸59%（原為前軸35%、後軸65%）。為了小改款的鷹眼Impreza，原廠找來著名歌舞伎演員中村獅童擔任產品代言人。
同年7月小改款的美規版Impreza也上市，與日規版的外觀一致，但最大的差異在於採用EJ25型水平對臥引擎。自然進氣版的EJ253型新增i-AVLS智慧氣門提升系統，最大馬力從165hp小幅度升至173hp，最大扭力仍維持22.95kg·m / 4,400rpm，不過中低速域的扭力輸出比以往較為飽滿。渦輪增壓性能版的EJ257型改為雙凸輪軸（DOHC）構造，可輸出300hp / 6,000rpm的最大馬力、41.5kg·m / 4,000rpm的最大扭力，並搭配六速手排變速系統。8月17月日本市場發佈「WRX STI Spec C Type RA」特仕車，限量350輛，配備了不鏽鋼排氣尾管，STi麂皮桶型賽車座椅、軟硬四段可調式避震器、專用競技型彈簧、STI競技型連桿、21mm後防傾桿、Enkei製17"x8"輕量化輪轂等。8月18日復推出「WR-Limited 2005」特別仕樣車，除STi全車空力套件外，亮藍色車身、金色輪框、專屬碳纖銘牌等皆為標準配備。

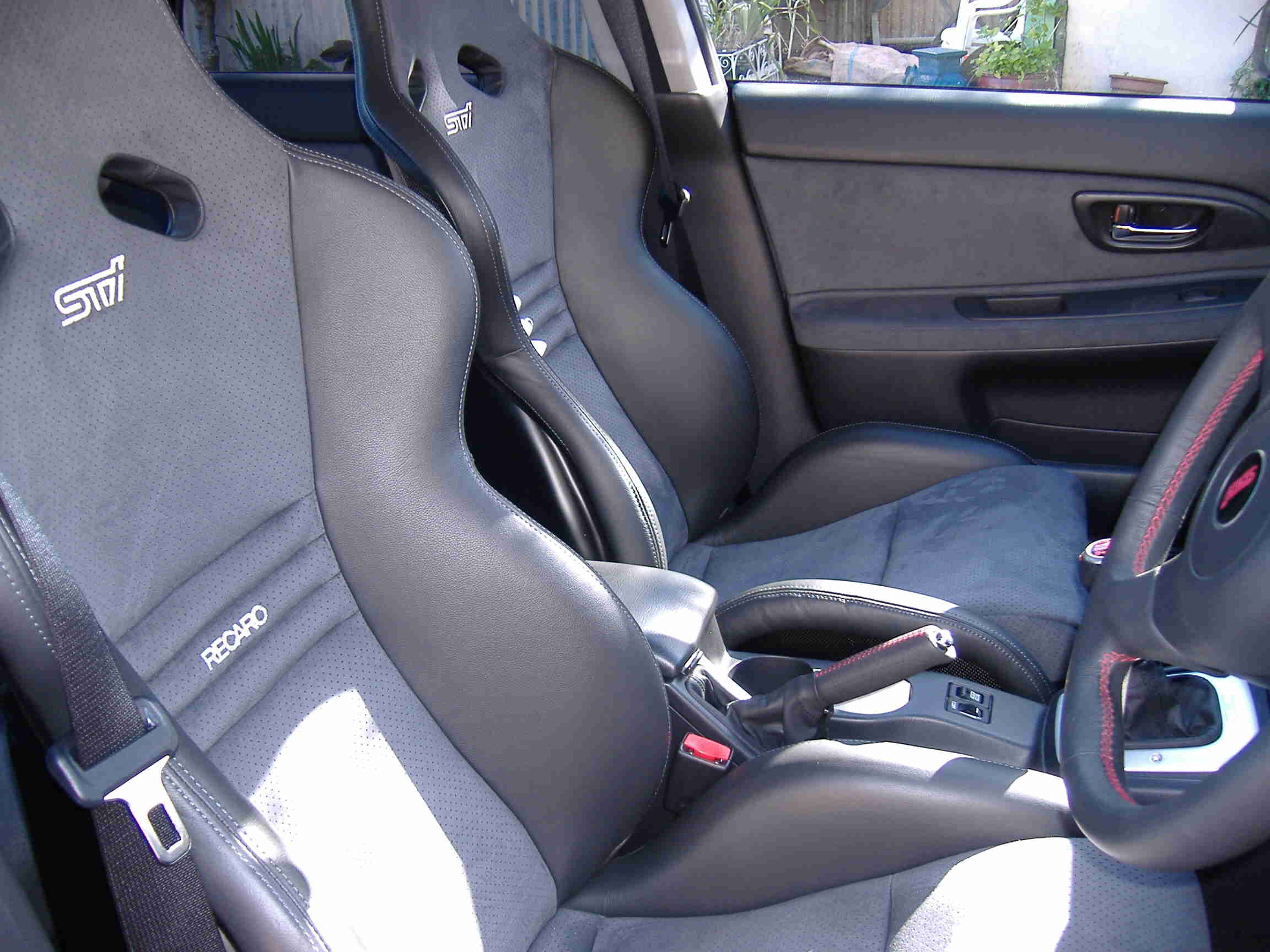
S204的Recaro製碳纖維桶型賽車座椅

2006年 - 1月發售STI精製的「S204」特仕車，強化減震筒和賽車化懸吊系統乃與YAHAMA共同開發，配以倍耐力P Zero輪胎及BBS製18吋鍛造輪圈。空力套件、前後保險桿擾流翼、車身側裙、後尾翼等皆以輕量化的碳纖維材質構成，Recaro出品的桶型賽車座椅也以碳纖維材質，加寬肩部支撐部位以提供更好的包覆性及支撐力。S204限量發售600輛，但紐西蘭發現有5輛S204並無數字銘牌，一度招致外界懷疑其真實產量。同時原廠針對搭載1.5L水平對臥四缸SOHC EJ15型引擎的車型推出「Delight Selection」特仕車，車室內裝改為米色、黑色，而方向盤、排檔桿與手煞車拉桿皆以真皮包覆，車內車門把手亦以鍍鉻修飾。額外增加的配備含有HID頭燈、車頂短天線、搖控鑰匙、後窗抗紫外線染色玻璃、車內鑰匙孔照明功能等，另外五門旅行車車型的後行李廂新增置物盒。
同年1月16日英國速霸陸發售「WRX STi spec D」特仕車，售價訂為28,450英鎊。具備專用金屬灰車色、Prodrive全車空力套件、17吋多輻式鋁圈、真皮座椅及方向盤、觸控式液晶螢幕的SmartNav衛星導航系統、可播放MP3格式CD、藍牙通訊、iPod等多媒體影音系統等配備。2月15日小改款Impreza正式進入臺灣市場，不論四門轎車或五門旅行車皆和美規版同樣搭載EJ25型引擎，含有真皮座椅、HID頭燈組、隱藏頭燈清洗器、頭燈角度自動調整、電動天窗、六顆SRS安全氣囊等配備。4月5日英國速霸陸又發售「Prodrive-developed Performance Packs」動力升級套件，主要針對中轉速的馬力與扭力再作提昇，使得轉速拉升得更為敏捷。Impreza 2.5 WRX STI之最大馬力提升至316hp / 6,000rpm，其出現時間較原先的5,600rpm延遲，而峰值扭力則從原來的40.0kg·m / 4,000rpm提升至45.9kg·m / 3,700rpm，因此0至100km/hr的加速也由原先的5秒縮短成4.8秒的水準，0至160km/hr則僅需12.2秒。至於Impreza 2.5 WRX之最大馬力也提升為266hp / 5,700rpm，峰值扭力則進步至42.9kg·m / 3,000rpm。動力全面提升之後，0至100km/hr的加速從5.9秒縮短為5.3秒，而0至160km/hr加速則由原來的14.4秒進步至13.9秒。
同年4月14日開幕的第106屆紐約國際車展上，原廠發佈限量特仕車「Impreza WRX STI Limited」，其中400輛為珍珠白、另400輛為金屬灰，共計800輛只限北美洲市場。外觀方面具有全新設計之空力套件、Enkei（（日語）エンケイ株式会社）製17吋鍛造鋁圈、普利司通Potenza RE070 225/45 ZR17輪胎、Brembo煞車系統、6片式CD音響系統等，動力心臟則為具有AVCS主動閥門控制系統的EJ257型引擎，最大馬力293hp / 6,000rpm，最大扭力40.09kg·m / 4,400rpm，搭配六速手排變速系統。

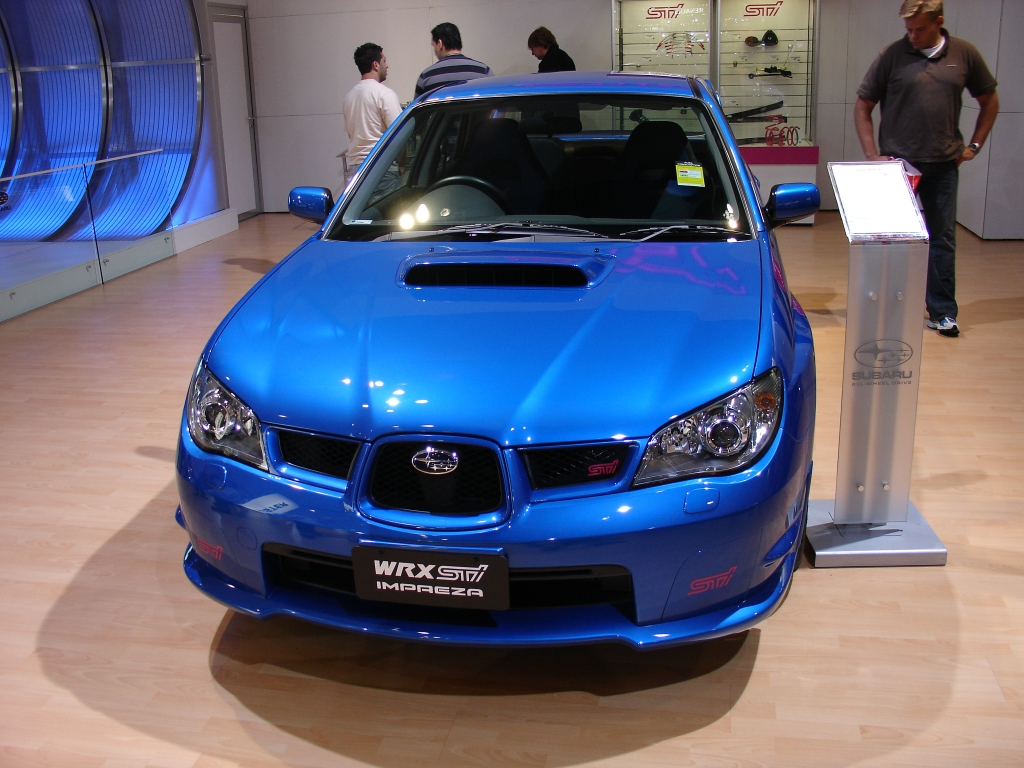
2006年澳規WRX STi

6月19日改良成「G」型，新設「1.5R」車型，搭載全新開發的1.5L水平對臥四缸DOHC EL15型引擎。由於改為雙凸輪軸構造，並附有AVCS主動閥門控制系統，馬力輸出由原本的100hp / 5,200rpm提升至110hp / 6,400rpm，扭力表現則從14.5kg·m / 4,000rpm小增至14.7kg·m / 3,200rpm。原廠代號「GD Rev. G」的WRX STI車型中，噴油嘴從側置式改為頂置式，另渦輪增壓器更換為石川島播磨重工業的VF43型，以符合日趨嚴格的排放標準。同時販售「WRX STi A-Line」特仕車，外觀部分擁有前後保險桿下擾流翼、前保險桿霧燈、前保險桿停車感應雷達、17×8.0JJ輪圈、黑白塗裝煞車卡鉗等，內裝則擁有STi字樣不織布桶型座椅、黑色地毯、類金屬飾板、六顆SRS安全氣囊、後座中央三點式安全帶等配備。

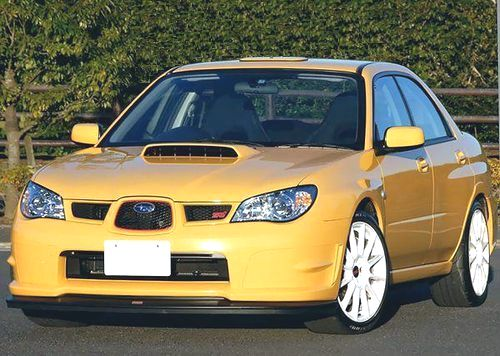
WRX STI Spec C Type RA-R

同年11月15日日本市場販售「WRX STI Spec C Type RA-R」特仕車，限量發售300輛，其中特殊的黃色只有50輛。具有重新設計的前下巴、專屬排氣尾管、白色18吋鍛造輕量化輪圈、235/40R18輪胎、四輪倒立式減震筒、後輪下支臂、前連桿、Brembo六活塞卡鉗等；EJ20型渦輪增壓引擎經重新調校，搭配專用ECU及大型渦輪增壓器，獲得320hp / 6,400rpm的最大馬力與44.0kg·m / 4,400rpm的峰值扭力。11月22日英國速霸陸為了悼念已故的拉力賽車手理查德·伯恩斯，推出僅限黑色、只有320輛的「Impreza WRX STI RB320」特仕車。此車售價為29,995英鎊，具備「Prodrive-developed Performance Packs」動力升級套件，可輸出最大馬力320hp / 6,000rpm，扭力暴增至45.9kg·m / 3,700rpm；搭配全車擾流空力套件、後防翻滾籠、附有RB320字樣的踏墊等配備。
同年12月英國進口車商李治菲貿易公司（（英文）Litchfield Imports）復推出非官方版的「Impreza Litchfield Type-25」，依然使用美規EJ257型引擎，並使用考斯沃斯（（英文）Cosworth）出品的強化引擎缸體、鍛造活塞及連桿等機件；改良過的STI曲軸及引擎外殼均以手工裝配。最大馬力達415bhp / 6,500rpm，扭力峰值則為420lb·ft / 3,800rpm；其他配備包括銀色STI鋁合金輪圈、Brembo製黑色煞車卡鉗、黑色皮椅內裝、增強型音響系統、大型尾翼等。此外，還有一款性能版的「Impreza Litchfield Type−25 Spec C」，改裝項目包含加大型中冷器、輕量化引擎蓋、引擎機油冷卻器、變速箱冷卻器、後上拉桿等元件。
2007年 - 雖然大改款的第三代Impreza業已於4月推出，但7月5日英國速霸陸臨去秋波，推出限量的「Impreza GB270」特仕車。動力心臟在Prodrive性能套件的加持下，最大馬力從230hp提升至270hp（也就是「GB270」的代表意義），最大扭力也達42.9kg·m。因此由0加速至60英哩費時5.3秒，進步了0.6秒；由0加速至100英哩也只要13.9秒。其他配備包含運動化懸吊系統、MOMO排檔桿及快排系統、18x7.5吋GT1鋁合金輪圈、全車空力套件；此外可以選購含有衛星導航、iPod輸入端子和藍牙通訊等功能的ICE整合式影音通訊系統。

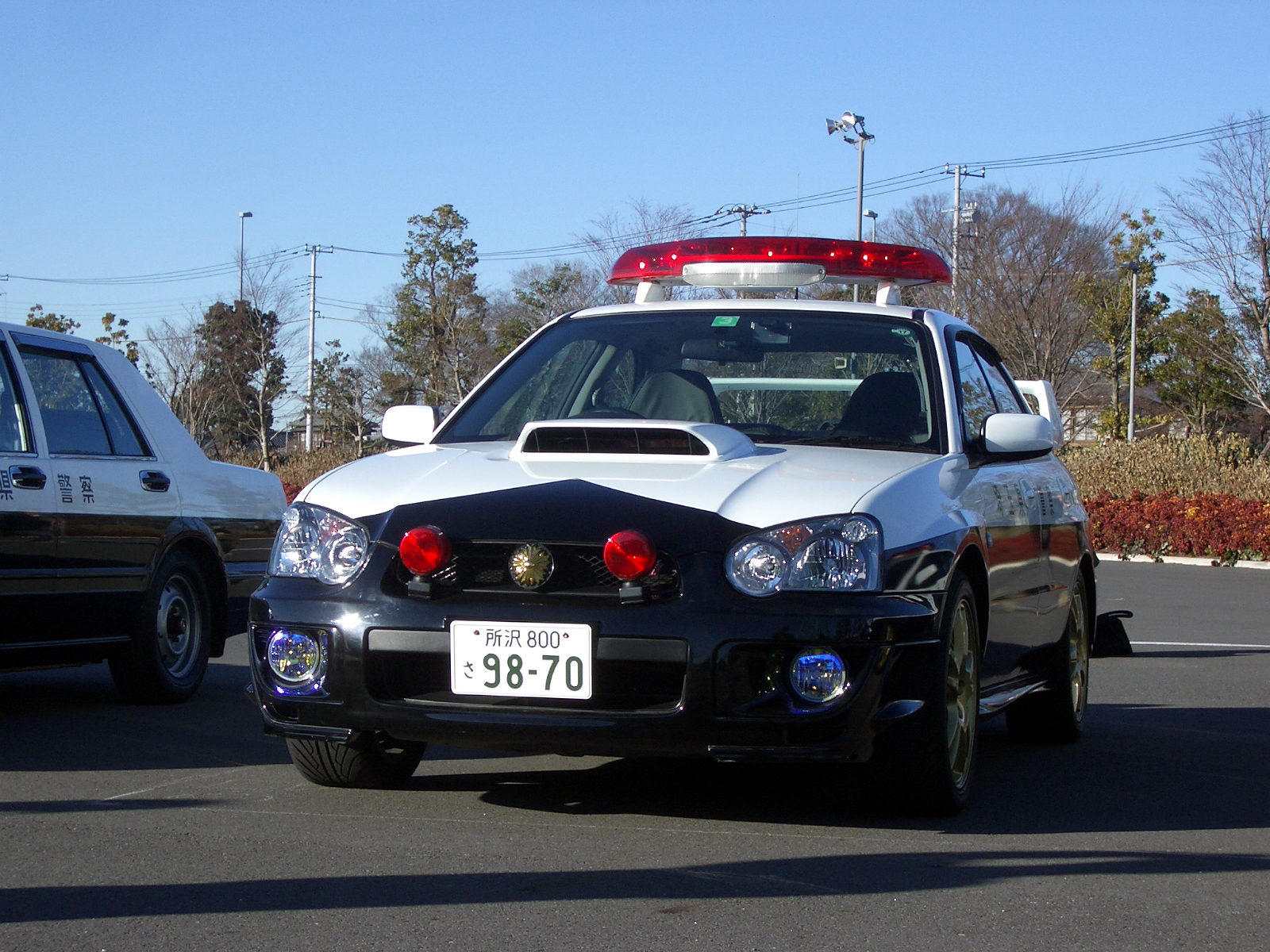
日本琦玉縣警察巡邏車
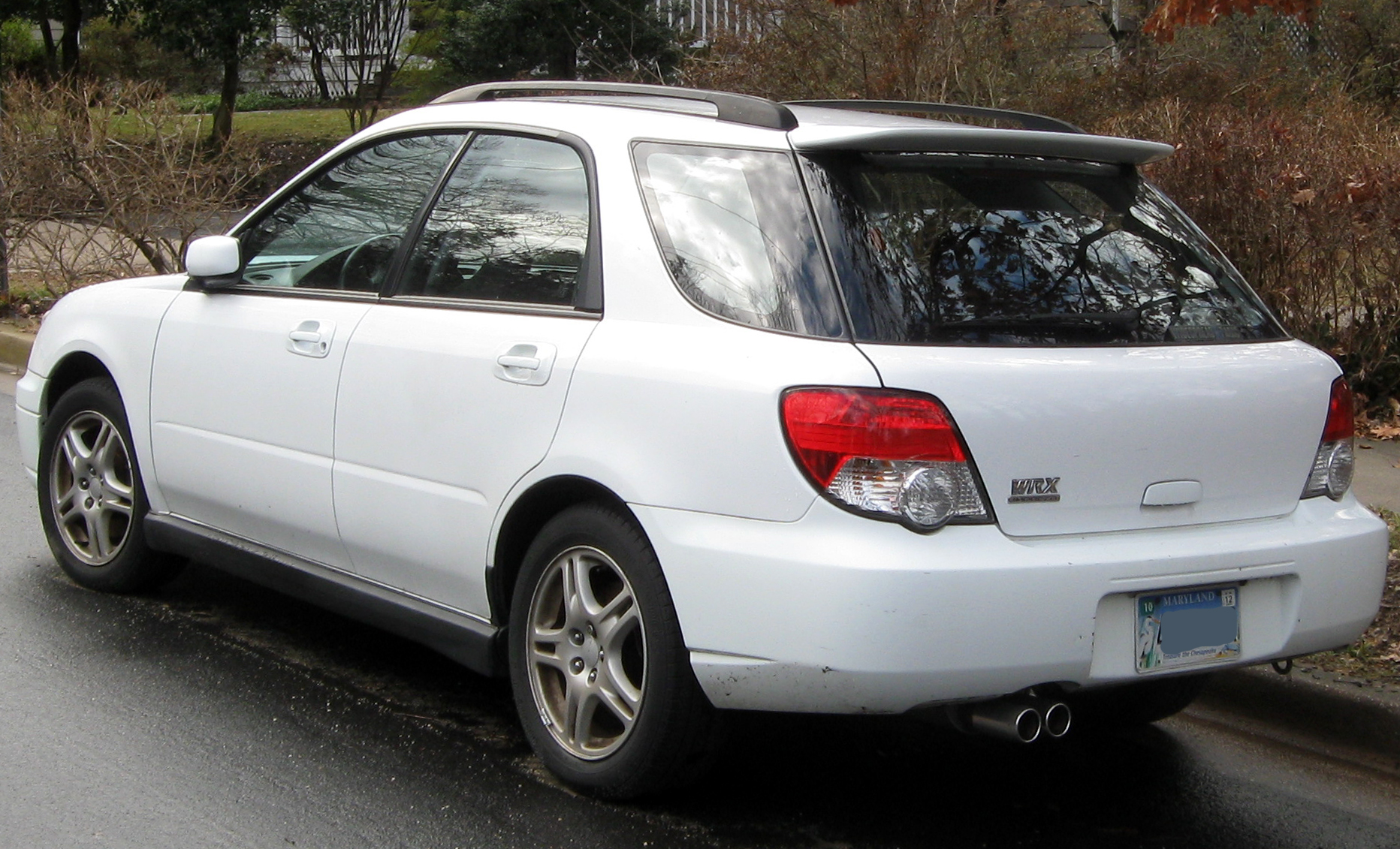
淚眼五門旅行車車尾（美規中期型）
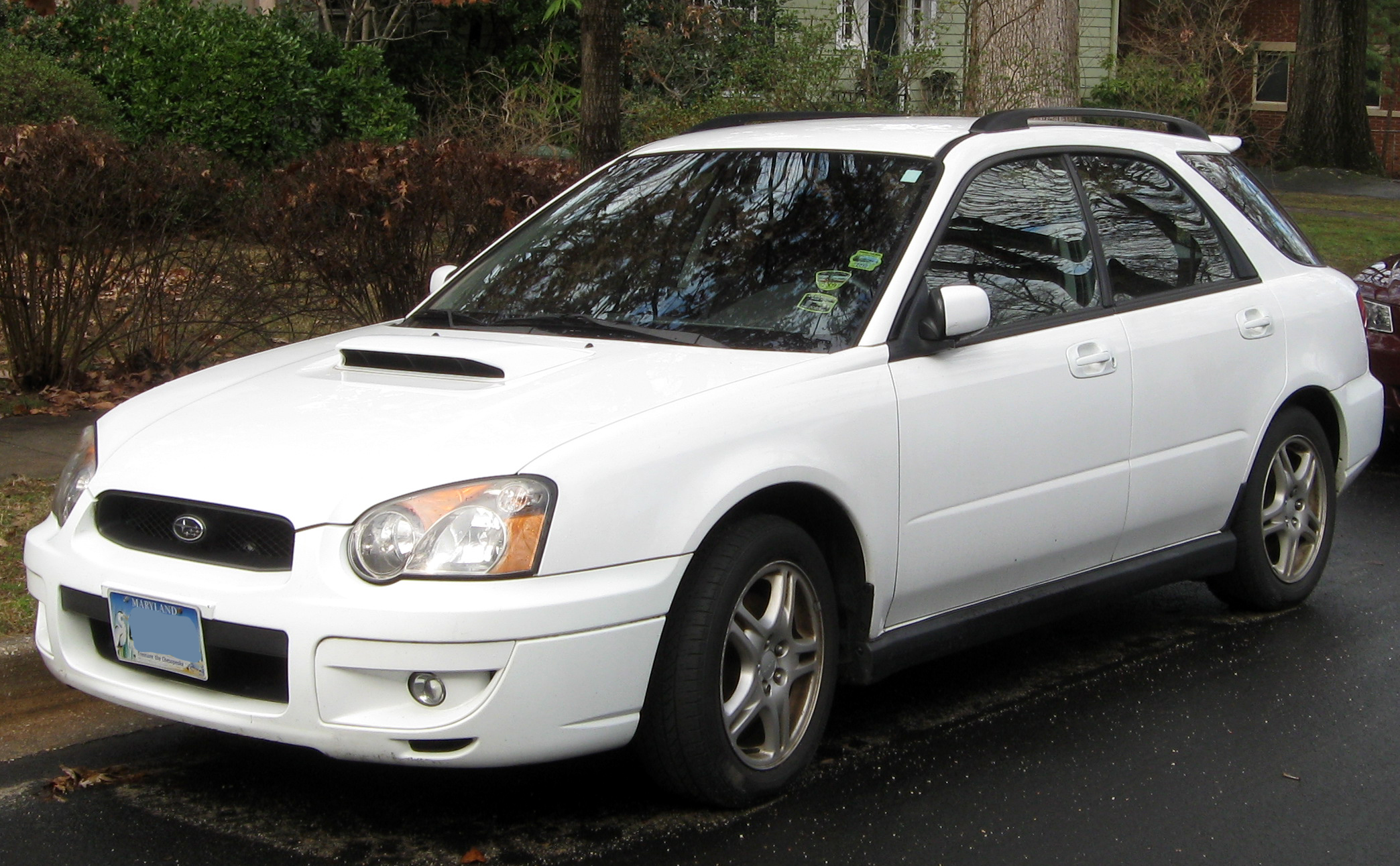
淚眼五門旅行車車頭（美規中期型）
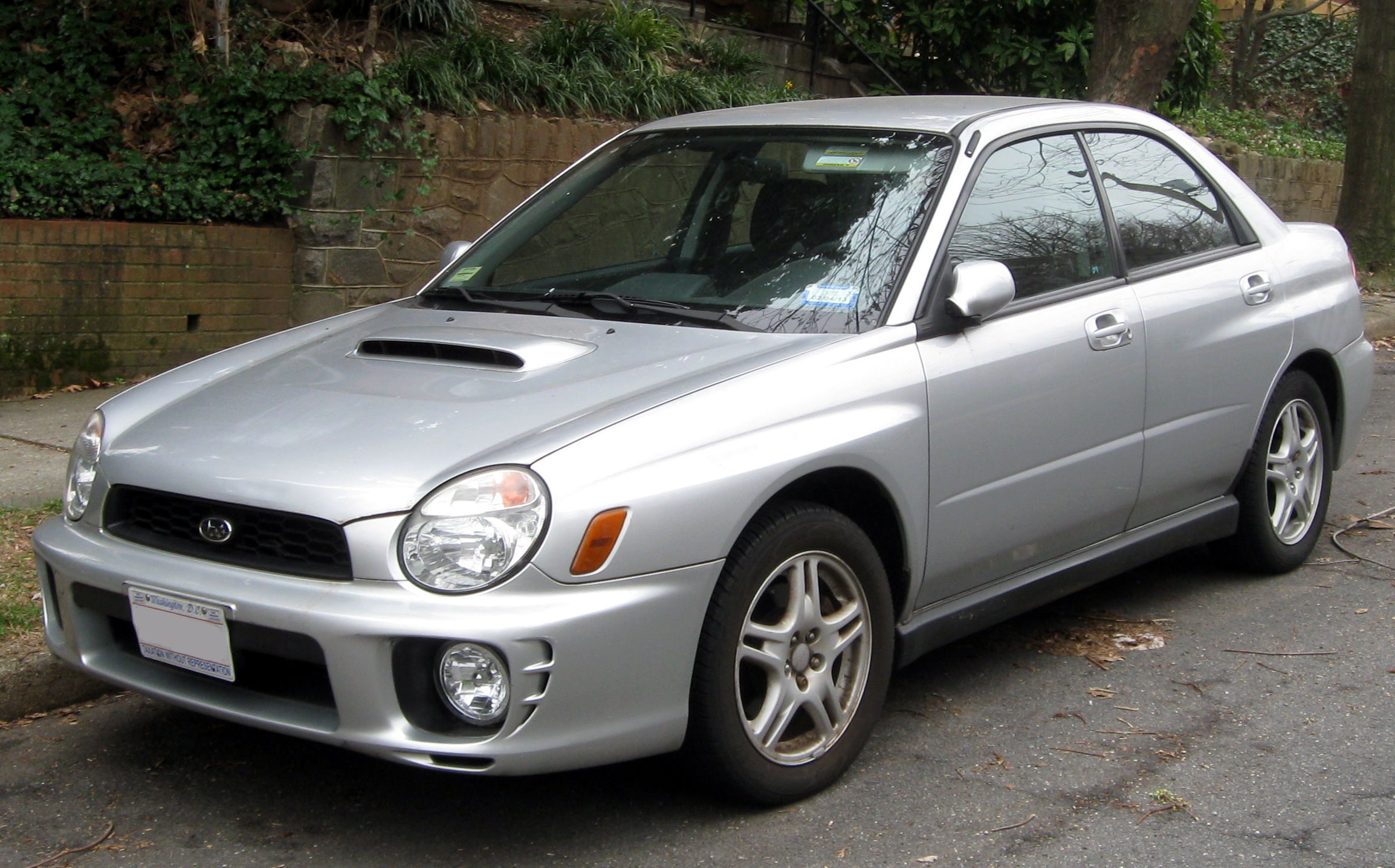
蟲眼四門轎車車頭（美規前期型）
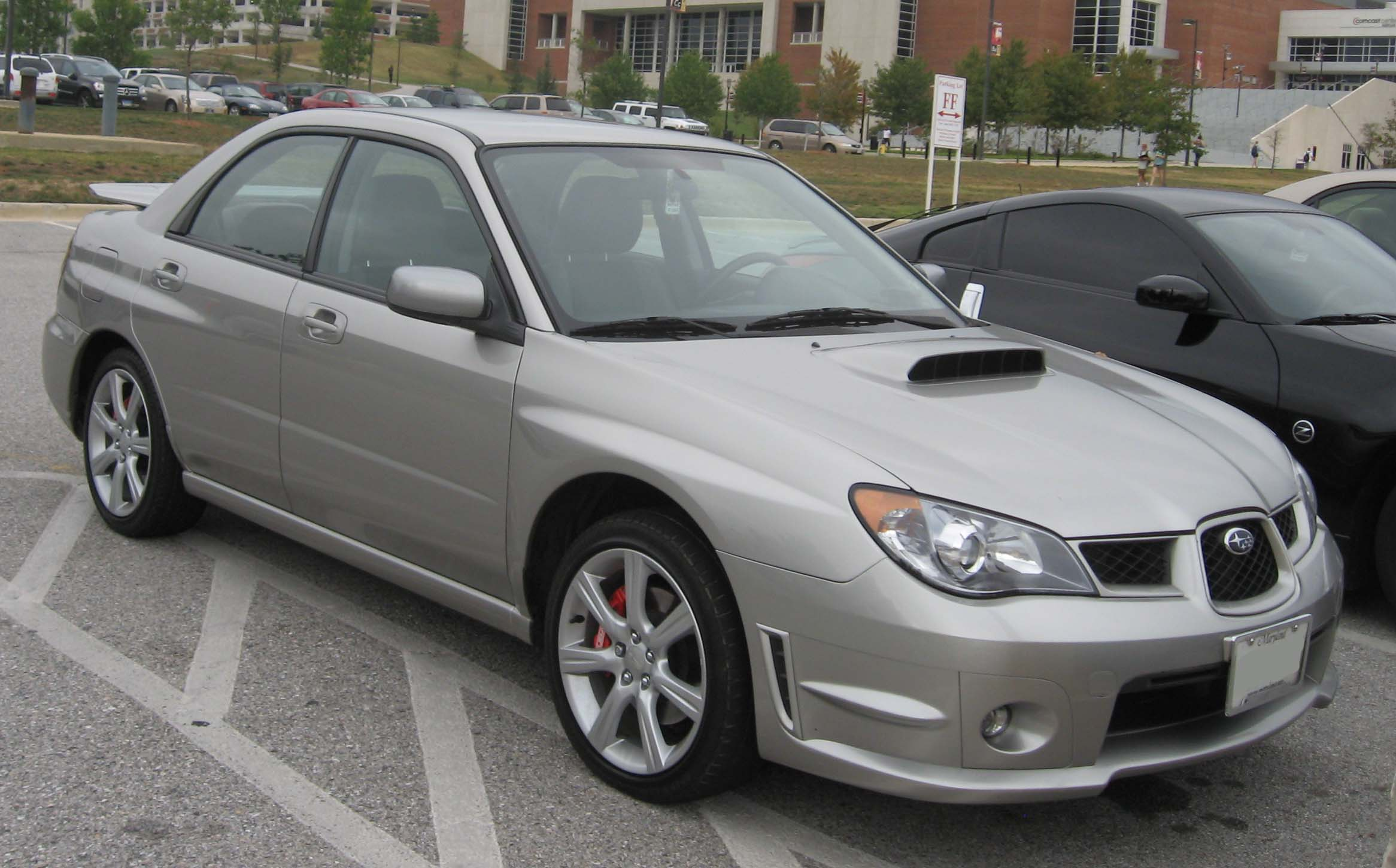
鷹眼四門轎車車頭（美規後期型）
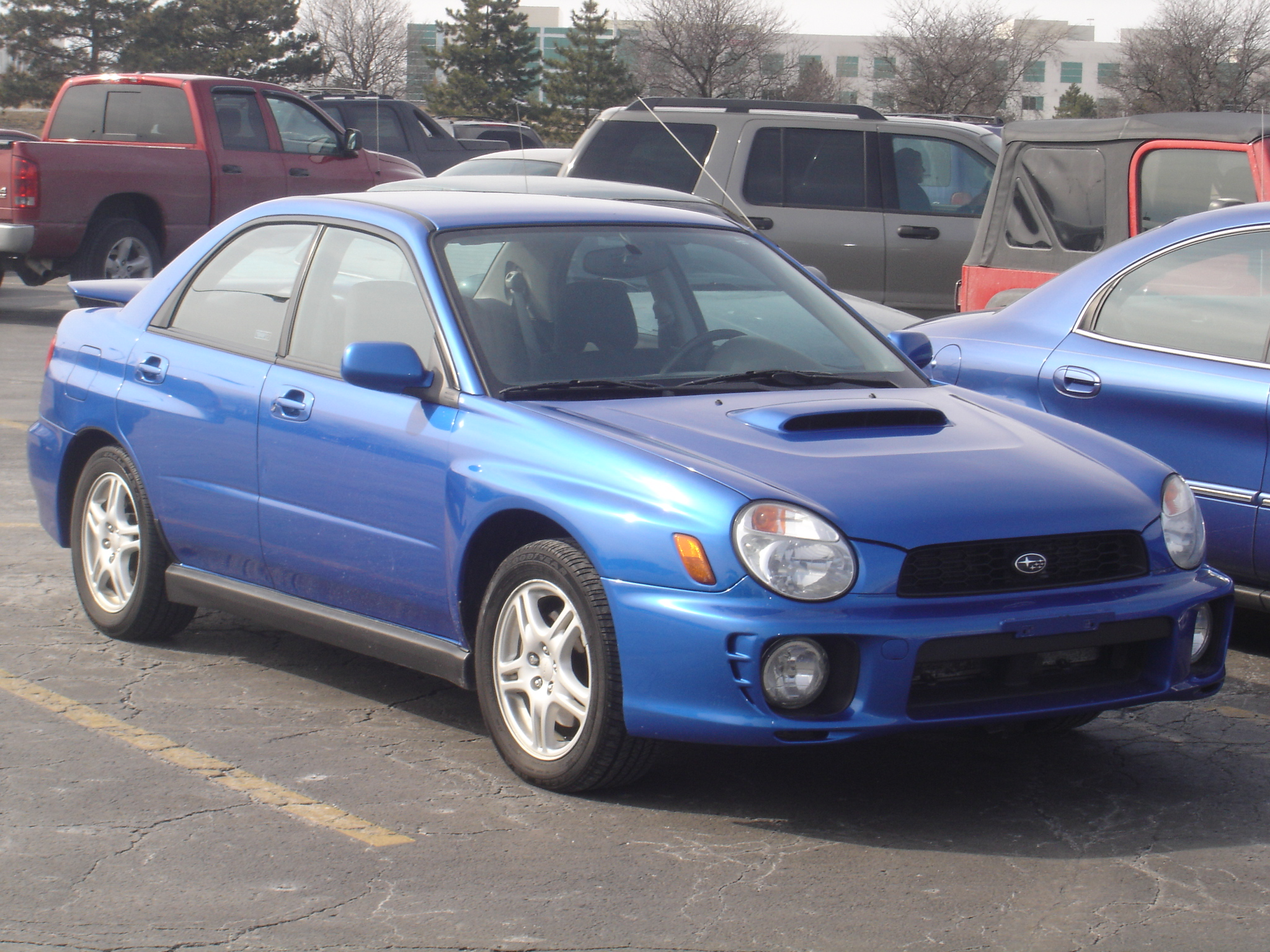
蟲眼四門轎車（歐規前期型）
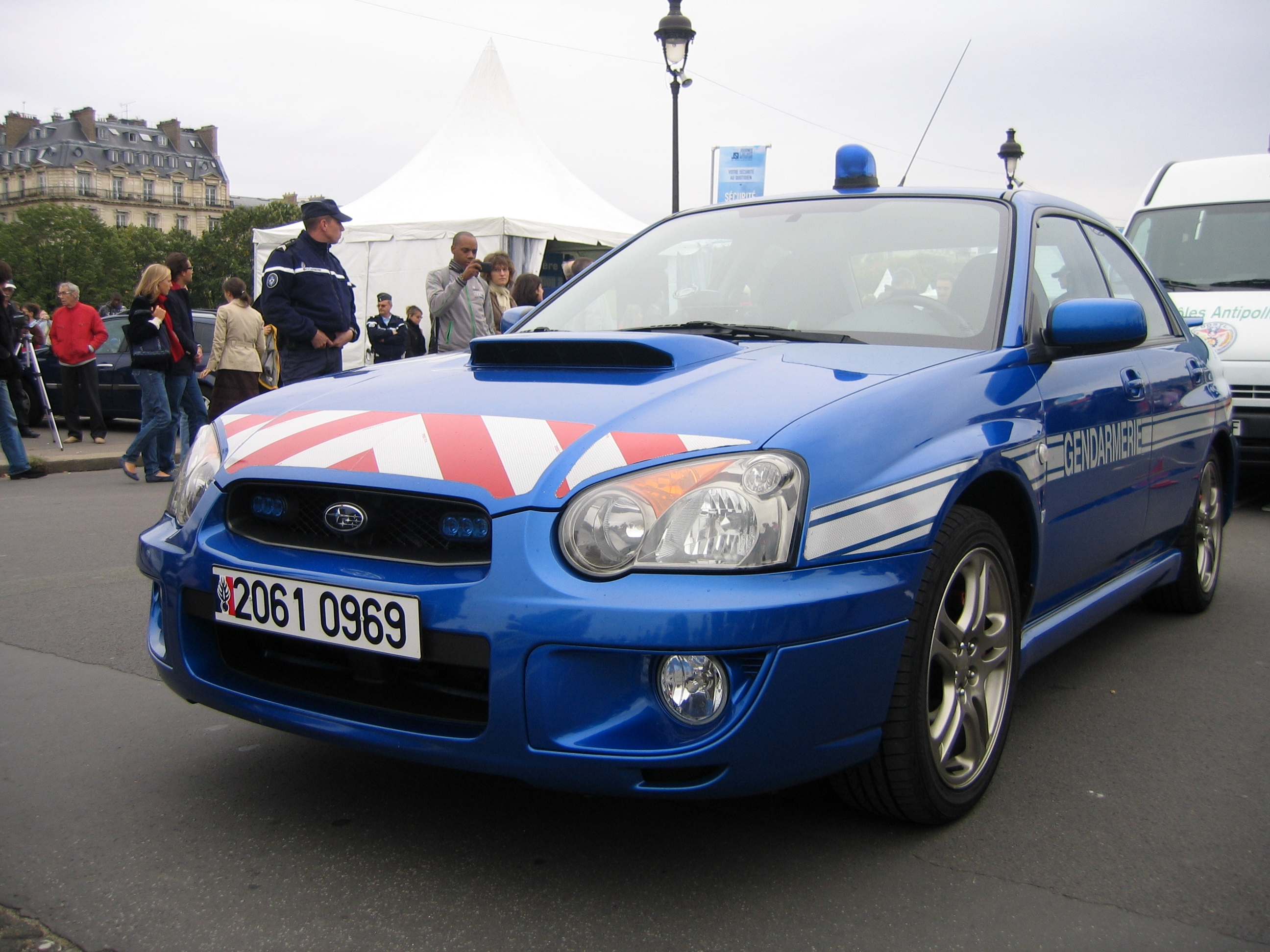
法國國家憲兵隊巡邏車
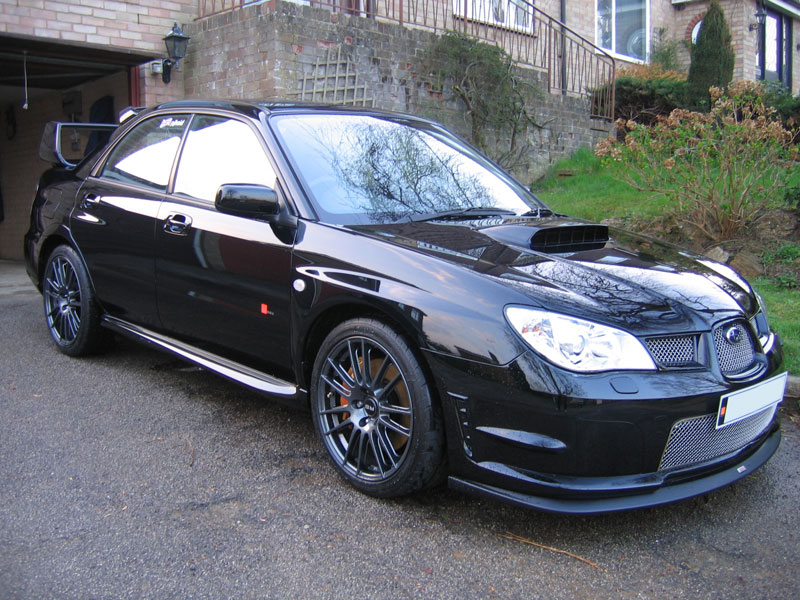
英國Impreza WRX STI RB320特仕車
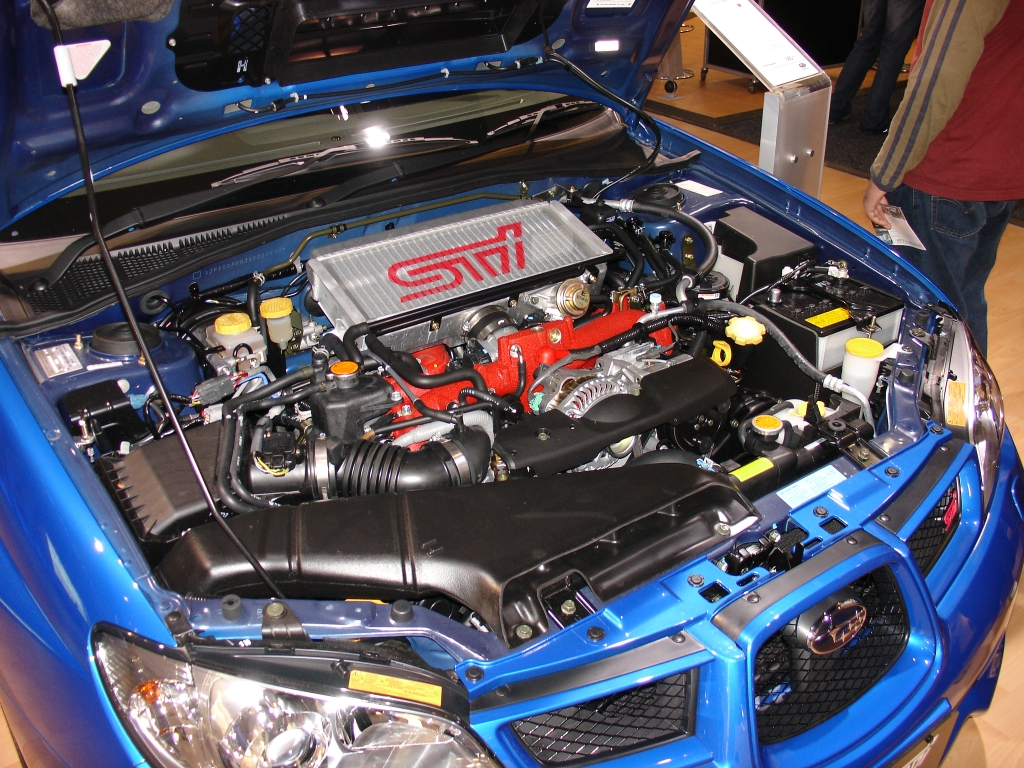
WRX STi引擎室特寫（後期型）

### 第三代GE/GH/GR/GV系（2008年-2014年）
2007年 - 4月4日開幕的第107屆紐約國際車展上，原廠公開全新改款的第三代Impreza，並於北美洲發售；6月4日在日本市場上市。此代改以五門掀背車車型取代以往的旅行車，並做為主力車型，而四門轎車車型則未在日本市場推出。另外取消性能取向的「WRX」等級，改以「S-GT」代替。日規版的動力方面含有1.5L水平對臥四缸DOHC EL15型、2.0L水平對臥四缸SOHC EJ20E型及2.0L水平對臥四缸DOHC EJ20Y型渦輪增壓等三種引擎設定，搭配Sportshift E-4AT四速手自排，另外渦輪增壓版可配六速手排變速系統。1.5L為前置前驅，其餘排氣量之引擎則搭配全時四輪驅動。美規版則以2.5L水平對臥四缸DOHC EJ254型和2.5L水平對臥四缸DOHC EJ255型渦輪增壓等兩種引擎為主，另外歐洲市場還有一具2.0L水平對臥四缸DOHC EE20型渦輪增壓柴油引擎可供選擇。底盤懸吊為全新開發的SI Chassis（（英文）Subaru Intelligent Chassis）結構，除了更輕量化，也比前一代更為靜肅。為了提升操控性和乘坐舒適性，首度在後輪懸吊系統採用雙A臂懸吊系統。自9月份起，陸續在澳洲、西班牙等地開賣。

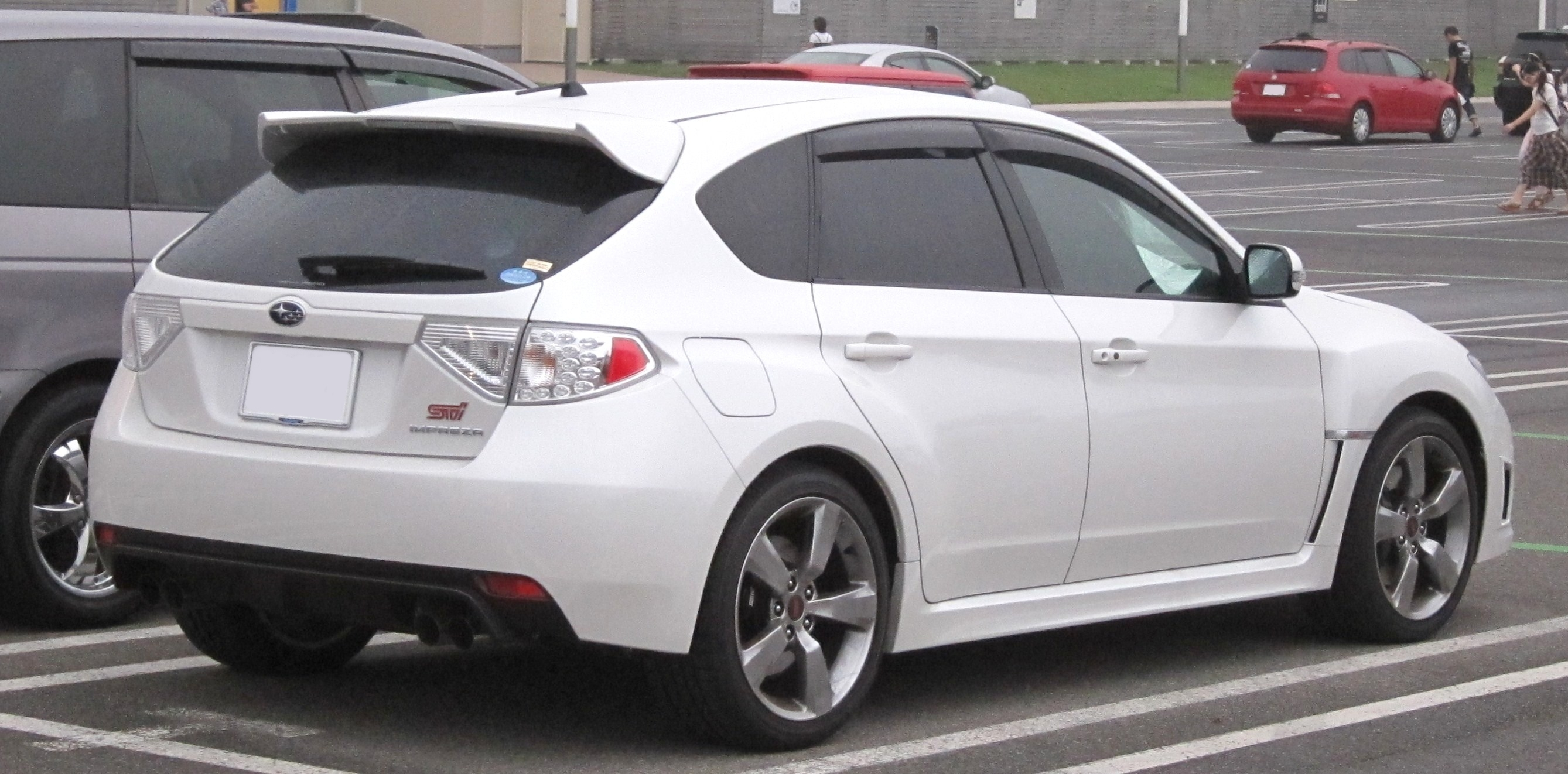
第三代日規版Impreza WRX STI

同年10月24日日本地區發售「WRX STI」特仕車，一掃前兩代的四門轎車車型，改以五門掀背車車型為主，EJ207型搭配雙渦流渦輪增壓器、增大的置頂式中冷器、雙AVCS主動閥門控制系統，配合六速手排變速箱可輸出最大馬力308hp / 6,400rpm、扭力峰值43.0kg·m / 4,400rpm。其他配備尚包含對稱式全時四輪驅動系統（Symmetrical AWD）、新增「自動+」和「自動-」功能的DCCD駕駛者可控式中央差速器、提供「智能」、「運動」及「超級運動」三種模式的SI-DRIVE智能駕駛提升系統、前四後二活塞卡鉗的Brembo製17吋煞車碟盤、BBS製18吋五輻式鍛造鋁圈等；內裝則有三環式儀表板、三輻式真皮方向盤、STi字樣的中控台金屬飾板、紅色LED底板指示燈等，可惜Recaro桶型賽車座椅必須額外加價選配。11月14日發售與服裝雜貨業者Beams（（日語）株式会社ビームス）共同企劃的特別仕樣車「BEAMS Edition」，車身塗裝以亮橘色為主，內裝則以黑色為基調，座椅與方向盤用橘色縫線滾邊處理，而且座椅與門內飾板均具有撥水與抗菌之功能。至於機械結構和動力心臟方面，都和1.5L、2.0L自然進氣版的車型相同。除此之外，速霸陸在日本境內指定的展示中心內設置Beams專區，Beams則在全國43家門市裡將Impreza BEAMS變成店內裝飾的一部份，成為最新的異業結盟行銷手法。「WRX STI」的美規版則於同年11月15日開幕的洛杉磯國際車展上開放預訂，同樣搭載的EJ257型雖然也重新調校，但馬力、扭力比起日規版仍大幅縮水，分別為305hp、40.1kg·m。
2008年 - 1月「WRX STI」車型亦正式於歐洲發售，其中頂級車款包含VDC車身動態控制系統、SI-DRIVE智能駕駛提升系統、BBS製鍛造鋁圈、Recaro製桶型賽車座椅、全車空力套件等裝備。2月該車型亦趁著臺北國際車展的機會正式引進臺灣市場，大部分的規格配備向日規版看齊，首批12輛不到一星期便售罄，使得臺灣總代理緊急向日本母廠下單調貨。5月15日日本原廠為了慶祝成立50周年，推出「15S Comfort Selection」特仕車，配備了除臭天花板、抗紫外線車窗玻璃、抗菌過濾空調系統及寶藍色車身塗裝等。
同年7月31日美國速霸陸除維持原先「WRX」車型外，新設升級版的「GT」車型。後者同樣裝置了EJ257型渦輪增壓引擎，配置四速手自排變速箱。經重新調校後，最大馬力從原先的224hp提升至265hp / 6,000rpm，峰值扭力則從31.3kg·m進步至33.7kg·m / 4,000rpm。同時重新設定懸吊系統，前軸彈簧的彈性係數從26.5N/mm增加到38N/mm，後軸則從24N/mm增加到34N/mm；而前後防傾桿也同時加粗，前軸直徑從20mm增至21mm，後軸則從15mm提升至16mm。輪胎尺碼從205/50R17升級至225/45R17，至於ABS防鎖死煞車系統、EBD電子制動力分配系統、VDC車輛動態控制系統、六顆安全氣囊等則被列為標準配備。此外，這兩種車型從尾燈、排氣管等不同的設計可分辨得出來。
本來日本市場僅發售五門掀背車型，為了回應消費者的強力要求，原廠在10月8日推出四門轎車型，並冠上「Anesis（（日語）アネシス）」之副名。多了一截的車尾不但配置後窗雨刷，且附有LED煞車燈組的尾翼。原先「S-GT」等級更名為「2.0GT」，2.0L自然進氣版新增前置前驅車型，並取消紫色、銀色等車色。同月28日為了慶祝WRX STI車型發行20週年，發售限量300部的「WRX STI 20th Anniversary」特仕車。除了車側鑲有STI 20週年銘牌外，特製避震器、18吋鋁圈、前後下巴擾流板、櫻桃紅縫線的Recaro製皮革賽車座椅及排檔桿、櫻桃紅色晶片鑰匙皮套等皆列為標準式樣。同年11月11日台灣意美汽車正式引進打改款的第三代Impreza，動力心臟有1.5L和2.0L兩種選擇，售價則依配備多寡自新臺幣74.8至92.8萬元不等。
無獨有偶地，2008年11月17日英國進口車商李治菲貿易公司（（英文）Litchfield Imports）再次推出非官方版的「Impreza Litchfield Type-20」，以「WRX STI」為基礎重新改造渦輪增壓器，使得最大馬力達400hp，峰值扭力為51.8kg·m，可於3.9秒完成0至96km/hr加速，極速為266km/hr。煞車系統使用Alcon六活塞煞車卡鉗，搭配365mm煞車碟盤；底盤另換上AST可調式懸吊系統。另外，車身高度降低35mm、左右輪距加寬14mm，輪胎改用登祿普 SP6000 245/40R18跑車胎，配上輕量化18×8.5吋鋁圈。此款車的進氣壩下方形狀略有改變，並增加前下巴，車上也備有衛星導航系統。全車售價為36,995英鎊，並享有3年不限里程之保固。

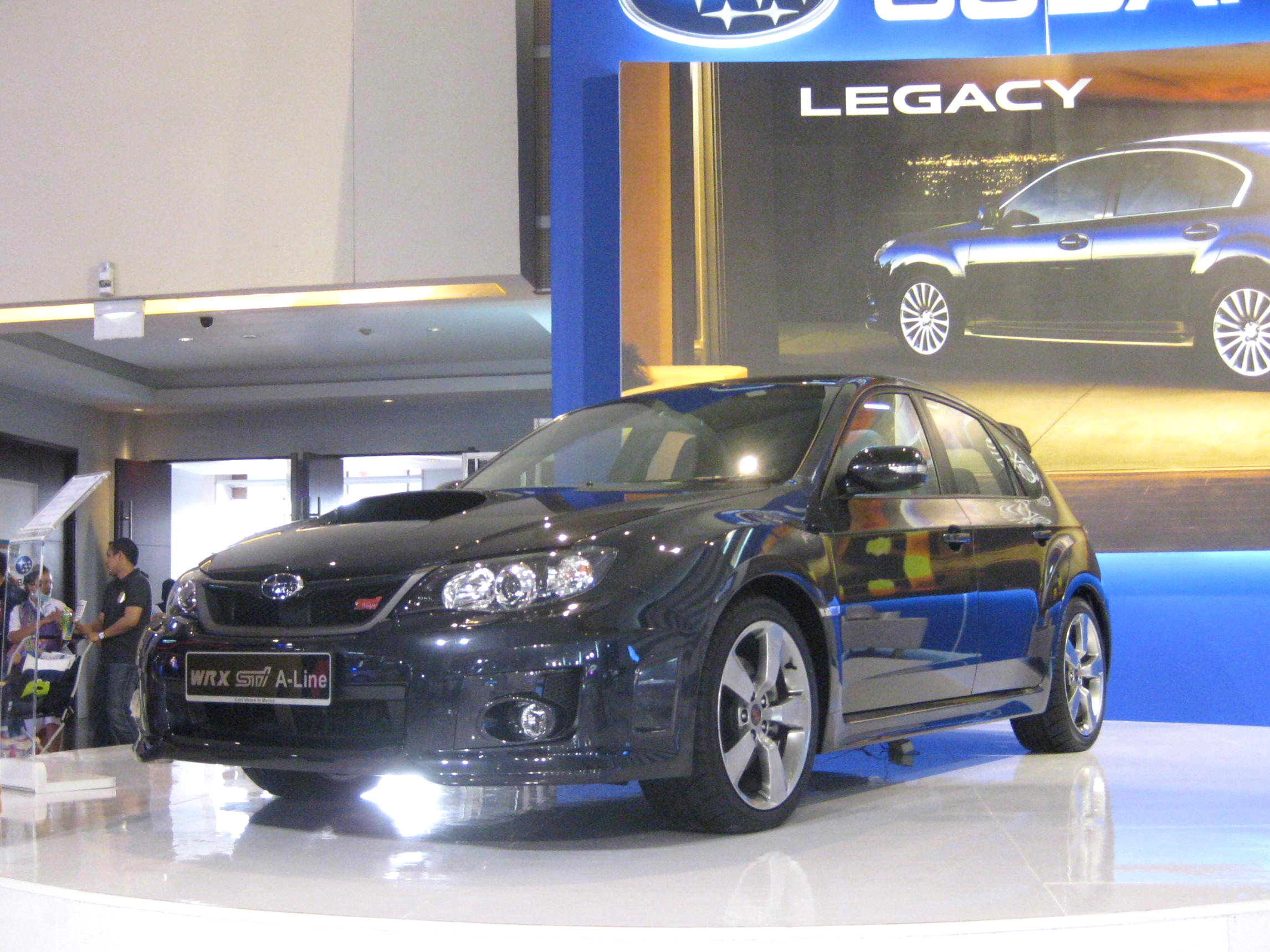
WRX STI A-Line

2009年 - 2月24日日本當地的「WRX STI」改良更動，是為「B」型，並追加具有Sportshift E-5AT五速手自排變速箱的「WRX STI A-Line」特仕車。八向電動駕駛座椅被列為「WRX STI」的標準配備，新增白色車身塗裝，VDC車輛動態控制系統的操作模式切換也做了小更動。至於「WRX STI A-Line」搭載EJ257型和Sportshift E-5AT五速手自排變速系統，另有方向盤換檔撥片、SI-DRIVE、前17吋雙活塞及後16吋碟煞煞車系統、八向電動可調加熱桶型賽車座椅、類金屬車門扶手、真皮包覆加金屬飾板排檔桿頭、類金屬飾板排檔座、定速巡航系統、VDC車輛動態控制系統、金屬踏板等標準配備。為了刺激買氣，日本市場在4月16日針對1.5L和2.0L兩種動力版本推出「Comfort SelectionⅡ」特仕車，具有抗紫外線玻璃、粉塵過濾恆溫空調、後座隱藏式置杯座、免鑰匙感應門鎖系統（keyless entry system）與引擎啟動按鈕（push start system）、防盜器、前霧燈、藍色或白色儀表、四支揚聲器、真皮方向盤及排檔桿頭等配備。
因為競爭對手第十代三菱Lancer Evolution FQ 330的出現，同年3月英國速霸陸委請Prodrive重新調校而推出「WRX 330S」特仕車，包括改良的ECU行車電腦、排氣系統、90mm不銹鋼排氣管等，使得動力從298hp增至325hp，扭力則達到了48.1kg·m / 3,400rpm。從0加速到100km/hr只要4.4秒，其他的配備還包括18x8.5吋輪圈、245/40/18性能輪胎、Recaro賽車座椅、衛星導航系統和免鑰匙啟動按鈕等。
同年7月23日開始發售「WRX STI spec C」特仕車，全日本僅限定900輛。這批限量車針對引擎、車身、底盤等強化，同時使用更多鋁合金材質以達輕量化的效果；擁有專屬ECU行車電腦、強化渦輪材質、中冷器噴水裝置、強化前懸吊避震系統、後機械式LSD限滑差速器、重新設定彈簧線圈、普利司通Potenza RE070的245/40R18輪胎、鋁合金引擎蓋、小型化電池、全車輕量化玻璃、18吋鍛造輕量化鋁圈、改以快速補胎器取代備胎、更改燃油幫浦結構、Brembo製金色煞車卡鉗、Recaro桶型賽車座椅等裝備。9月2日小改款，變更五門掀背車型的前保桿設計，且改良後懸吊系統及動力輔助方向機。新設定「i-S」車型，具有白色自發光儀表板、Alcantara人造麂皮內裝、運動化外觀等配備。
2010年 - 1月7日日本當地發售限量400部的「R205」特仕車，包含倒立式前減震筒、彈簧線圈、Brembo製前對向六活塞及後對向四活塞銀色塗裝卡鉗、18吋鍛造鋁合金輪圈、普利司通RE070 245/40R18輪胎、專用ECU行車電腦、専用渦輪、競技型前中尾段排氣管、空氣濾清器、専用鋁製銘牌、引擎室及車門踏板銘牌、使用手冊包、水箱護罩、前保險桿擾流孔、前葉子板專屬飾板、後保險桿擾流尾翼、黑色塗裝大型後擾流翼等專屬配備。在此同時，又推出基於「WRX STI A-Line」而加強的「WRX A-Line type S」特仕版，主要含有Recaro製阿爾坎塔拉皮革紅色縫線前桶型賽車座椅及後座椅、紅色縫線的方向盤及車門扶手、18吋鐵黑色鋁合金輪圈、Brembo製煞車碟盤及金色塗裝煞車卡鉗、
10支揚聲器等配備。
原廠在同年3月開幕的日內瓦汽車展推出以Impreza為底，添加重新設計的前後保險桿、車頂置物架、重新設定的懸吊避震系統的「Impreza XV」。這款具有跨界休旅風味的車型在6月24日正式於日本本土發表，8月1日引進中國市場。2010年4月英國速霸陸發售75輛「Cosworth STI CS400」，售價為49,995英鎊，由考斯沃斯負責調校改裝。所搭載的2.5L水平對臥四缸EJ257型渦輪增壓引擎重新鍛造其活塞、活塞連桿、汽缸蓋及汽缸墊，並升級ECU行車電腦小幅增加渦輪增壓值及拉高壓縮比，換上高壓機油泵、競技型離合器、加大剎車碟盤、AP Racing製前六活塞/後四活塞剎車卡鉗等配備。最大輸出馬力提高了33%，飆升至400ps，更可在3.7秒內完成0至100公里的加速。
7月1日「WRX STI」進行小改款，並新增四門轎車車型。四門轎車以美規Impreza WRX四門版為基礎，具有大型擾流尾翼、18吋BBS製鍛造鋁合金輪圈、Brembo對向四活塞煞車卡鉗、STI桶型賽車座椅、四出排氣尾管、SI-DRIVE系統、VSC車身動態控制系統、DCCD駕駛者可控式中央差速器、等長排氣頭段等均為標準配備；另外「WRX STI A-Line」則含有天窗、前座加熱系統、整合式多媒體影音系統、全車10支立體聲喇叭、黑色或米色內裝等配備。動力方面搭載2.0L水平對臥四缸EJ207型引擎，搭配六速手排變速箱的最大馬力為308ps / 6,400rpm、最大扭力43.0kg·m / 4,400rpm；另外「WRX STI A-Line」搭載2.5L水平對臥四缸EJ257型引擎，可發揮300ps / 6,200rpm及35.7kg·m / 2,800~6,000rpm的最大動力。後者的低轉速域扭力較為飽滿，渦輪遲滯的情況較不明顯，且轉速紅線區訂在6,300rpm。9月在中國成都舉辦的2010年成都國際車展會場上，中國速霸陸宣布四門版「WRX STI」正式在該地發售。至於臺灣市場，則在10月底由台灣意美汽車引進。
同年12月21日推出「WRX STI spec C」，不再採限量發售的策略。這款車仍採五門掀背車之設定，針對引擎、車身底盤等全面強化，並使用更多鋁合金材質以達到輕量化效果。在動力方面，升級了ECU行車電腦，雙渦流渦輪增壓器換上滾珠軸承，搭配中冷器噴水裝置與效率更佳的供油泵浦，讓2.0L水平對臥四缸EJ207型渦輪增壓汽油引擎從原本的308ps / 6,400rpm、43kg·m / 4,400rpm小幅提升至308ps / 6,400rpm、43.8kg·m / 4,400rpm，更重要的是輕量化的渦輪葉片讓渦輪增壓器自1,200rpm即開始作動，有效降低渦輪遲滯之現象；而滾珠軸承也讓高轉速時的動力延伸效果更優異，變速系統則維持六速手排之設定。為了達成輕量化目的，原廠替這款車換裝鋁合金引擎蓋、小型化電池、全車輕量化玻璃、以快速修補器代替備胎、專屬金色煞車卡鉗、Recaro桶型賽車座椅、後LSD機械式限滑差速器等，且重新設定前懸吊系統與簧圈。在此同時，原廠也推出限量400部的「WRX STI tS」及「Impreza S Limited」。前者以四門版為基礎，加上碳纖維車頂、鋁合金輕量化引擎蓋、18吋鍛造輕量化鋁圈、小鴨尾尾翼、STI儀錶板、紅色縫線方向盤及排檔桿頭、tS專屬金屬門檻踏板、桶型跑車座椅等，另可加價選配Recaro可調式賽車椅及引擎啟動按鈕（push start system）等。後者則以五門掀背的1.5i與2.0i自然進氣版車型為基礎，新增全車空力套件，內裝則換裝紅色縫線的跑車座椅與附換檔撥片的方向盤。

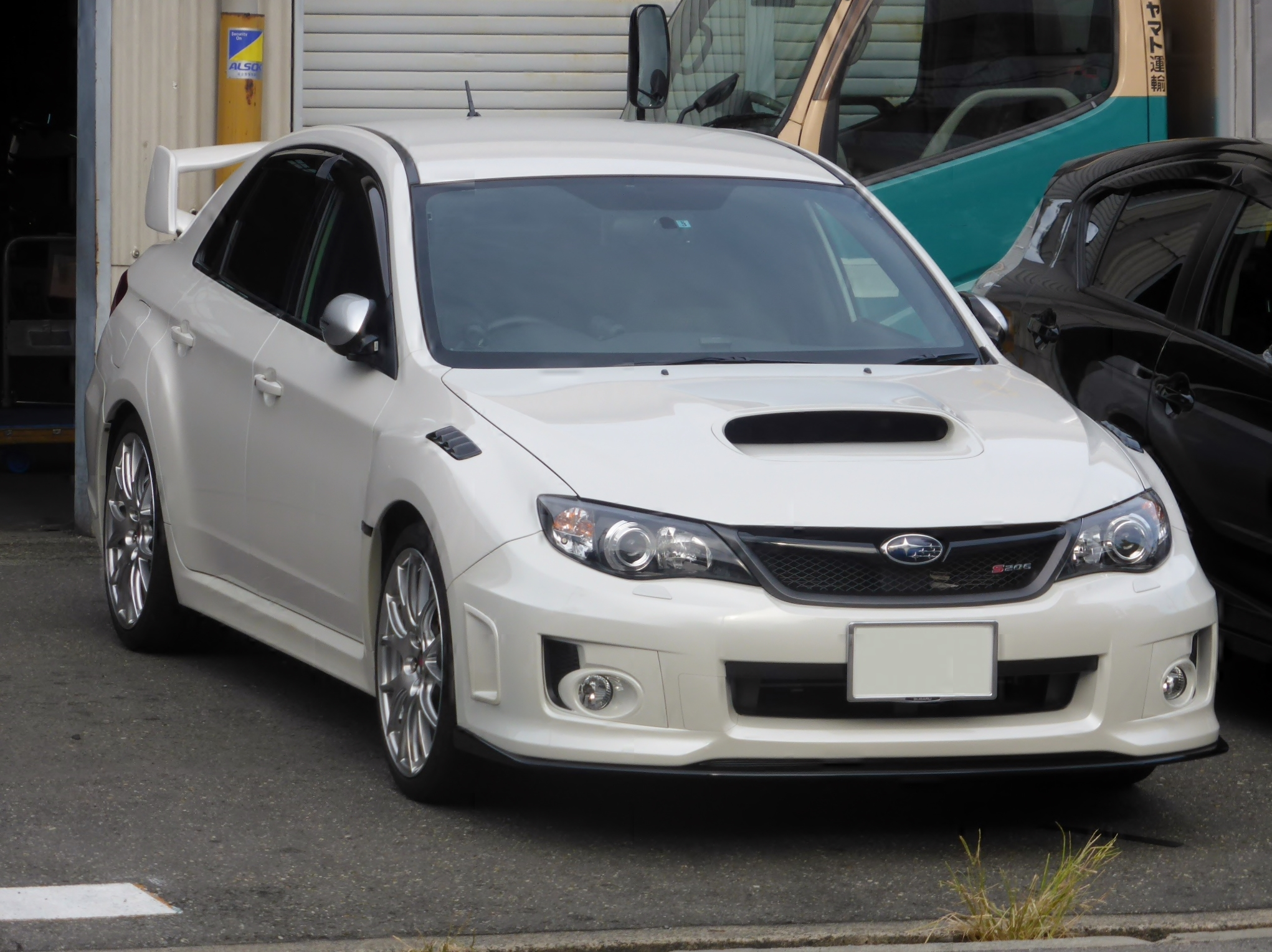
WRX STI S206

2011年 - 11月24日推出「WRX STI S206」，限量僅300輛。此款特仕車的外觀部分包括S206鍍鉻銘牌、全車空力套件、19吋BBS製鍛造鋁圈、Brembo煞車系統、STI懸吊套件等，內裝則有Recaro雙色桶型賽車椅、油門踏板組、真皮包覆排擋組、黑色鋼琴烤漆飾片、高反差冷光儀表板等。動力心臟為2.0L水平對臥四缸EJ20Y型渦輪增壓引擎，其活塞、凸輪、曲軸連桿等部件皆輕量化處理，且重新配置汽缸壓平衡、專用ECU行車電腦及RHF-5HB VF34渦輪增壓器，使得最大馬力達320ps / 6,400rpm、最大扭力44.0kg·m / 3,200~4,400rpm。此外，以「WRX STI S206」為基礎還發展另一款限量100部的「NBR CHALLENGE PACKAGE」特仕車，含有紀念銘牌飾板、專屬內裝套件（含限量版序號）、迎賓踏板、碳纖維車頂、碳纖維尾翼、車身貼紙等配備。第三款特仕車則是五速自排版的「WRX STI A-Line type S」，雖然性能表現比不上S206或S206 NBR，但特別裝載了STI大型擾流尾翼、18吋鋁合金輪框、合成皮革包覆之內裝、Recaro桶型賽車椅等配備。
2012年 - 7月3日日本當地追加「WRX STI spec C」四門轎車車型，所搭載的配備內容比照前年12月推出的五門掀背車車型。不過售價按照輪胎尺寸的不同，區分成17吋和18吋兩種價格。7月10日澳洲速霸陸推出「WRX Club Spec 11」特仕車，車體為亮橘色塗裝，不過車身後照鏡、尾翼、17吋鋁合金輪圈等採用黑色烤漆處理。動力心臟為2.5L水平對臥四缸EJ257型渦輪增壓引擎，搭配六速手排變速系統。
2013年 - 7月3日日本發售「WRX STI tS TYPE RA」特仕車，在外觀上換上新設計的前下擾流板、附LED方向燈的黑色塗裝後視鏡、鋁合金引擎蓋，並增添專屬的「tS」徽飾；而列為選購的NBR Challenge Package則新增碳纖維尾翼、18吋BBS製鍛造鋁圈、普利司通Potenza RE070性能胎、位於葉子板的Nürburgring賽道貼紙等。內裝則有紅色車縫線的方向盤、排檔頭、跑車座椅、ts字樣與方格旗的鋁質門檻飾板及專屬鑰匙包，NBR Challenge Package則再增加了Recaro桶型賽車椅；底盤懸吊方面包含STI運動化懸吊系統、STI底盤結構桿、Brembo制動系統等。此款車共有300輛的配額，其中200輛將會裝上NBR Challenge Package套件。8月5日澳洲速霸陸推出「Impreza WRX RS40」特仕車，限量只有300部。車色塗裝為藍色，搭配金色17吋鋁合金輪圈、全車空力套件及大型尾翼、雙前座藍色Recaro桶型賽車椅等配備。

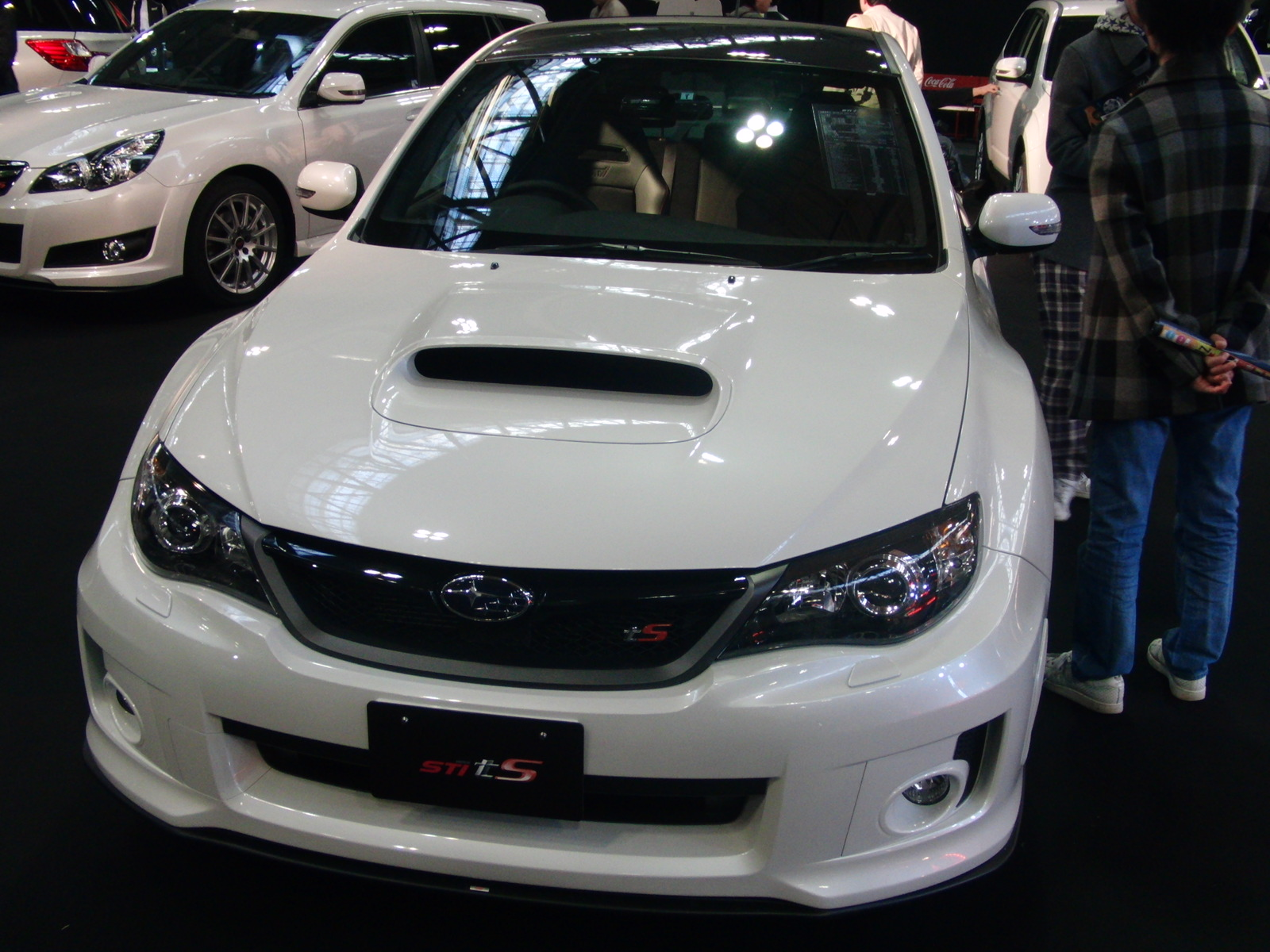
WRX STI tS車頭
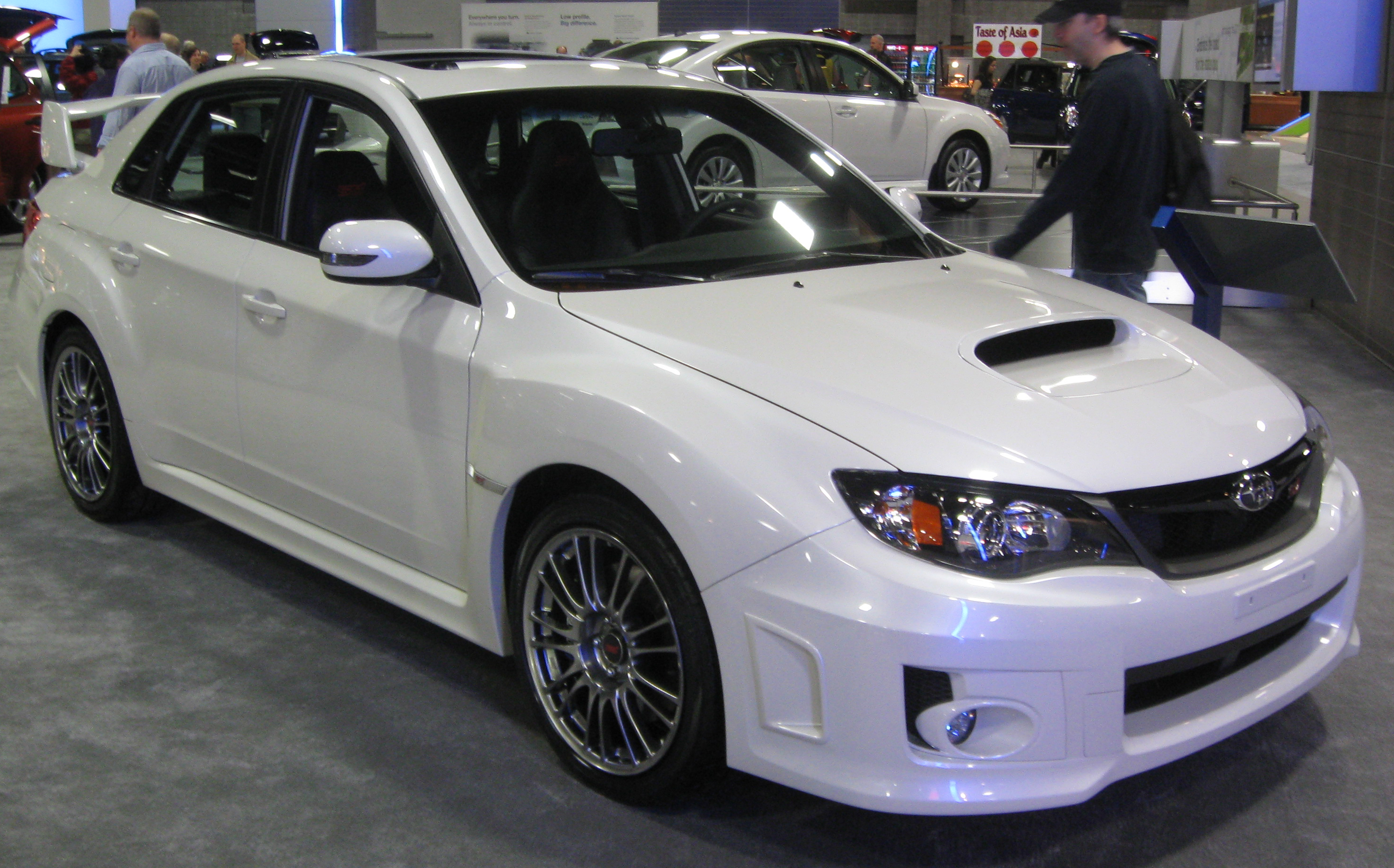
WRX STI四門轎車車頭
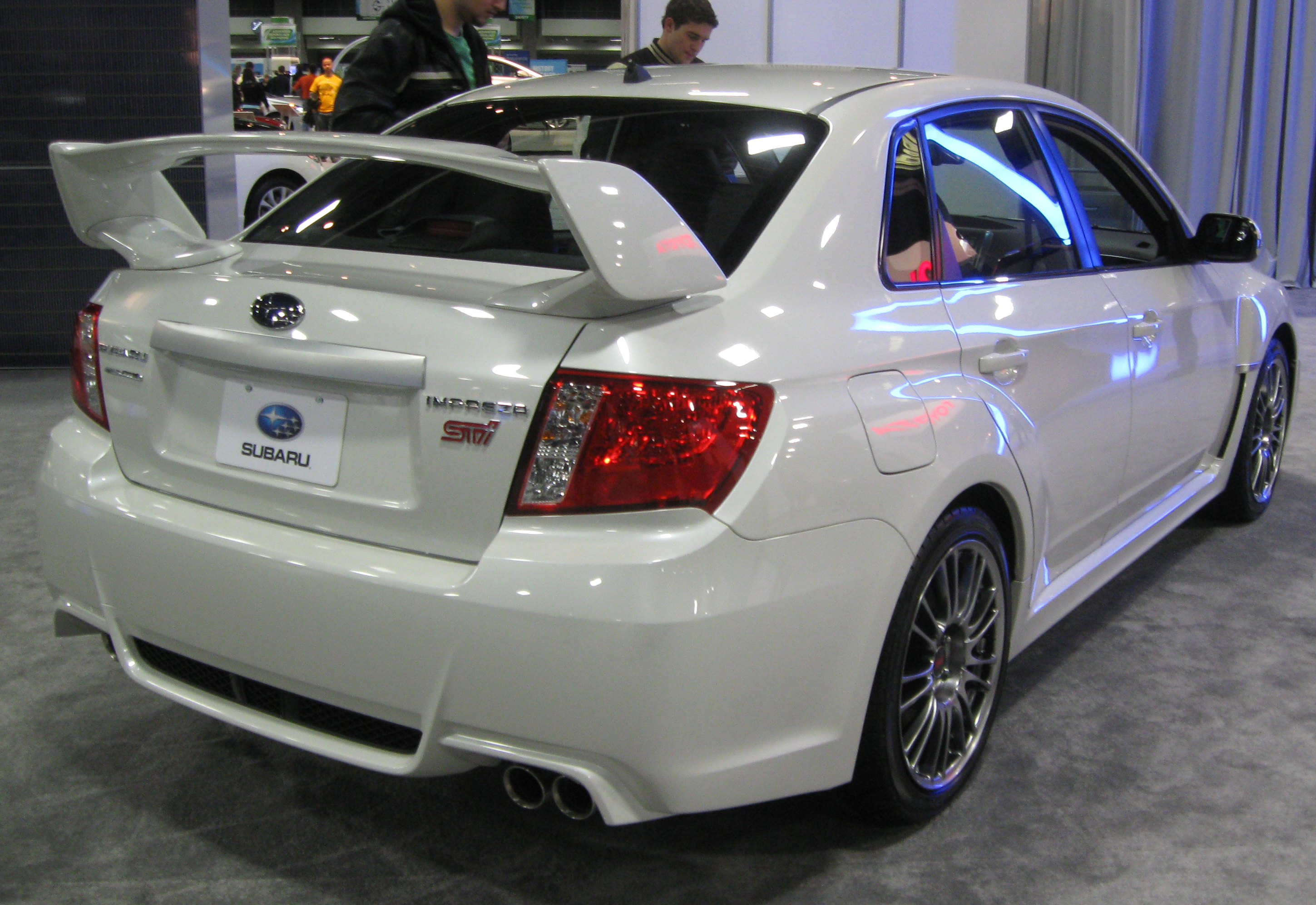
WRX STI四門轎車車尾
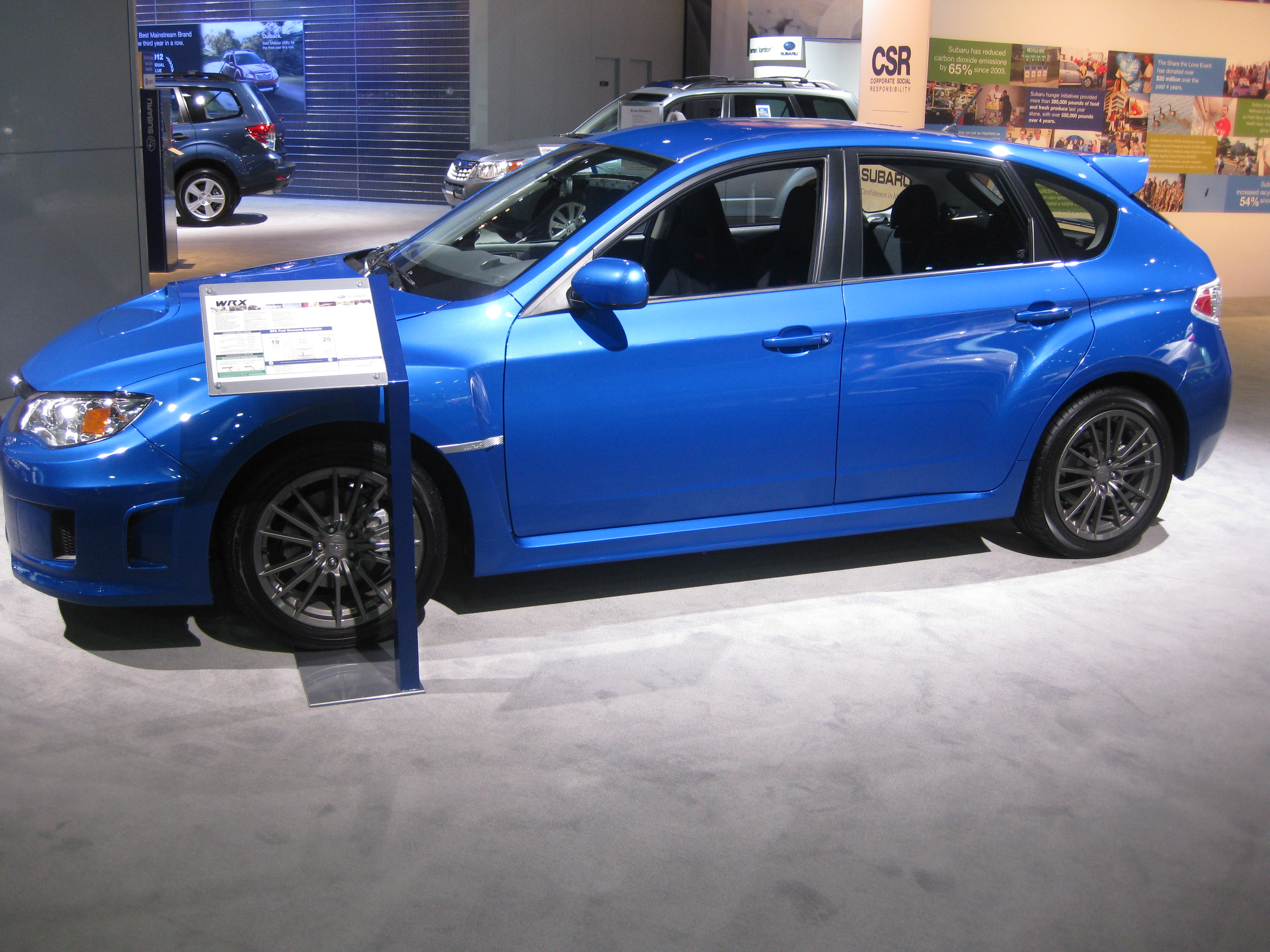
五門掀背車車側
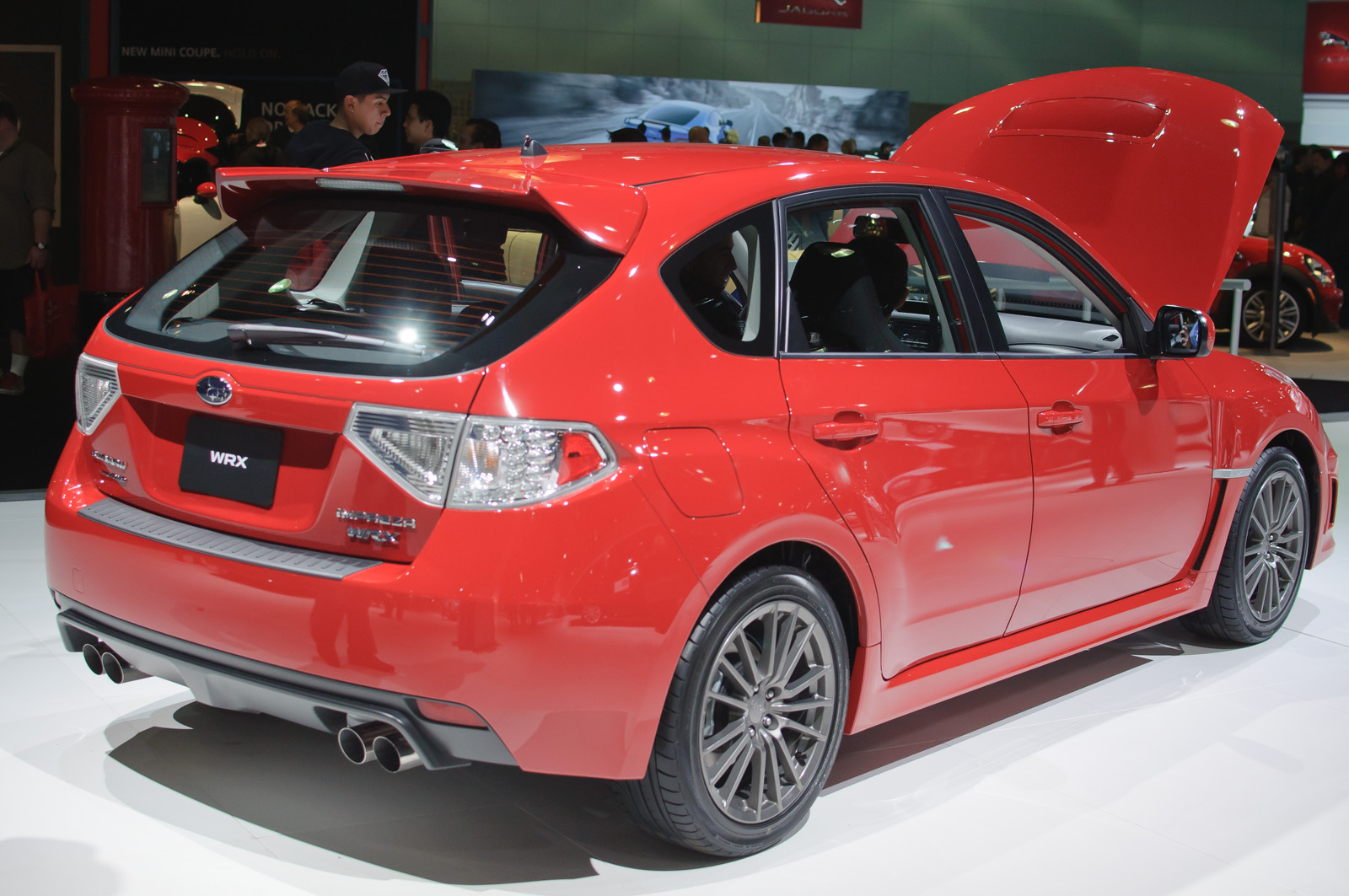
五門掀背車車尾
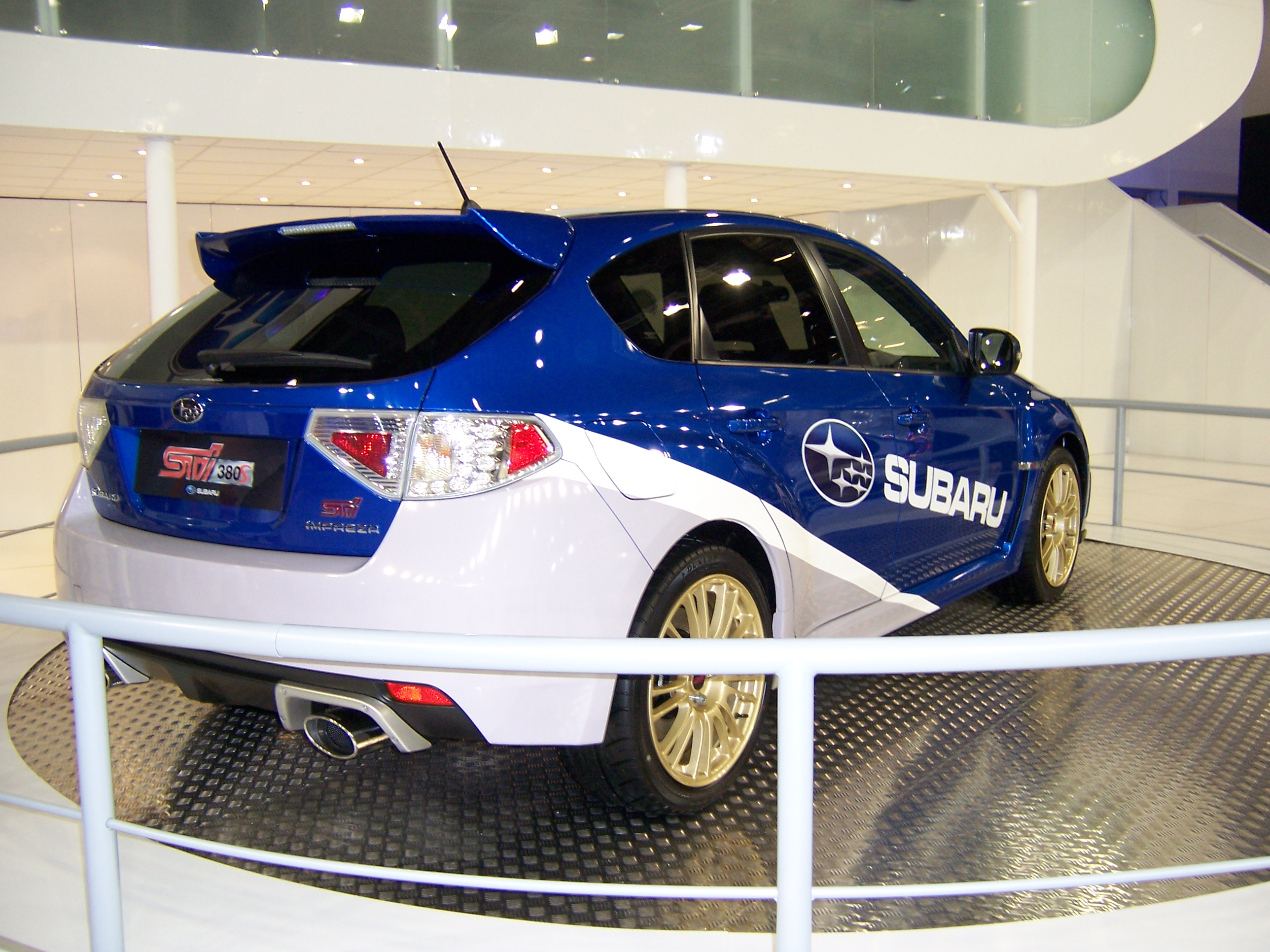
STI 380S概念車

### 第四代GP/GJ系（2011年-2016年）
2011年 - 原廠在4月19日開幕的上海國際汽車工業博覽會發表「XV Concept」，翌日開幕的紐約國際車展正式發表第四代大改款的Impreza四門、五門車型，車身尺碼並沒有太大變動，但內裝方面則有所精進。同年11月30日日本市場宣布12月20日開賣，五門掀背車稱為「Sports」，四門轎車則稱「G4」。內裝鋪陳上使用黑色皮革與銀色金屬飾片打造座艙的質感，車用多媒體系統、4.3吋液晶螢幕、衛星導航系統、行動通訊、恆溫空調、電動天窗等皆在配備清單中；外觀上則以鷹眼型頭燈和大面積蜂巢式水箱護蓋營造出該車款的性能風格。
動力方面搭載新開發的1.6L水平對臥四缸DOHC FB16型引擎及2.0L水平對臥四缸DOHC FB20型引擎，各有115ps / 5,600rpm、15.1kg·m / 4,000rpm以及150ps / 6,200rpm、20.0kg·m / 4,200rpm的輸出表現。搭配AVCS主動閥門控制系統、Lineartronic CVT無段自動變速系統、TGV進氣控制系統（Tumble Generated Valve）、EGR排氣再循環系統（Exhaust Gas Recirculation）等，經日本JC08模式測試，FB16型的油耗表現為17.6km/L，FB20型則為17.2km/L。和前一代的底盤懸吊系統同樣採用前麥花臣、後雙A臂之設計，輔以Symmetrical AWD全時四輪驅動系統、VDC車輛動態控制系統、ABS+EBD+BA煞車輔助系統等。此外，2.0L車型追加EyeSight行車安全輔助系統，提升駕駛安全性。
2012年 - 雖然4月20日XV先行在臺灣開賣，6月19日日本才宣告衍生車款XV將自成一格，10月5日正式上市。9月25日宣布Sports、G4兩種車型小改良（「B」型），將HAC上坡行車輔助系統（Hill-start Assist Control）列為標準配備，以及新增車色；同年10月1日四門及五門兩種車型同時獲得好設計獎。
2013年 - 11月12日開始發售改良的「C」型，加強車室靜肅性、變更動力方向機之設計等。11月21日在洛杉磯國際車展公開美規WRX車型，以Impreza G4為基礎換上新設計的水箱罩、頭燈、保險桿、側裙等，輪拱亦更為外擴突出以容納大尺碼輪胎。所搭載的2.0L水平對臥四缸DOHC FA20 DIT型渦輪增壓引擎，可輸出268ps / 5,600rpm的最大馬力與35.7kg·m / 2,000-5,200rpm的最大扭力。變速系統則提供六速手動排檔、Sport Lineartronic CVT無段自動變速系統兩種，前者經重新調校後齒比範圍更寬，可提升油耗表現及高速行駛時的靜肅性；至於後者經重新調校後可模擬8速，換檔反應更靈敏。車身及懸吊系統經過調整，加上多模式VDC車輛動態控制系統和主動式扭力分配系統（Active Torque Vectoring）的輔助，提高車身的轉向反應。新款WRX更採用電動動力輔助方向盤，轉向機構剛性也提高，提供更直接的轉向手感回饋。
2014年 - 1月15日原廠在底特律車展上宣布新一代WRX STI即將在北美市場面世。相較於早兩個月發表的WRX車型，WRX STI的水箱護罩和前輪輪拱加貼了STI銘牌，車尾也多了大型擾流尾翼。至於18吋BBS製金色鋁合金輪圈則將以限量1千輛的方式，標配在美國販售的WRX STI Launch Edition特仕車上。內裝部分除了專屬紅黑配色麂皮座椅、D形平底式方向盤、STI飾板等，且配上了軟質材料和黑色頂篷，以便與WRX區隔。動力方面仍使用2.5L水平對臥四缸DOHC EJ257型渦輪增壓引擎，可輸出最大馬力305hp / 6,000rpm、最大扭力290lb-ft / 4,000rpm。除了搭配6速手排變速箱、對稱式全時四輪驅動系統（Symmetrical AWD）、DCCD駕駛者可控式中央差速器、SI-DRIVE駕駛輔助系統等，更具有主動式扭力引導系統（Active Torque Vectoring），可在車輛轉彎時對內側輪胎施以剎車力道，調整轉向反應。WRX STI採用了13.0:1的轉向比例，使得其左右死點僅有2.5圈；比起WRX的轉向比例14.5:1、左右死點2.8圈還要少。
5月8日台灣意美汽車正式引進性能版WRX和WRX STI共四種車型，前者在外觀方面擁有六角形水箱護罩、四出式排氣尾管、後保桿下方擾流鰭片、17吋金屬黑色鋁圈等；後者的外觀則具有全車紅色STI專屬徽飾、大型車尾擾流翼、18吋鋁圈等。在內裝方面，WRX以黑色為基礎，加上三輻式平底真皮方向盤、紅光設計雙圓儀表板、紅色車縫線座椅等；WRX STI車型則具有紅色STI字樣的碳纖維飾板、紅色手動排檔桿頭等。在動力輸出的部分則和美規一樣，WRX為2.0L水平對臥四缸DOHC FA20 DIT型渦輪增壓引擎、WRX STI為2.5L水平對臥四缸DOHC EJ257型渦輪增壓引擎。
2015年 - 繼速霸陸XV之後，原廠於6月19日發表油電複合動力車型Impreza Sport Hybrid，動力來源為2.0L水平對臥四缸DOHC FB20型引擎，配合可輸出10kW（約13.6hp） / 6.6kgf·m功率之MA1型電動馬達與鎳氫電池模組，經日本JC08模式測試平均油耗為20.4km/L。車型分成二種等級，皆將EyeSight行車安全輔助系統列入標準配備，且針對Hybrid動力做調整。新增ECO巡航控制機能，在啟用主動式定速巡航時能盡量以電能動力優先，長途駕駛時可省下可觀的燃油。
同年10月6日部分改良，EyeSight行車安全輔助系統擴及至「1.6i-L EyeSight」、「1.6i-S EyeSight」等車型，另改換紫色車色。
2016年 - 日本市場於7月24日停產。

#### 安全性召回
2015年7月15日美國速霸陸宣佈召回32,400輛在2011年4月21日至2012年2月16日之間生產的四門轎車與五門掀背車，由於設定在助手席的感應器可在無人時自動關閉其安全氣囊系統，可是美國國家公路交通安全管理局卻收到26件報告指出，當助手席的乘客使用USB裝置或碰觸到座椅調整手把等金屬物件，形成接地狀態時，偵測系統會誤判助手席沒有坐人。此時若發生交通事故，助手席之安全氣囊並不會作動而造成危險。美國速霸陸將通知車主回廠處理，以更換助手席的控制元件。此外台灣意美汽車也表示臺灣地區有144輛車包含在這波召回行動中，該公司將主動通知車主回廠更換感應器。

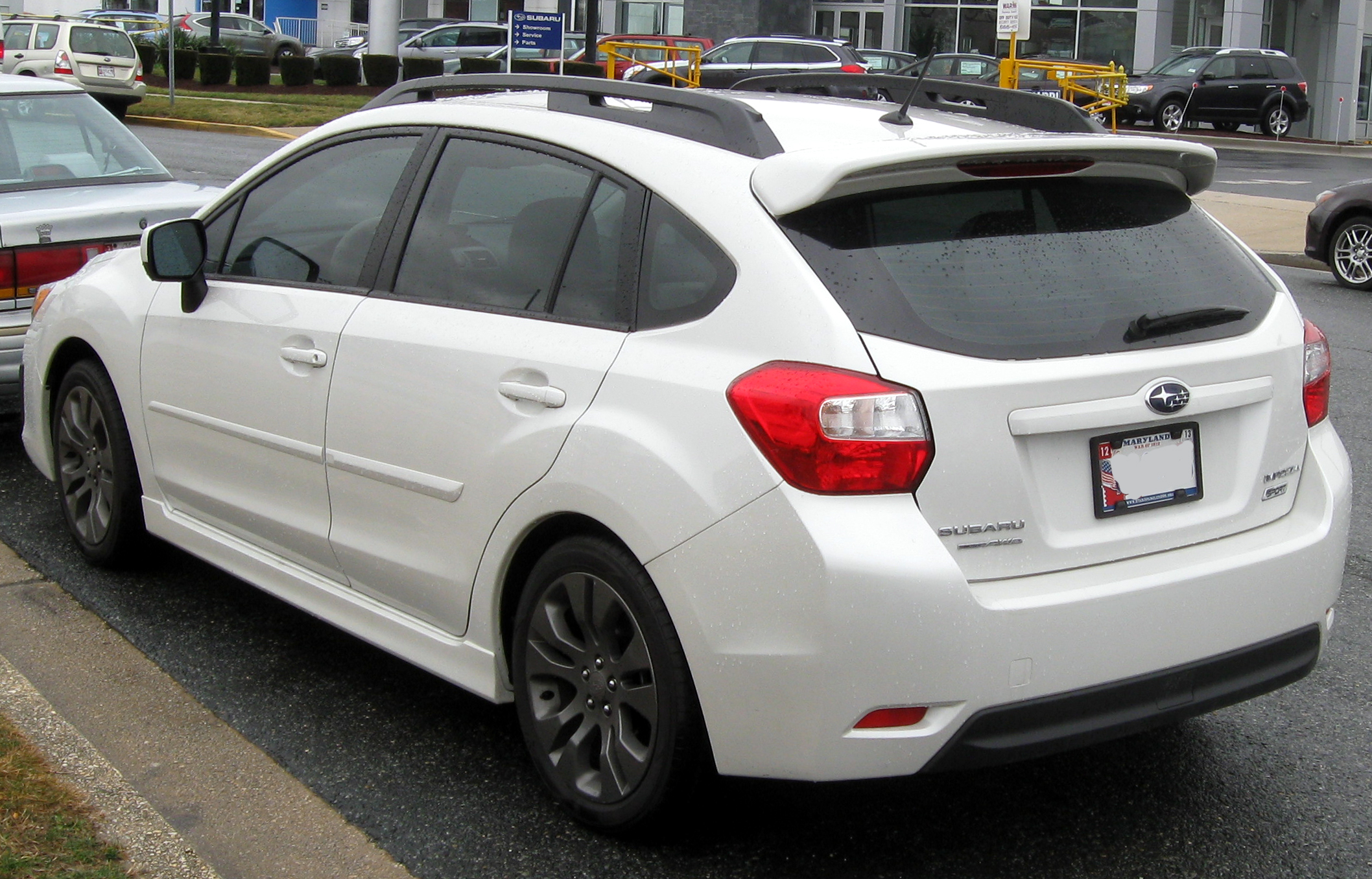
五門掀背車車尾（美規）
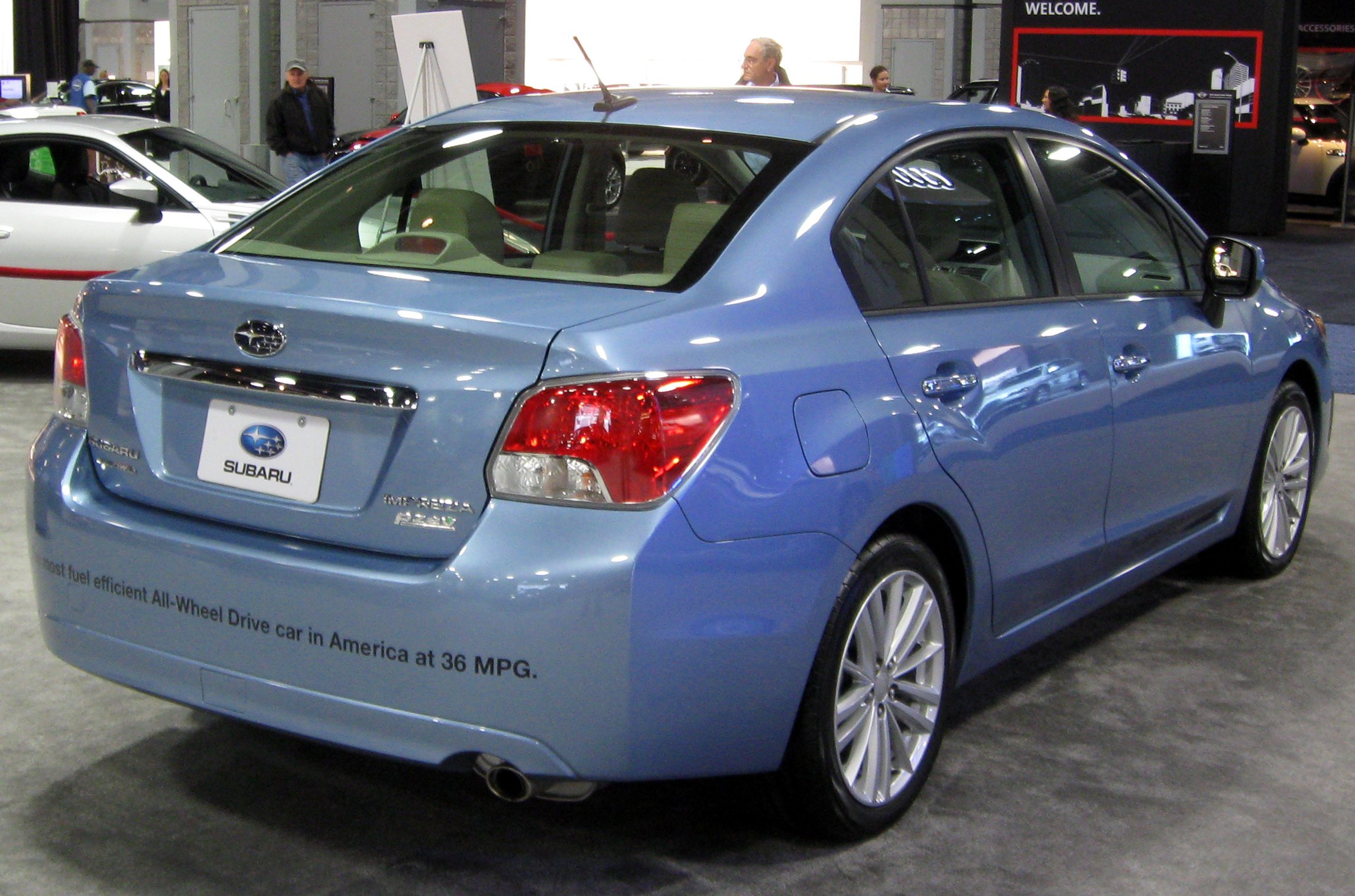
四門轎車車尾（美規）
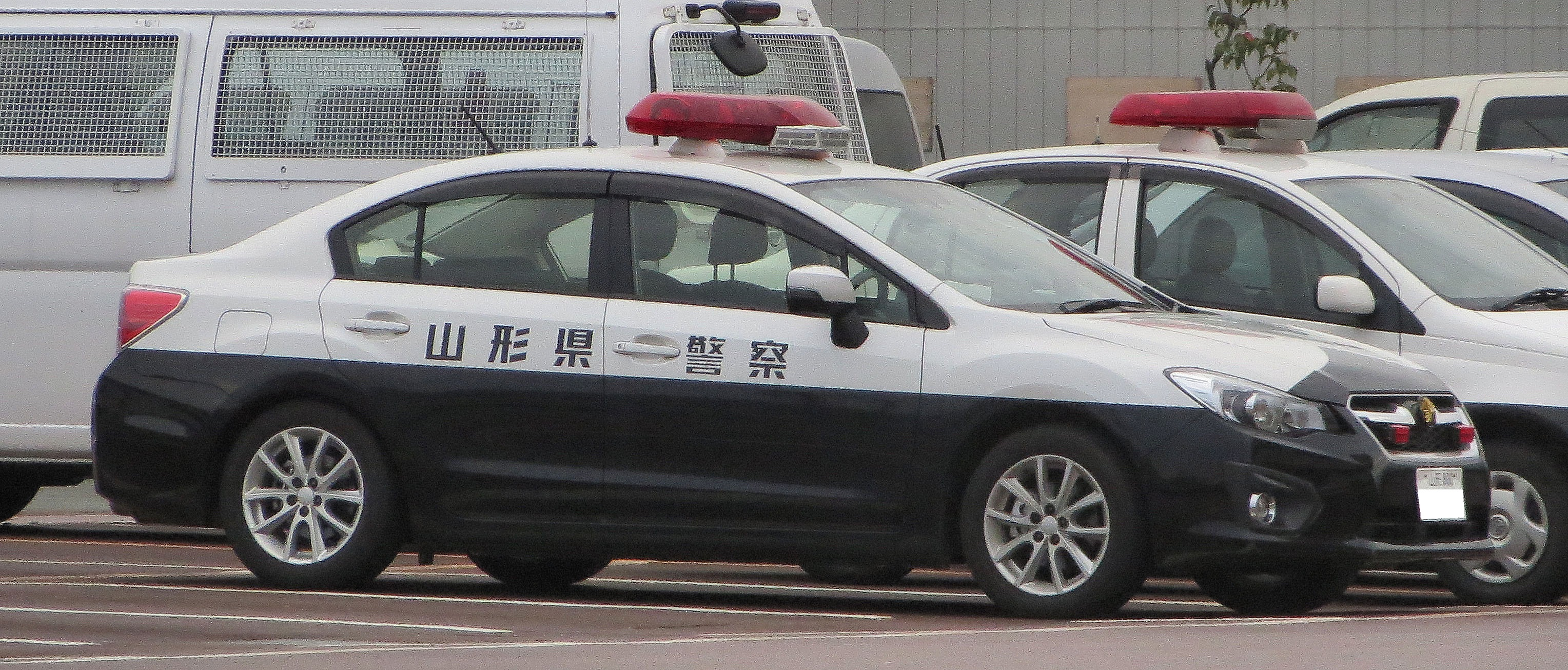
日本山形縣警用車輛
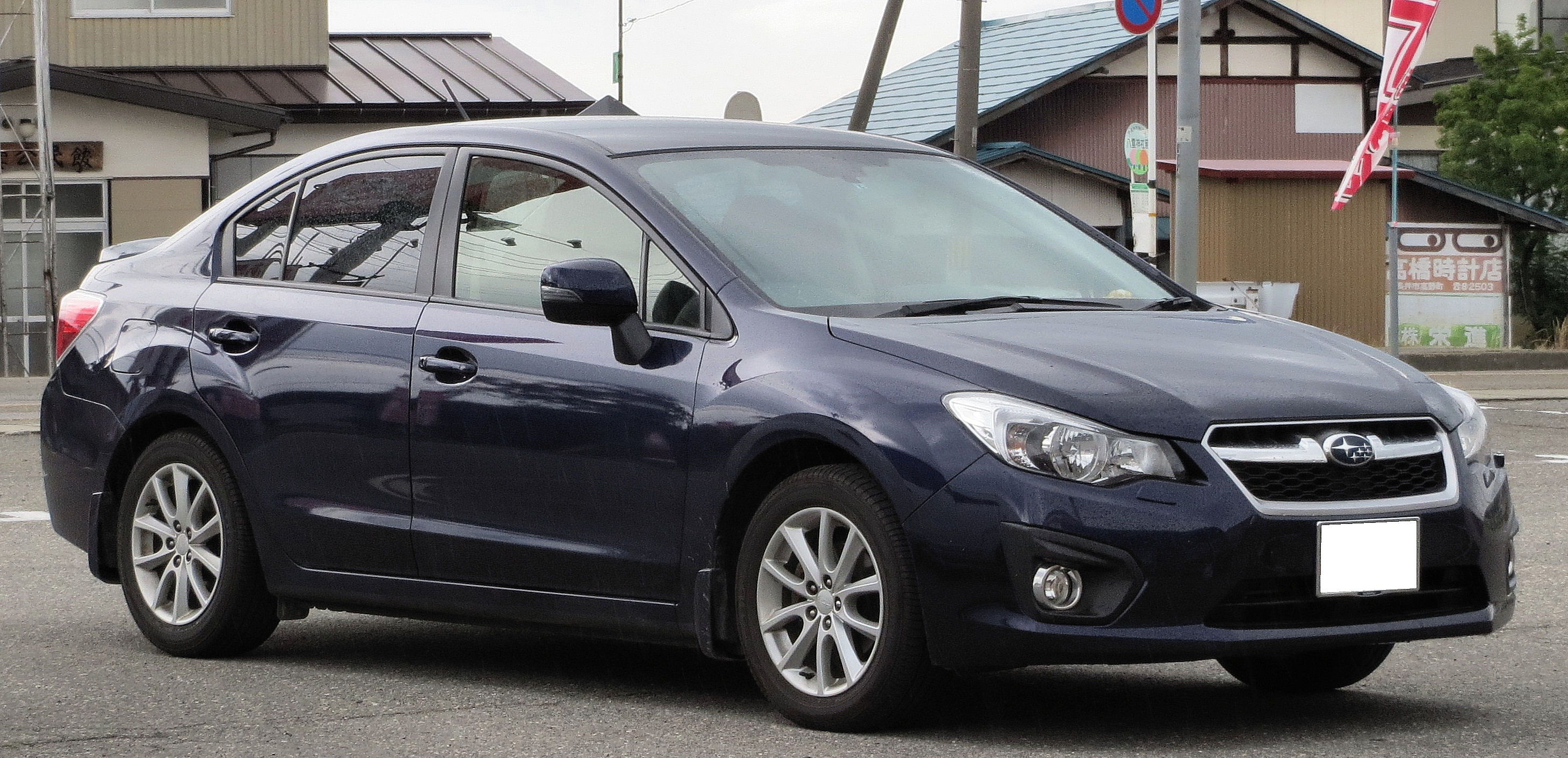
G4四門轎車車頭（日規）
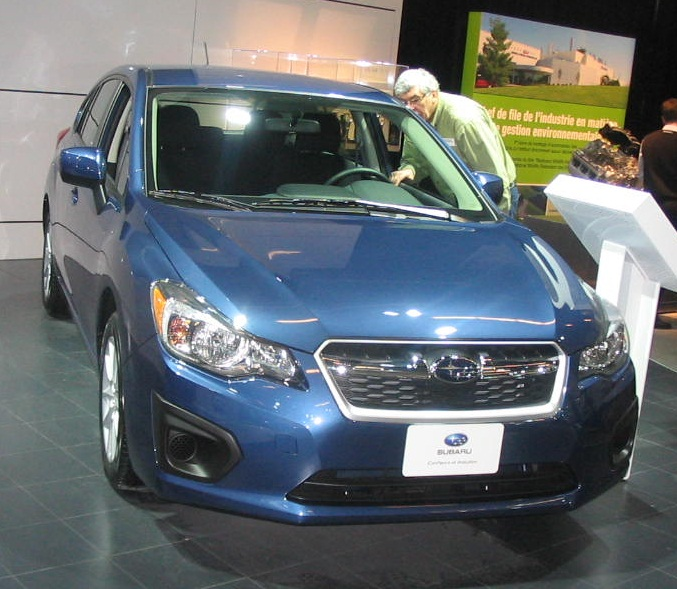
蒙特婁車展

### 第五代GT/GK系（2016年-2023年）
2016年 - 3月舉辦的紐約國際車展上，原廠公佈第五代Impreza之全貌。10月13日率先於日本開賣，該車款首搭SGP（Subaru Global Platform）全球模組化底盤平台，並將行人防護氣囊系統列為標準配備，這在當地市場相當罕見。其他標準配備還有七具安全氣囊、EyeSight、HBA遠燈輔助系統、AFS主動轉向式頭燈、ACC主動式車距維持系統、AEB自動煞停系統、LKA車道偏移輔助系統等。動力心臟區分成1.6L水平對臥四缸DOHC FB16型和2.0L水平對臥四缸DOHC FB20型等二種引擎，前者延續第四代的單元配置，維持岐管噴射系統，最大馬力115ps / 5,600rpm、扭力峰值15.1kgf·m / 4,000rpm；後者則是導入缸內直噴技術，最大馬力156ps / 6,000rpm、最大扭力20.0kgf·m / 4,000rpm；搭配擴大齒輪比並減重7.8公斤的Lineartronic CVT無段自動變速箱。同年12月9日獲得第37屆日本年度風雲車獎項，距離上次2003年第四代Legacy獲獎已達13年之久。
2017年 - 2月15日台灣意美汽車宣布引進大改款的Impreza，共推出兩款四門房車、兩款五門掀背車型。動力方面僅有1.6L水平對臥四缸DOHC FB16型引擎，搭配Lineartronic CVT無段自動變速箱。全車系標配ABS/BAS/EBD剎車輔助系統、7具SRS輔助安全氣囊、VDC車身穩定系統、TPMS胎壓偵測系統、上坡起步輔助系統等，但可惜的是EyeSight主動式安全配備系統並未搭載。2018年則在四門與五門加入了最高階版本並搭載EyeSight主動式安全配備系統。

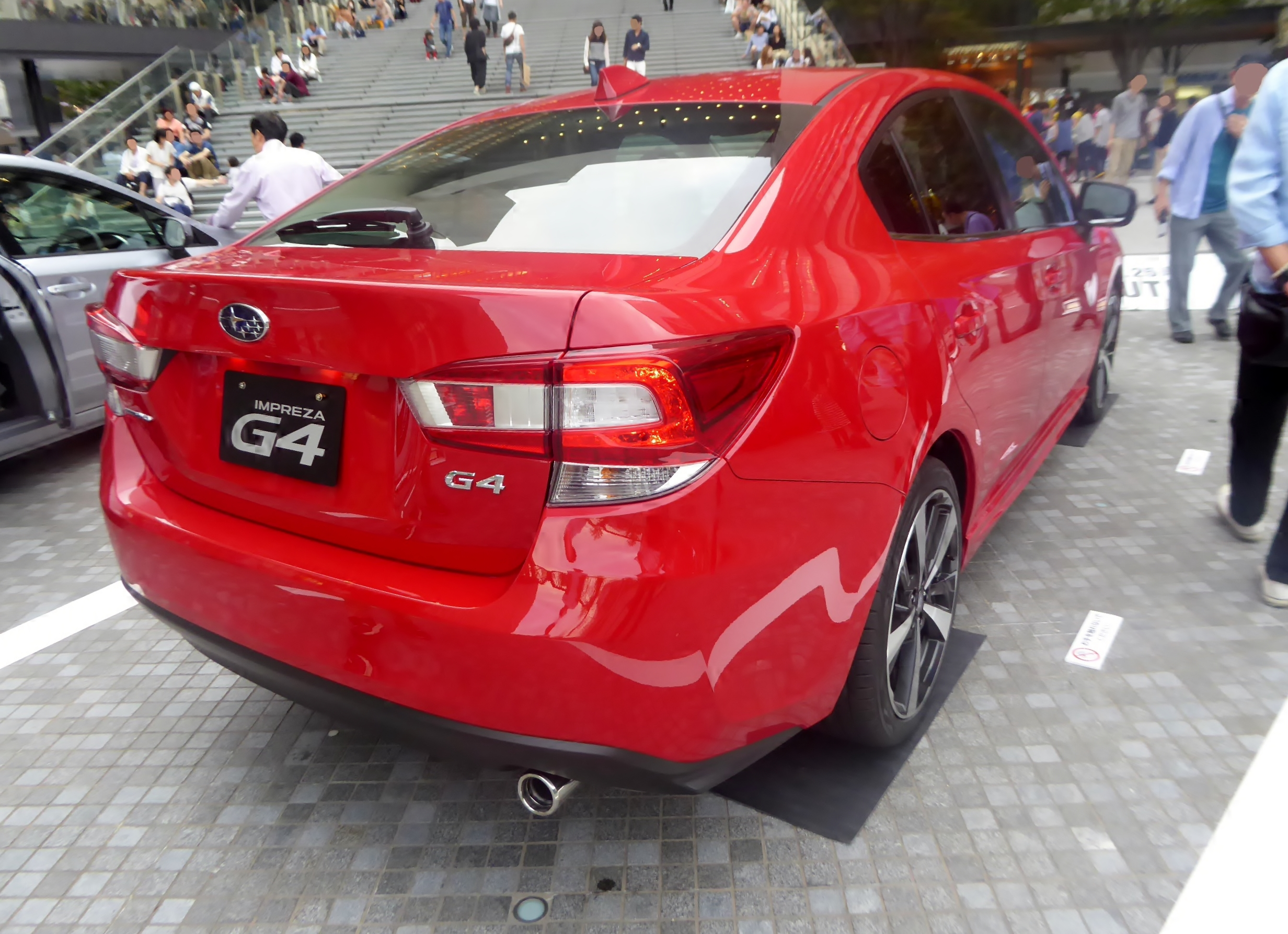
G4四門轎車車尾
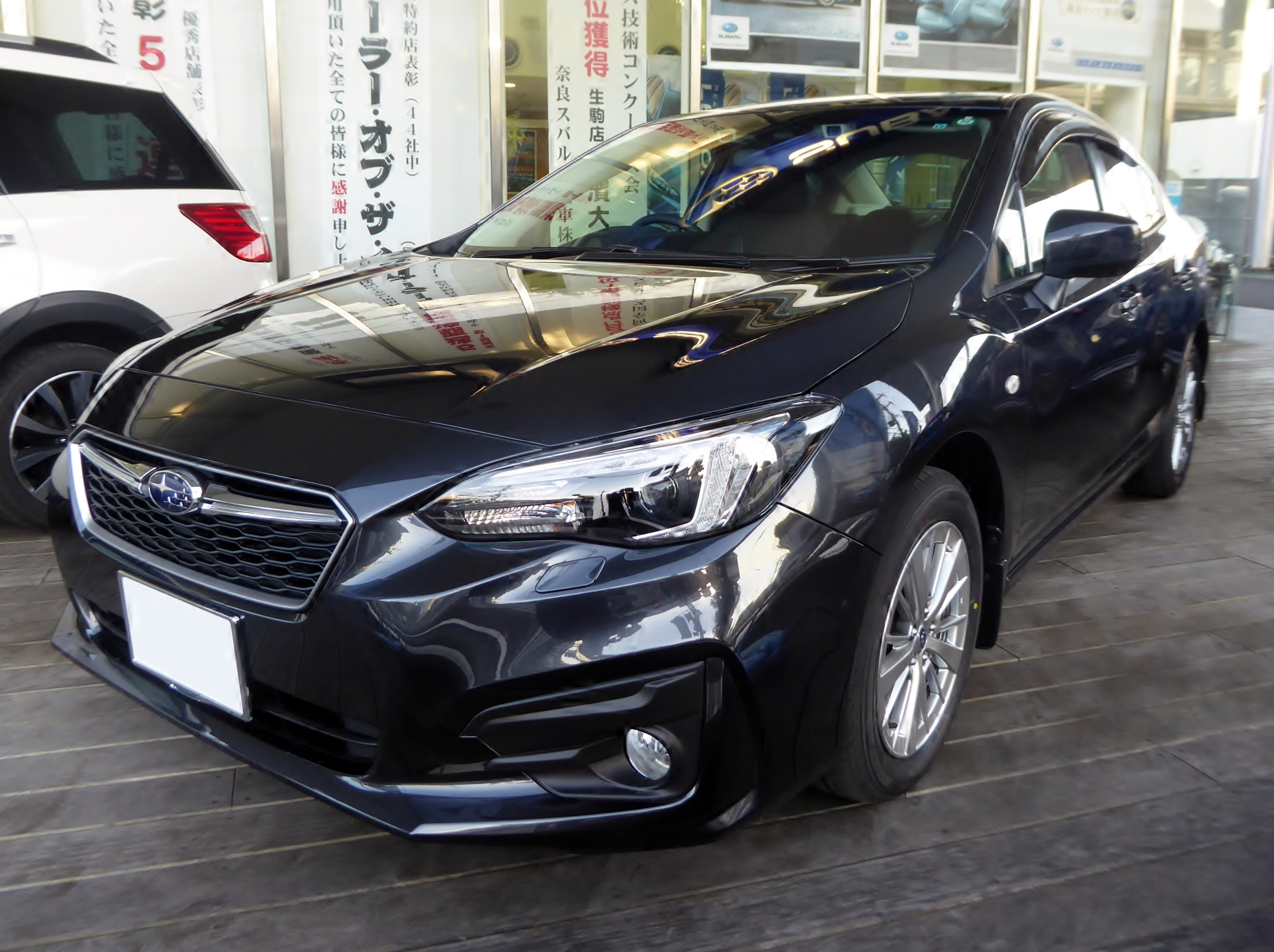
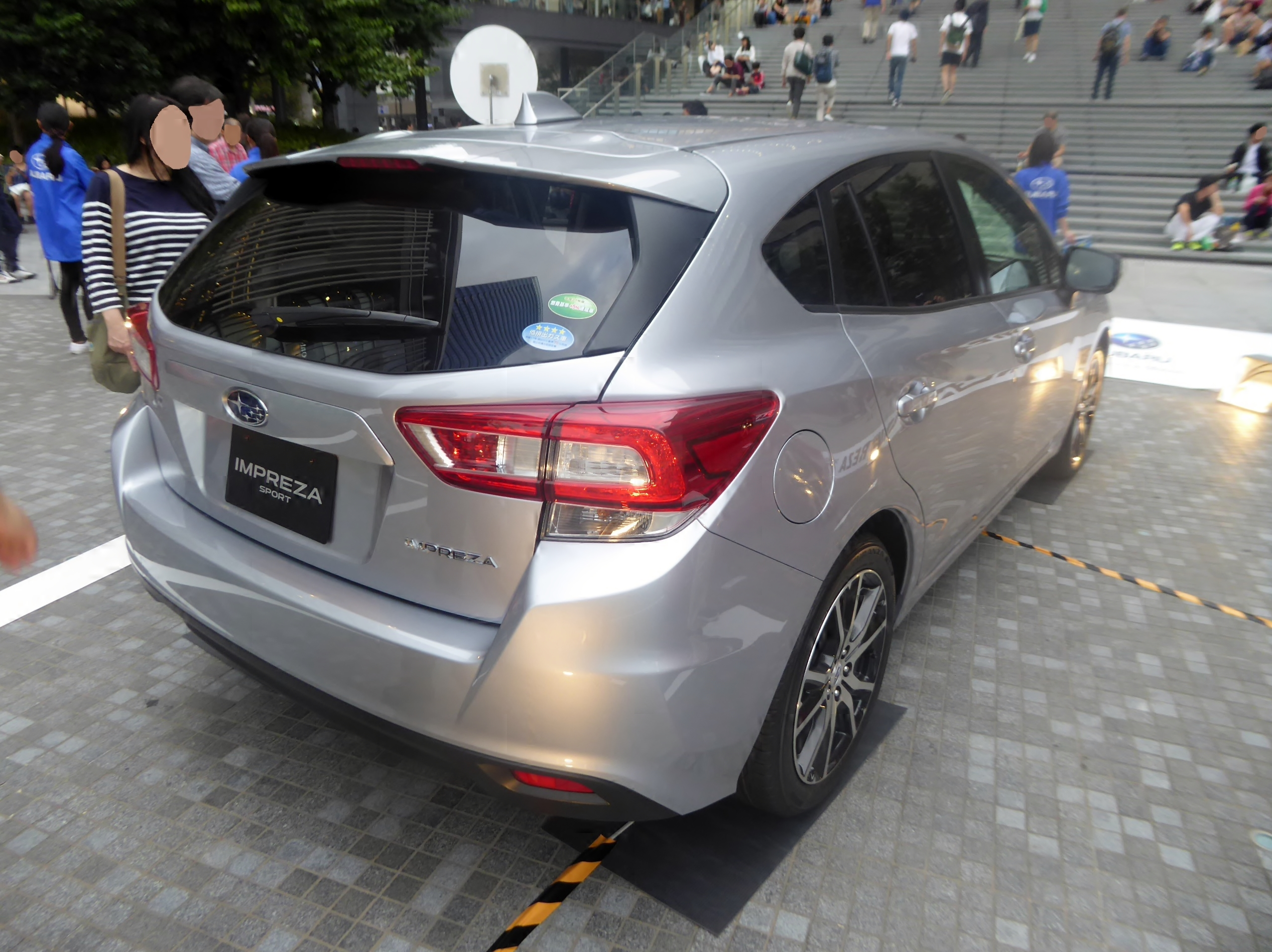
Sport五門掀背車車尾

### 競速賽事

#### 拉力賽
自富士重工業發表第一代Impreza以來，該車款常被各級競速賽事的車隊使用。特別是國際汽車聯盟舉辦的世界拉力錦標賽（以下簡稱WRC）中，常見到速霸陸與標緻、雪鐵龍、福特等車隊一爭高下的身影。在2.0L級別的拉力賽競技用車輛中，速霸陸Impreza最常與同屬日系的三菱Lancer Evolution拿來相提並論，也為速霸陸奠定性能與速度的品牌形象。不過受到經濟不景氣的影響，2008年12月16日富士重工業宣告退出WRC賽事，是2009年繼鈴木汽車後第二家退出該比賽的車廠。
1. 第一代四門 / A組賽車（英语：Group A）（1993年 - 1996年）：1993年科林·麥克雷駕駛速霸陸Legacy在紐西蘭分站賽中奪冠，而理查德·伯恩斯則在英國站稱雄；1994年科林·麥克雷駕駛速霸陸Impreza WRX STI在紐西蘭、澳大利亞及英國站稱雄；1995年速霸陸555車隊首次獲得廠商車隊總冠軍，科林·麥克雷則拿下車手總冠軍。1996年該車隊蟬聯廠商車隊總冠軍，科林·麥克雷獲得車手亞軍。
2. 第一代雙門 / WRC（1997年 - 2000年）：1997年速霸陸WRC車隊再次蟬聯廠商車隊總冠軍，科林·麥克雷、皮爾洛·里亞蒂及埃里克森等車手共聯手拿下8個分站賽的冠軍；1998年科林·麥克雷兩度稱雄分站賽；1999年理查德·伯恩斯三奪分站賽冠軍，並斬獲年度車手亞軍。當年度速霸陸WRC車隊敗給豐田車隊，屈居廠商車隊亞軍。2000年理查德·伯恩斯奪取年度車手亞軍，速霸陸WRC車隊則獲年度廠商車隊季軍。
3. 第二代四門 / WRC（2001年 - 2008年）：2001年理查德·伯恩斯奪下年度車手冠軍；2002年托米·馬基寧和皮特·索伯格（英语：Petter Solberg）分別在蒙地卡羅站和英國站稱霸，速霸陸WRC車隊獲得年度廠商車隊季軍。2003年皮特·索伯格首次奪得年度車手冠軍，速霸陸WRC車隊則為年度廠商車隊季軍；2004年皮特·索伯格拿到年度車手亞軍，速霸陸WRC車隊為年度廠商車隊季軍。2005年皮特·索伯格再次獲得年度車手亞軍；2006年速霸陸WRC車隊獲年度廠商車隊季軍；2007年速霸陸WRC車隊得到年度廠商車隊季軍。
4. 第三代五門 / WRC（2008年-）：2008年12月16日富士重工業宣告退出WRC賽事。

至於美國拉力錦標賽，Impreza WRX STI於2005年正式參與至今，除2010年由車手安托萬·里斯坦（Antoine L'estange）駕駛三菱Lancer Evolution奪冠外，其餘年度均奪下冠軍。

#### 場地賽
在日本汽車聯盟賽事方面，2004年由車手克里斯·托雷斯駕駛WRX STI獲得全日場地錦標賽冠軍。美國跑車俱樂部賽事方面，2005年、2006年的Tire Rack SCCA Solo Nationals賽事中均奪得冠軍，2005年、2006年在STU級賽事中奪冠，2006年在AS級賽事中奪冠。

#### 公路賽
在國際汽車聯盟賽事方面，2005年克里斯·迪波（Chris Deable）駕駛WRX STI在A6級賽事中奪得亞軍，並在紐博格林賽道24小時挑戰賽中排名第14名。2006年英國的Deeble-Bellchambers Racing車隊使用WRX STI Spec-C參加紐博格林賽道24小時挑戰賽SP6級的比賽，比賽中總共燒毀兩個渦輪增壓器，最終在全部255輛參賽車輛中只獲得第115名。

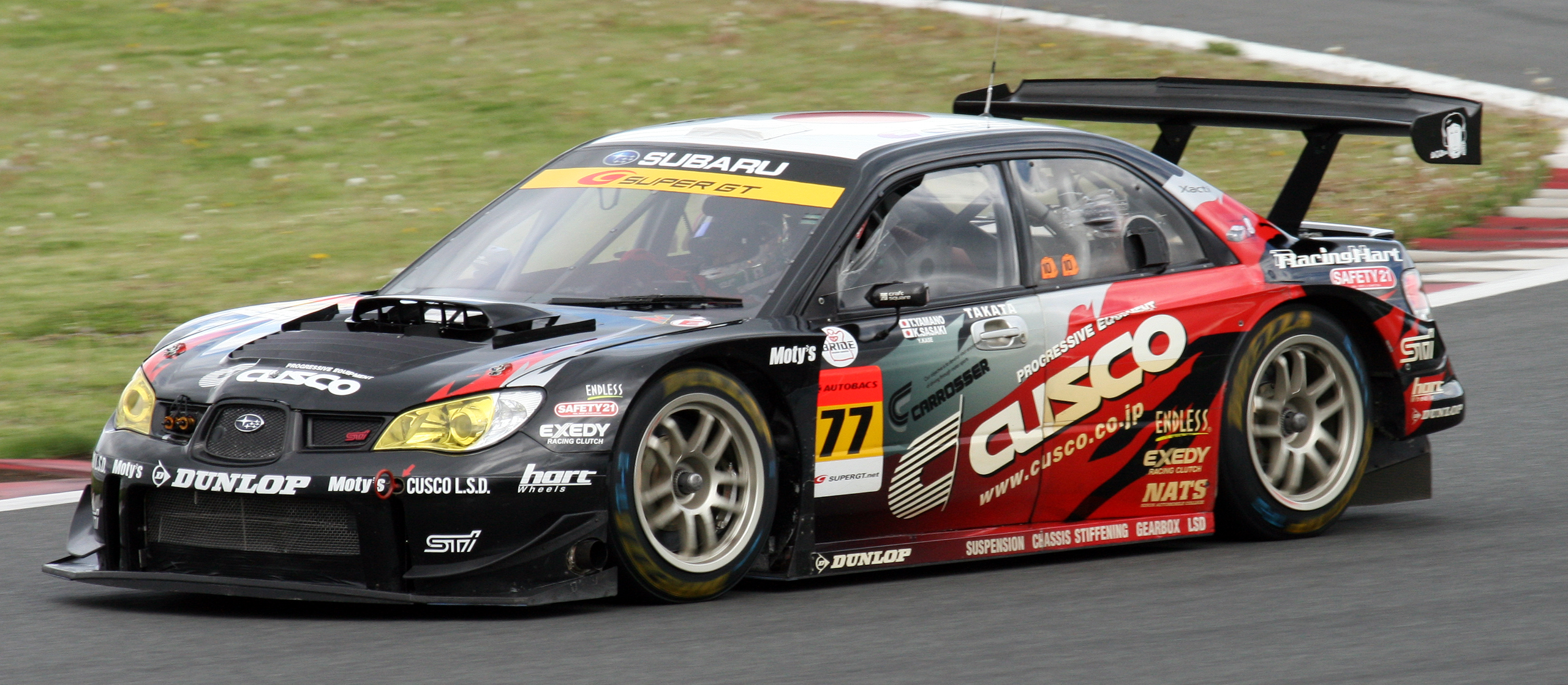
Cusco 速霸陸Impreza GT300

美國跑車俱樂部賽事中，Icy Racing車隊連續在2005和2006年使用WRX STI分別獲得俱樂部T2分級賽的冠軍及亞軍；ESX Motorsports車隊則於2005年使用WRX STI參加世界GT挑戰賽。

##### 超級GT賽
自1990年代末期起，Cusco車隊便使用WRX STI參加超級GT賽。2008年該車隊在馬來西亞的雪邦賽道初次奪冠，也造就了該比賽史上第一次由四輪驅動賽車奪冠的記錄。正因為WRX STI於2008年賽季的出色表現，超級GT賽委員會決定四門賽車可以參與往後的賽事（原本WRX STI得以參賽，全因超級GT賽委員會的破例）。

#### 漂移賽

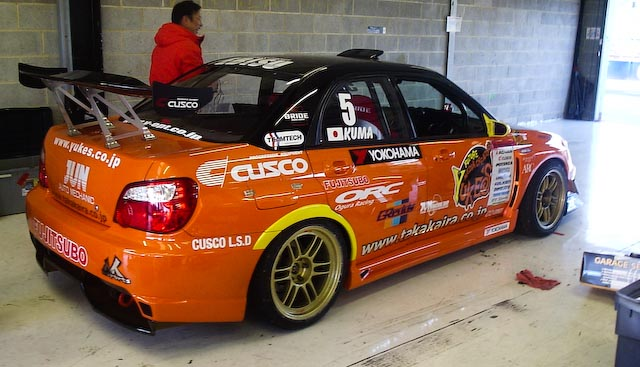
2005年Team Orange車隊使用的WRX STI

在D1國際汽車大獎賽方面，2005年Team Orange車隊第一次使用WRX STI參加D1國際汽車大獎賽，翌年該車隊奪得賽季冠軍。

## 外部連結
- （日語）日本官方網站 （页面存档备份，存于）
- （日語）日本の自動車技術240選 - スバル　インプレッサ WRX STI
- 無敵汽車網：六星始祖斯巴魯翼豹的起源與發展
- 無敵汽車網：斯巴魯Impreza WRX STi的GD時代
- 無敵汽車網：Impreza的前半生